# Rumania
Rumania o Rumanía (en rumano: Româniaⓘ) es uno de los veintisiete  Estados soberanos que forman la Unión Europea. Está ubicado en la intersección de Europa Oriental y del Sureste, y cuenta con costa en el mar Negro.
Limita con Hungría y Serbia al oeste, Ucrania y Moldavia al noreste y al este, y Bulgaria al sur. Con 238 391 km², Rumania es el octavo país de la Unión Europea por extensión y cuenta con la sexta mayor población de la Unión Europea, con más de 19 millones de habitantes. Su capital y ciudad más poblada es Bucarest, la décima ciudad más grande de la Unión Europea.
Los Principados Unidos surgieron cuando los principados de Moldavia y Valaquia se unieron bajo el príncipe Alexandru Ioan Cuza en 1859. En 1881, Carlos I de Rumania se coronó, formando el Reino de Rumania. Su independencia del Imperio otomano fue declarada el 9 de mayo de 1877 y fue reconocido internacionalmente al año siguiente. Al final de la Primera Guerra Mundial, Transilvania, Bucovina y Besarabia fueron anexionadas por el Reino de Rumania, circunstancia que dio inicio a lo que la monarquía rumana denominó la Gran Rumania. Durante la década de 1930 el gobierno, con Ion Gigurtu como primer ministro, derivó de una posición inicial proclive al Reino Unido y Francia, hacia una posición alineada militar y políticamente con la Alemania nazi, implementando el antisemitismo de manera oficial en el país.
En 1940, la región de Besarabia, que se había unido a Rumania en 1918, fue anexionada a la Unión Soviética como resultado de la ocupación soviética de Besarabia y el norte de Bucovina. Durante la operación se produjo un enfrentamiento de algunas divisiones rumanas con el Ejército Rojo, que las derrotó duramente, lo que llevó a la incorporación de Besarabia a la Unión Soviética como RSS de Moldavia. En esa misma época Rumanía también perdió el control de la Dobruja meridional en favor de Bulgaria y, temporalmente, de la Transilvania septentrional en favor de Hungría.
Al comienzo de la Segunda Guerra Mundial, el exministro de Guerra, Ion Antonescu, implantó una dictadura militar fascista, en la que alineó el ejército rumano a la Wehrmacht, permitiendo el acantonamiento de gran número de divisiones de la misma, con vistas a la Operación Barbarroja, de invasión de la Unión Soviética. Desde junio de 1941 hasta 1944, Rumania participó en la guerra del lado de las potencias del eje, bajo la dirección militar de Alemania. En 1944, bajo la contraofensiva soviética que penetró en su territorio, cambió de bando y se unió formalmente a los Aliados, cayendo la dictadura militar de Antonescu. Al final de la guerra, algunos territorios del noreste anteriormente de Rumania fueron ocupados temporalmente por la Unión Soviética; con unidades del Ejército Rojo estacionadas en territorio rumano, el país acabó convirtiéndose en la República Socialista de Rumania y miembro del Pacto de Varsovia.
Con la caída del bloque socialista europeo y la llamada Revolución rumana de 1989, Rumania inició su transición hacia la democracia representativa occidental y una economía de mercado capitalista. Desde 2010, Rumania es un país de ingresos relativamente altos, con un alto índice de desarrollo humano.
Rumania se unió a la OTAN el 29 de marzo de 2004, y a la Unión Europea el 1 de enero de 2007. También es miembro de la Organización Internacional de la Francofonía, la OSCE, la OMC, la BSEC y las Naciones Unidas. Hoy en día, Rumania es un Estado unitario con una república semipresidencial, en la que el poder ejecutivo se compone del presidente y del Gobierno. Rumania y Moldavia son los únicos países de Europa Oriental cuyas lenguas son romances.

## Etimología
El término Romania puede aplicarse al conjunto de territorios en los cuales se habla alguna de las lenguas románicas. No obstante, acabó por designar a la parte oriental del Imperio romano, en concreto a las tierras conquistadas y posteriormente colonizadas de la antigua Dacia.
El hecho de que los rumanos empleen para sí mismos un nombre derivado del latín romanus ("romano" en español) está documentado desde el siglo XVI, incluso por humanistas italianos que viajaron a Transilvania, Moldavia y Valaquia.
El documento más antiguo en lengua rumana del que se tenga noticia es del año 1521, una carta escrita por Neacșu de Câmpulung para notificar al alcalde de Brașov el ataque inminente de los otomanos. En este documento, Valaquia (en realidad "Valaquia" es un exónimo) es llamada Țara Românească (literalmente El País Rumano, ya que român significaba rumano, y era un derivado de Râm, que significa Roma). En los siguientes siglos se usaron las dos formas —român y rumân— como gentilicio del país, pero rumân llegó a significar siervo, y, desde la abolición de la servidumbre en 1746, la forma rumân desapareció gradualmente. El nombre România con el significado de Patria de todos los rumanos apareció al principio del siglo XIX.
Rumania y Moldavia son los únicos países de Europa del Este cuya lengua oficial es de origen románico. La figura del gran emperador romano Trajano (quien conquistó parte de la Dacia) es invocada en el himno nacional del país, compuesto durante la Revolución de 1848.

## Historia

### Prehistoria y Antigüedad

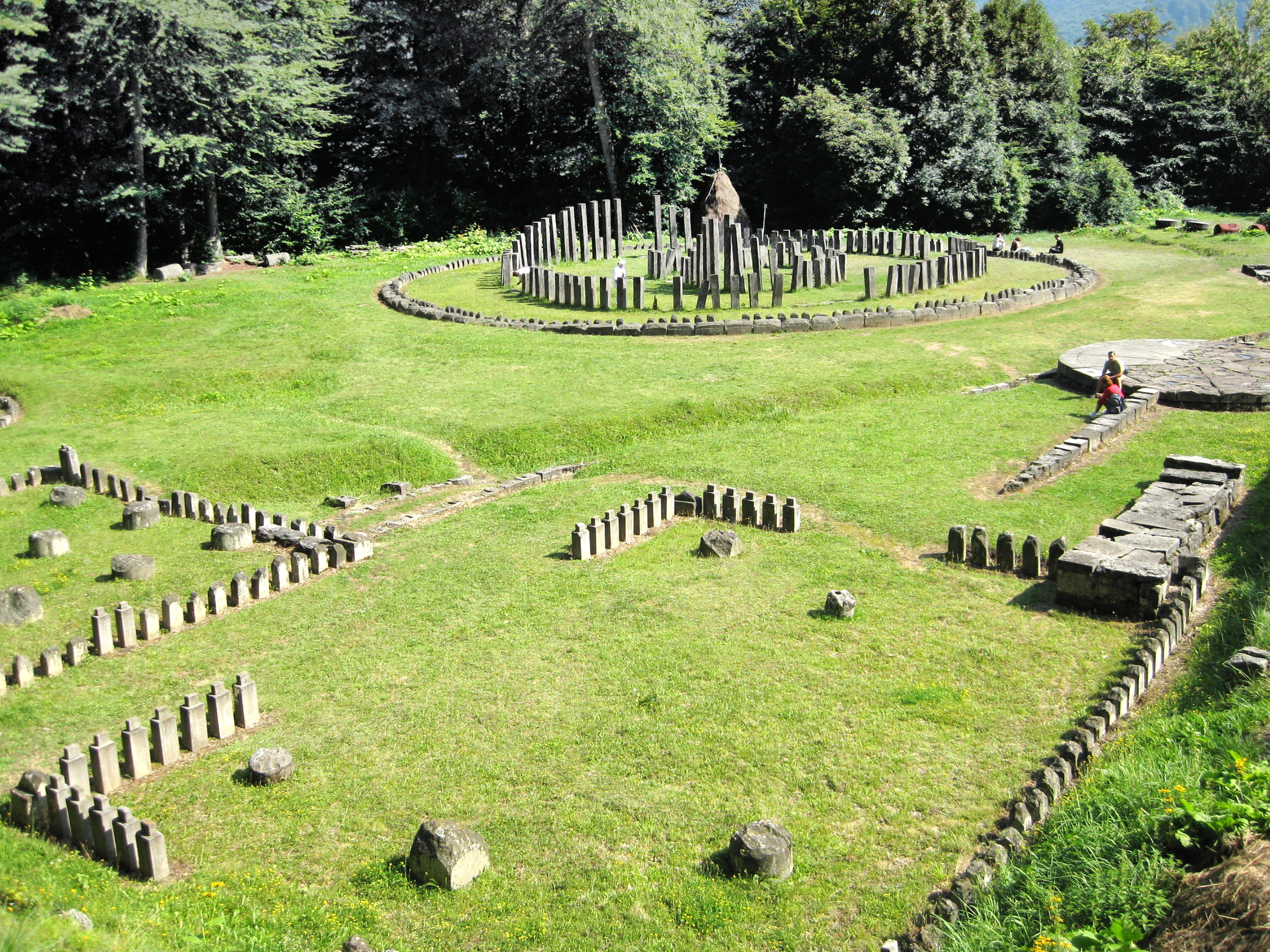
Ruinas de Sarmizegetusa, capital de la Dacia

En 2002, los más antiguos restos humanos (Homo sapiens sapiens) de Europa fueron encontrados en Peștera cu Oase, cerca de Anina, en la actual Rumania. Los restos (una mandíbula) datan de aproximadamente 42 000 años y recibieron el apodo de "Juan de Anina" (Ion din Anina). Como los restos europeos más antiguos de Homo sapiens, podrían representar a los primeros hombres que entraron en el continente. Los restos son interesantes especialmente porque presentan una mezcla de rasgos arcaicos, de hombre moderno temprano, y de neanderthal, indicando una posible mezcla entre el Neanderthal y el hombre moderno.
Desde el Paleolítico, el actual territorio de Rumania fue escenario del desarrollo de varias comunidades culturales. Las pruebas escritas más viejas de la presencia de un pueblo en territorios de la actual Rumania vienen de Heródoto, en 513 a. C. Antes de la conquista romana, la región estaba poblada por tribus de origen dacio, indoeuropeo, que dieron al país su nombre prerromano, Dacia. Su líder más célebre fue Decébalo, aunque el primer líder que unió a las tribus dacias fue Burebista. Una parte de Dacia fue conquistada por Trajano y su ejército en el año 107 (guerras 101-102 y 105-106). Es posible que una parte importante de la población autóctona fuese masacrada durante la campaña de conquista o, tal vez, asimilada o dispersada, lo que dio lugar a su sustitución con colonos romanos. A pesar de todo, permaneció una población significativa de "dacios libres" en los territorios no conquistados por los romanos. Las guerras dacias son inmortalizadas en la Columna de Trajano, del Foro de Trajano en Roma.

### La Edad Media y principios de la Edad Moderna (sig.iv-xviii)

#### Influencias de otros pueblos
El avance de los germanos desde finales del siglo III hizo que, finalmente, el emperador Aureliano decidiese abandonar la región, en favor de godos y carpos. Los godos vivieron con la población autóctona hasta el siglo IV, hasta que los hunos, otro pueblo nómada, llegó ahí. Desde el siglo VI la población autóctona tuvo que enfrentarse a las oleadas de pueblos migratorios eslavos. Los gépidos y ávaros gobernaron Transilvania hasta el siglo VIII, y después los búlgaros incluyeron parte de la Rumania actual en su imperio hasta 1018. Los húngaros conquistaron Transilvania entre los siglos xi y xiii, y fue incluida en su Reino hasta el siglo XVI. Durante los siglos xii y xiii, colonizaron ahí alemanes de Sajonia. En el siglo XVI, después de la derrota húngara frente a los turcos otomanos en la batalla de Mohács (1526), se formó el principado autónomo de Transilvania, vasallo del Imperio otomano hasta el siglo XVIII (1711). Los pechenegos y los cumanos son también mencionados en territorio rumano, hasta la fundación de los principados Valaquia por Basarab I, a principio del siglo XIV, y Moldavia por Dragoș, quien era originario de Maramureș (Transilvania), a mitad del siglo XIV. La Moldavia histórica comprendía el territorio de la actual región de Rumania, junto con Basarabia y el norte de Bucovina. Se crearon varias teorías para explicar el origen de los rumanos. Los análisis lingüísticos y geohistóricos tienden a indicar que los rumanos se formaron como un grupo étnico grande, tanto al norte, como al sur del Danubio.
La influencia cultural del Imperio bizantino es observable especialmente en las iglesias rumanas. A pesar de que no hubo una dominación política constante del Imperio en tierras de la actual Rumania, por lo menos la actual provincia rumana de Dobruya fue "thema" bizantina.

#### Transilvania, Valaquia, Moldavia

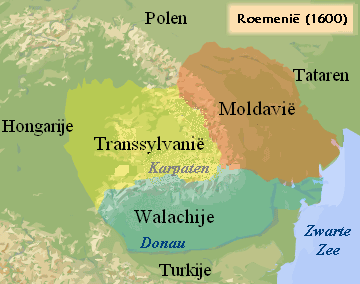
Mapa de 1600

Transilvania fue una de las provincias de la Dacia conquistadas por los romanos, además de ser la sede de la capital de los dacios, Sarmizegetusa. Entonces, los rumanos no consiguieron unirse bajo un mismo líder, y la región fue conquistada por los húngaros comenzando con el siglo XI, con la victoria de Esteban I de Hungría frente a Gyula, dueño del norte de Transilvania. Su historia presenta varias diferencias frente a Valaquia y a Moldavia, quedando bajo la influencia del Imperio otomano, y después del Imperio austrohúngaro (empezando en 1688), hasta la unificación rumana de 1918.

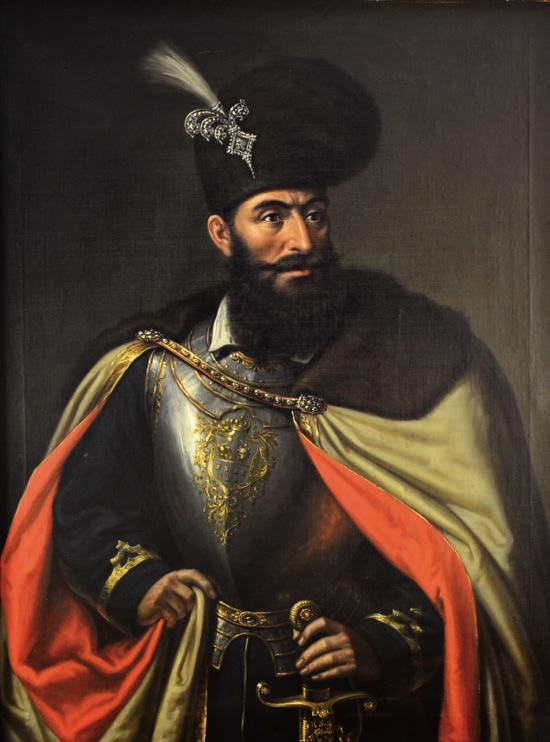
Miguel el Valiente (Mihai Viteazul)

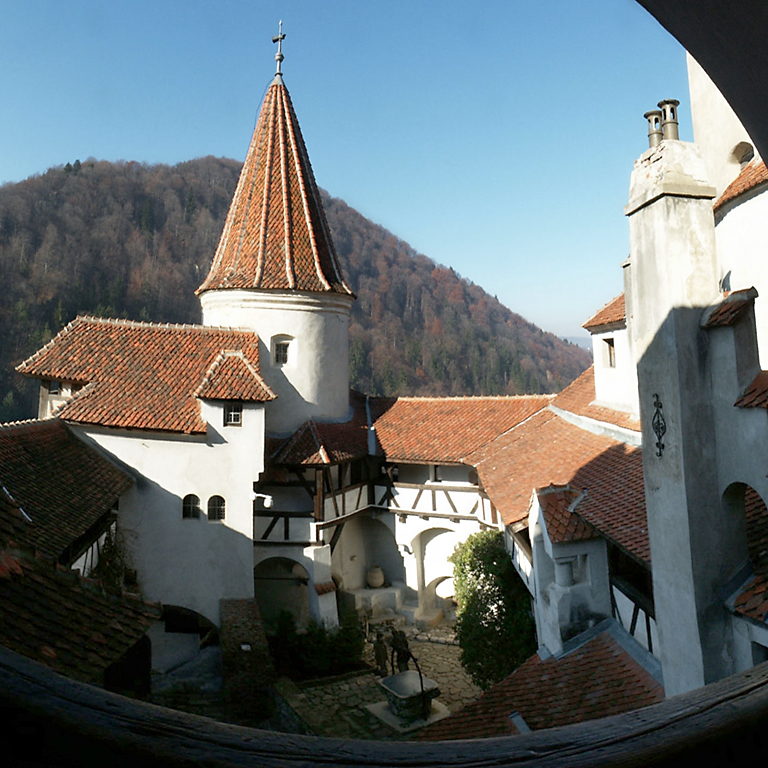
El castillo de Bran, en el distrito de Brasov

El único señor que consiguió la unión de Transilvania, Valaquia y Moldavia antes de 1918, fue Mihai Viteazul, inicialmente dueño de Valaquia, quien en 1600 consiguió la unión, mediante victorias militares y pactos diplomáticos. Sin embargo, la unión solo duró un año, al ser traicionado y asesinado Mihai en 1601. De todos modos, la frontera entre Valaquia y Transilvania o entre Moldavia y Transilvania no se estabilizó a través de los siglos: Por ejemplo, partes de la región de Brașov (hoy en la región rumana de Transilvania) fueron parte de Valaquia en varios períodos. Uno de los elementos del mantenimiento de la conciencia de unidad de los rumanos en Transilvania fue el cristianismo ortodoxo. Era necesario ser católico o protestante para avanzar socialmente.[cita requerida] En general, las numerosas medidas de discriminación en contra de los rumanos en Transilvania, tuvieron como resultado el fortalecimiento de su conciencia étnica. En el siglo XVIII, los intelectuales rumanos de Transilvania resaltaron el origen romano de los rumanos, igual que algunos intelectuales de Valaquia y Moldavia.

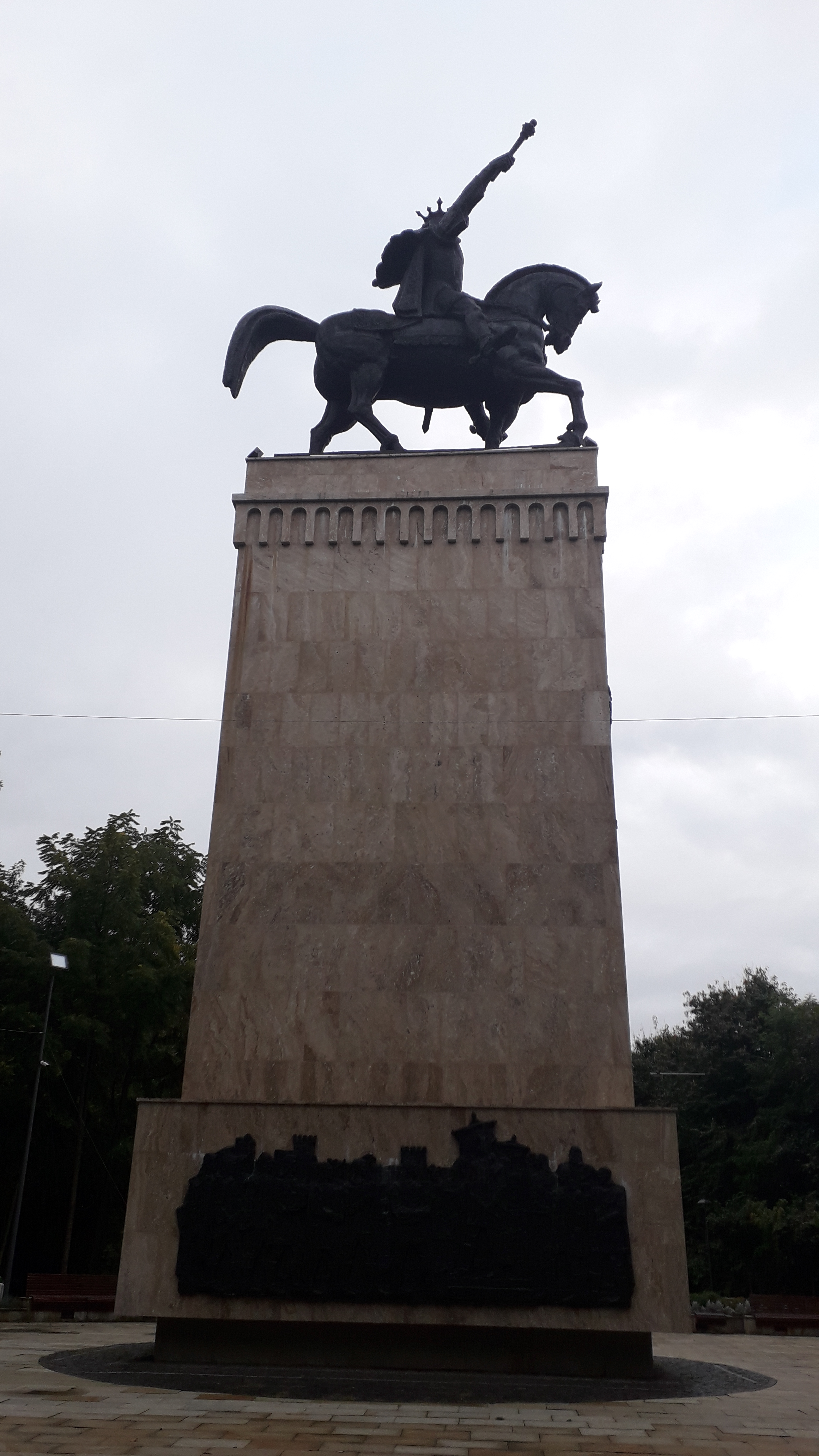
Stephan Cel Mare en Suceava

Aún hacia el final del siglo XIX (1892), la petición de derechos para los rumanos de Transilvania (derechos de los cuales sí gozaban los húngaros y alemanes), bajo la forma de un memorándum compuesto por los intelectuales rumanos de Transilvania (y apoyado por los intelectuales del Reino de Rumanía y por el rey Carol I), fue castigado con el encarcelamiento de sus autores. Ya en 1848 el revolucionario rumano Simion Bărnuțiu había afirmado: "Nu sunteți competenți să ne judecați, ci există un alt tribunal, mai mare, mai luminat și desigur mai nepărtinitor, care ne va judeca pe toți. Este tribunalul lumii civilizate", es decir "No sois competentes para juzgarnos, existe otro tribunal mayor, más iluminado y más imparcial, por supuesto, que nos juzgará a todos: El tribunal del mundo civilizado."
Valaquia y Moldavia tuvieron que enfrentarse al Imperio otomano (y a otros enemigos) a través de los siglos, en repetidas ocasiones teniendo que pagar tributos para mantener su independencia. Pese a las continuas guerras, también se alcanzaron logros culturales, como durante los reinados de Mircea cel Bătrân, Matei Basarab, Constantin Brâncoveanu y Dimitrie Cantemir. Destacados luchadores antiotomanos fueron Mircea cel Bătrân, evocado en el poema de Eminescu "La tercera epístola", Vlad Țepeș, Ștefan cel Mare, Mihai Viteazul y algunos incluyen aquí a Iancu de Hunedoara, gobernador de Transilvania y padre del rey de Hungría Matías Corvino, al ser hijo de un boyardo y una boyarda de Valaquia, lo que explica su evocación en el himno de Rumanía. Cuando los dos principados llegaron a ser gradualmente vasallos del Imperio otomano, mantuvieron su autonomía interna y el derecho a una política externa propia, al estar el Imperio solo interesado en los importantes tributos financieros y en los reclutas que podía obtener de ahí.

### El renacimiento nacional

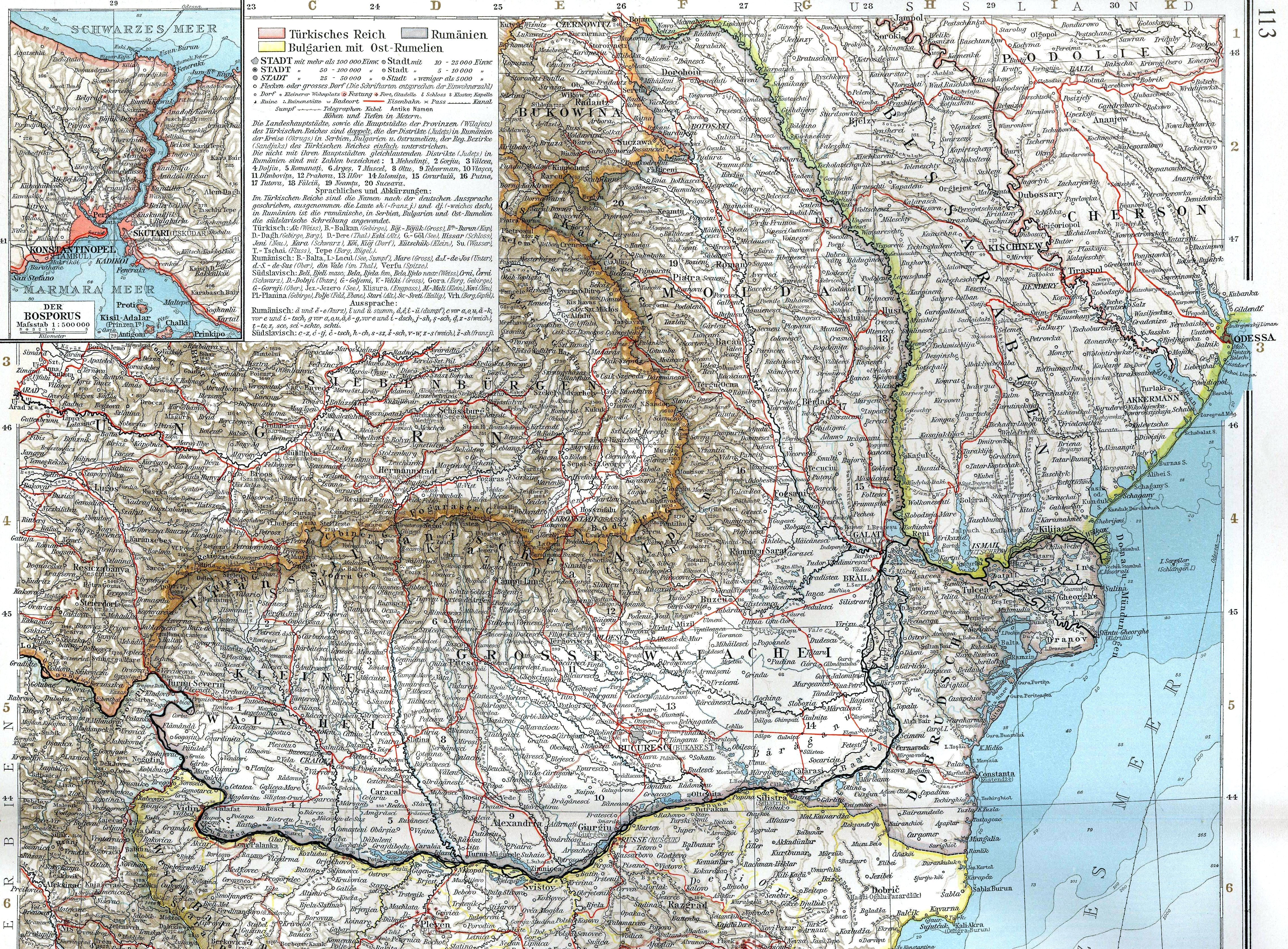
Rumanía entre 1878 y 1913

En el siglo XVIII los dos principados perdieron su derecho a una política externa propia, hasta la definitiva independencia del país en 1878. Los rumanos (incluidos los de Transilvania) también participaron en la Revolución de 1848, animados por los ideales del nacionalismo romántico. Alexandru Ioan Cuza (1859-1866) fue el primer gobernante de los "Principados Unidos de Valaquia y Moldavia", iniciador de reformas con modelo francés. Sin embargo, Cuza fue obligado a abdicar por los sectores más reaccionarios, y se optó por traer a un príncipe extranjero para regir los Principados Unidos. Ese príncipe fue Carol (1866-1914), de Hohenzollern-Sigmaringen, que llegó a ser el primer rey de Rumanía, en 1881, cuando los poderes europeos reconocieron la independencia de Rumanía, a través del Tratado de Berlín (después de la participación de los rumanos en la guerra ruso-turca). Fue el período de los comienzos de la industrialización del país, bajo los principios del capitalismo.

### Contexto de la Primera Guerra Mundial

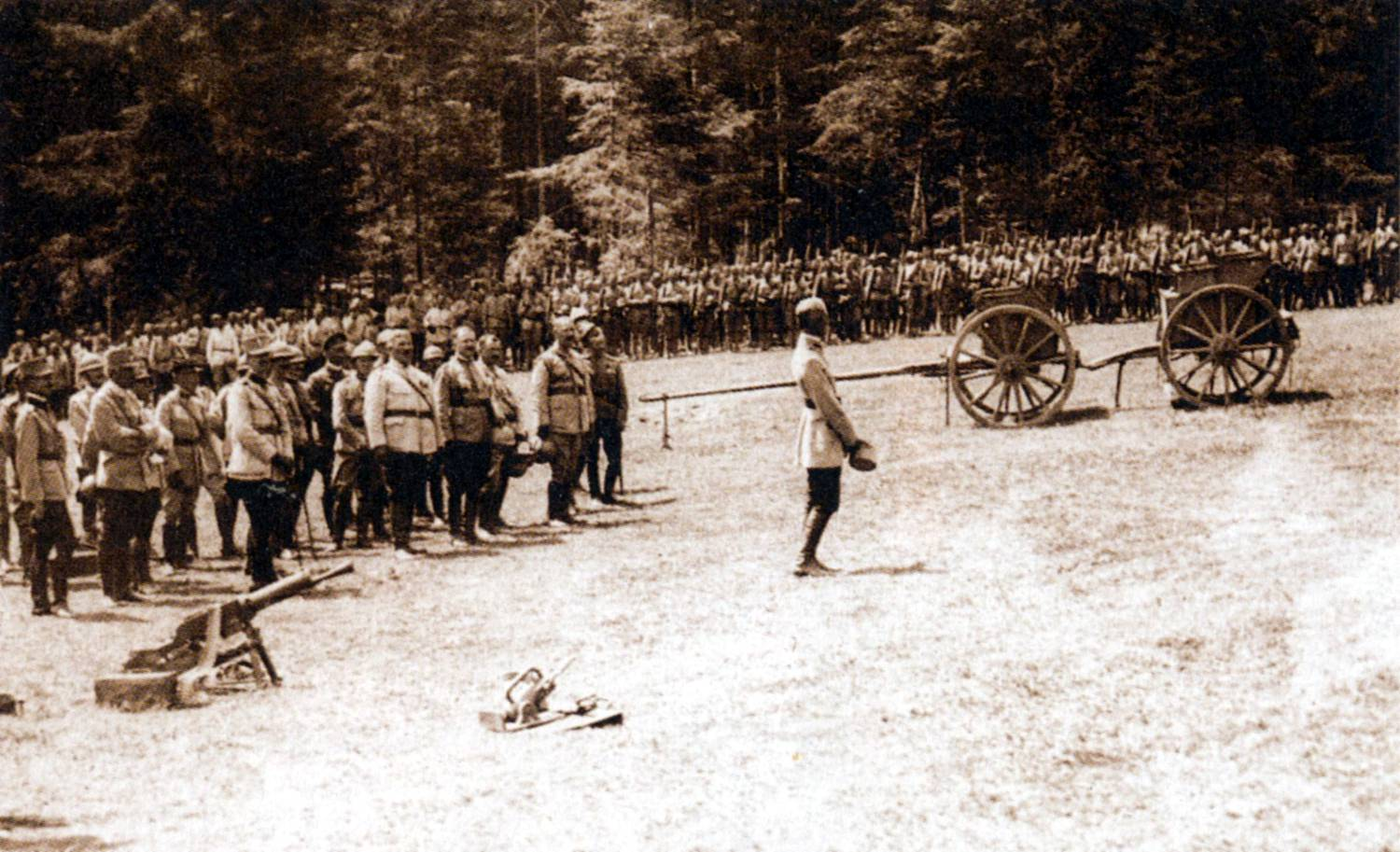
Tropas rumanas en Mărăşeşti en 1917

En 1775, la monarquía de Habsburgo había anexado la parte septentrional de Moldavia, Bucovina, y el Imperio otomano su parte de sur, Bugeac. En 1812 el Imperio ruso obtuvo su parte oriental, Besarabia, parcialmente devuelta después de la Guerra de Crimea por el Tratado de París. Hacia finales del siglo XVIII la Monarquía de Habsburgo incorporó Transilvania en lo que más tarde se llamó el Imperio austríaco.
La independencia de Rumanía fue reconocida por las potencias europeas en el Tratado de Berlín de 1878. A cambio de ceder a Rusia los tres distritos del sur de Basarabia, que habían sido recuperados después de la Guerra de Crimea en 1852, el nuevo Reino de Rumania recibió Dobrogea.
Rumanía se declaró neutral en 1914, al principio de la Primera Guerra Mundial, bajo el nuevo rey Fernando, sobrino de Carol, pero aceptó entrar en la guerra formando parte de la Triple Entente en 1916, con la esperanza de reunir todas las provincias con mayoría de población rumana. Al final de la Primera Guerra Mundial el Imperio austrohúngaro y el Imperio ruso habían desaparecido, permitiendo la unión de Besarabia, Bucovina y Transilvania con Rumanía en 1918.

### El período de entreguerras

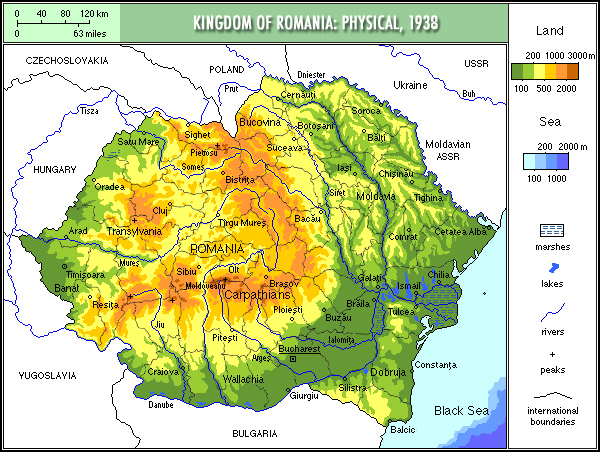
Reino de Rumanía, 1939

El éxito de la Triple Entente tuvo como consecuencia la creación de la llamada "Gran Rumanía" (România Mare), si bien la frontera con Hungría quedó establecida más al este que lo convenido entre Rumanía y la Triple Entente en 1916. Sin embargo, la "Gran Rumanía" solo duró veinte años (1920-1940). Fernando I fue llamado El Integrador (Întregitorul) y el período de entreguerras fue una época de florecimiento económico y cultural para Rumanía, interrumpido por la Segunda Guerra Mundial y por la entrada en la órbita soviética.

### Segunda Guerra Mundial

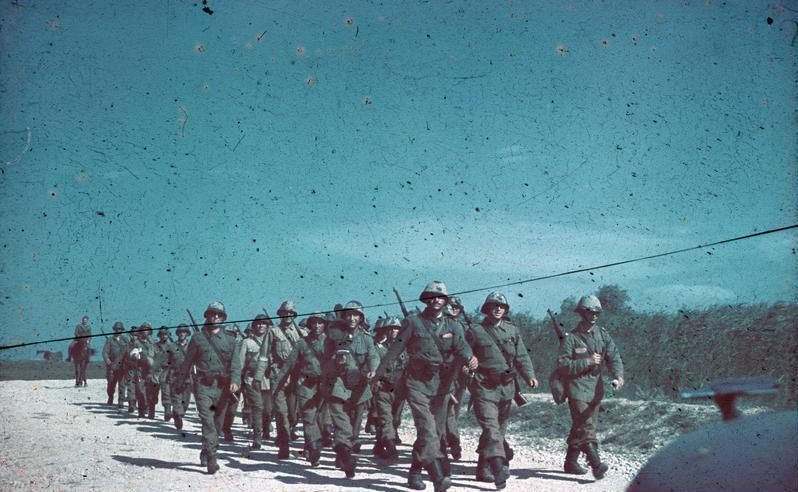
Infantería rumana en 1943

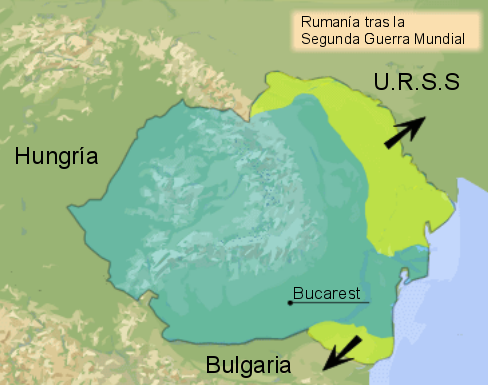
Rumania después de la Segunda Guerra Mundial.

En la década de 1930, durante el reinado de Carol II, surgió un fuerte movimiento fascista, la "Guardia de Hierro". En 1940 la Unión Soviética obligó a Rumanía a cederle Besarabia y el norte de Bucovina, mientras que la Alemania nazi concedió el norte de Transilvania a Hungría y el sur de Dobrogea a Bulgaria. Los eventos de 1940 fueron contestados entonces por la entera sociedad rumana, con la excepción del pequeño grupo comunista que había en el país, quien apoyaba la política exterior de la Unión Soviética. El 5 de septiembre de 1940 el mariscal Ion Antonescu dio un golpe de Estado y se hizo con la jefatura del gobierno. Su propósito principal era la recuperación de los territorios perdidos en 1940. Ion Antonescu consiguió acabar con la Guardia de Hierro, en 1941. Durante la Segunda Guerra Mundial el país se alió con el Eje y se tomaron medidas antisemitas. Rumania asesinó entre 380 000 y 400 000 judíos de los 750 000 que tenía antes de la guerra. Es el país, después de Alemania, que más judíos asesinó en Europa directamente. Algo que todavía se niega a reconocer plenamente. Al principio se obtuvieron triunfos militares, en el Frente Oriental, en colaboración con los alemanes. Pero a partir de 1943 la situación empeoró y las tropas soviéticas entraron y derrocaron a Antonescu en 1944, después de que Miguel I ordenase su detención. Tras el golpe de Estado, Miguel I ocupó el trono rumano, pero Rumania entraría en la esfera de influencia de la Unión Soviética, y Miguel fue obligado a abdicar en 1947. Después de la Segunda Guerra Mundial, Rumanía recuperó solamente el norte de Transilvania.

### La época socialista

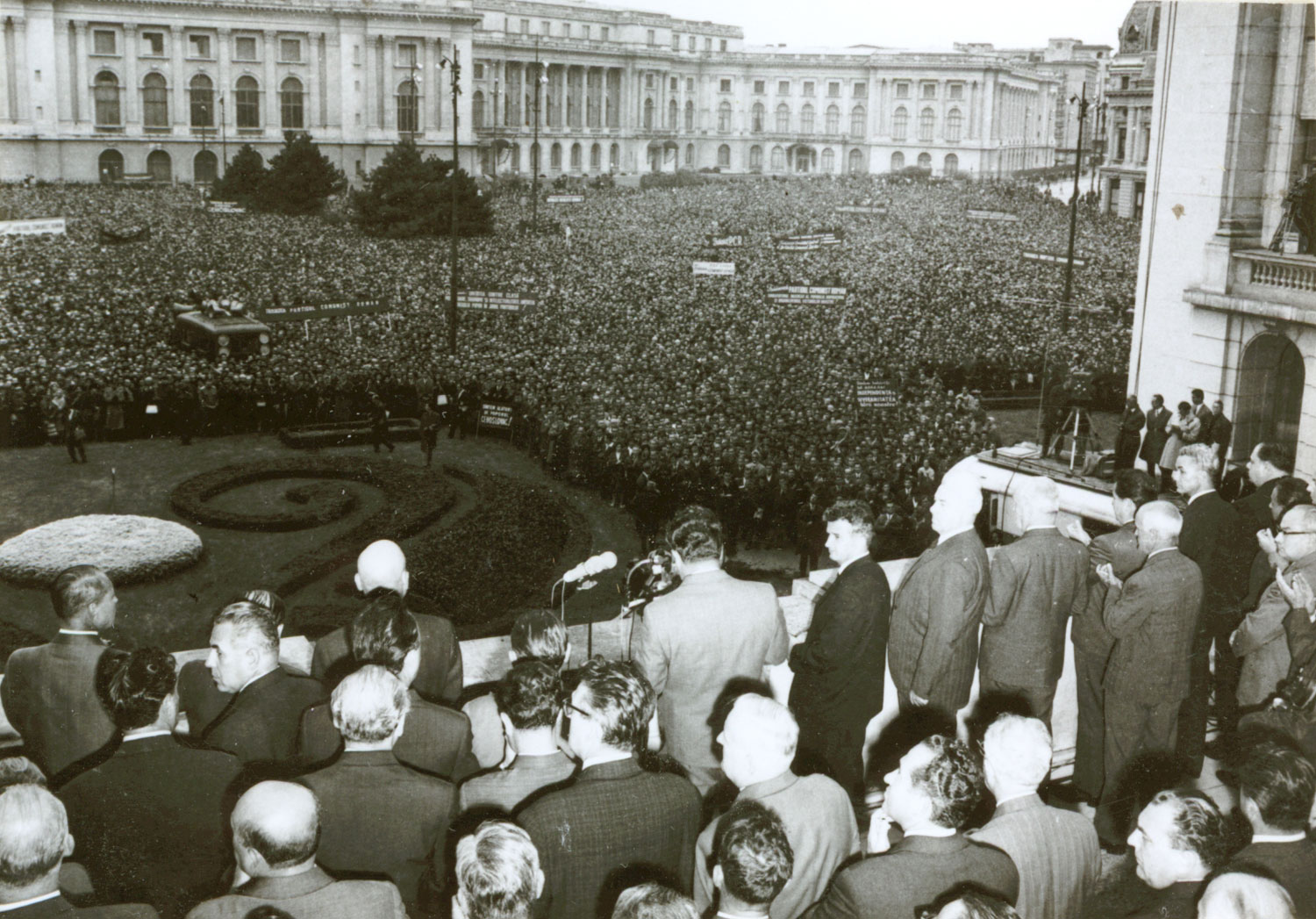
Rumanía fue el único miembro del Pacto de Varsovia que condenó la invasión de Checoslovaquia de 1968

En ese mismo año, fue proclamada la República Socialista de Rumania y Ana Pauker asumió el poder. En 1952, fue sucedida por Petru Groza, quien gobernó hasta 1958, cuando le sucedió Gheorghe Gheorghiu-Dej. Durante su gobierno, se inició un período de cierta independencia con respecto a la Unión Soviética y resurgió cierto sentimiento nacionalista rumano. Tras el gobierno de Chivu Stoica, en 1967 asumió la presidencia del consejo de ministros Nicolae Ceaușescu. Su desviación hacia una política personalista y autárquica dictatorial, le granjeó al principio la amistad de gobiernos occidentales por promover la disolución del Pacto de Varsovia y criticar las intervenciones soviéticas de Checoslovaquia y Afganistán en 1968 y 1979, respectivamente. Además, el nivel de vida en el país era bueno, y contaba con pleno empleo. Sin embargo, Ceaușescu llegó a aislarse de Occidente y a copiar de Corea del Norte el culto a la personalidad. La época del socialismo en Rumanía fue una época de la persecución de los representantes de la Iglesia Ortodoxa Rumana (y de las demás confesiones), y cualquier manifestación religiosa estaba prohibida.
En la década de 1980 Ceaușescu inició una política que tenía como objetivo acabar con la deuda externa, objetivo que fue cumplido en marzo de 1989. El método fue la denominada "racionalización" (una reducción drástica) de artículos de primera necesidad como carne, leche, huevos, agua corriente y luz eléctrica. Las primeras manifestaciones anticomunistas tuvieron lugar en Brașov, en 1987, siendo reprimidas. Como respuesta a la situación del país, estalló la Revolución Rumana de 1989 en Timișoara y, más tarde, en Bucarest y en todas las ciudades importantes, en diciembre de 1989. Nicolae Ceaușescu había perdido el apoyo del ejército y fue detenido, juzgado y ejecutado junto a su esposa y consejera Elena Ceaușescu, el día de Navidad. Algunos sectores ortodoxos criticaron después la ejecución en día de Navidad.

### Después de la Revolución rumana de 1989
Tras estos hechos se constituyó un Frente de Salvación Nacional, en el cual entraron también algunos representantes del antiguo Partido Comunista Rumano y de su policía política, presidido por Ion Iliescu (él mismo antiguo miembro importante del Partido Comunista), quien ganó popularidad en el medio rural por su supuesta imagen de líder de la Revolución. La popularidad del Frente de Salvación Nacional era mucho menor en el medio urbano, y destacan las manifestaciones en contra de Iliescu y del FSN en Bucarest. Sin embargo, todos los votos eran considerados iguales.
Fue el inicio de un período duro de transición (con alto riesgo de fraudes económicos, que a su vez generan corrupción e inflación), desde una economía completamente dirigida por el Estado, a una economía de libre mercado. Las calamidades naturales que afectaron a Rumanía después de 1989 tampoco ayudaron a la economía. La mala situación económica del país hizo emigrar a muchos jóvenes rumanos, particularmente a países mediterráneos como España o Italia (quizás por alguna similitud cultural). Este fenómeno está reflejado en la falta actual de mano de obra en Rumanía, afectando a la auténtica integración europea.

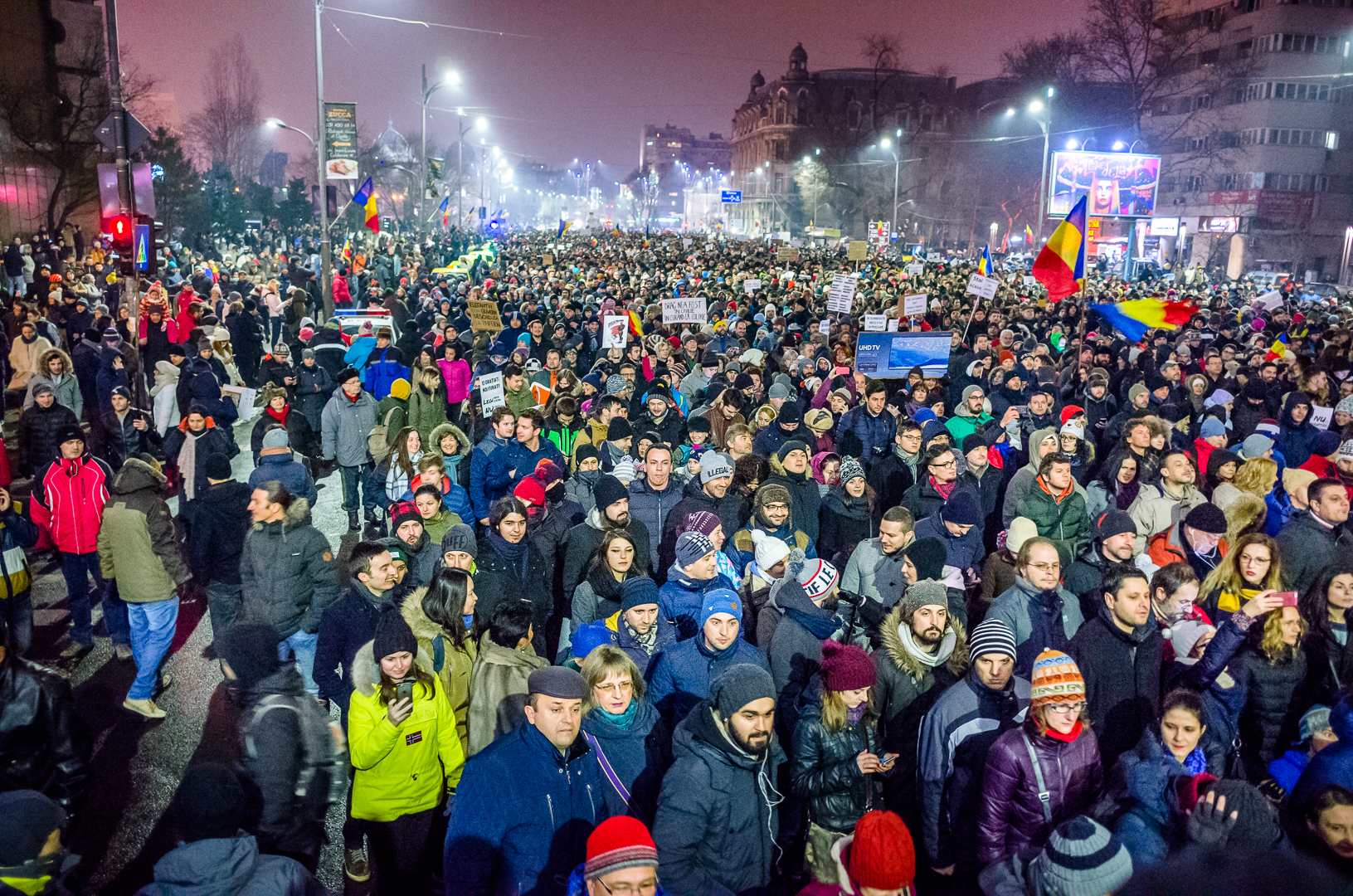
Protestas en Rumania de 2017

En 1990 se celebraron las primeras elecciones democráticas libres e Ion Iliescu fue ratificado en su cargo y reelegido en 1992, por un mandato de cuatro años. En 1996 el democristiano Emil Constantinescu, fue elegido presidente de los rumanos en un gobierno que, por primera vez, integró a la minoría húngara. En 2000, Iliescu volvió al gobierno, ya que el período de 1990-1992 no fue considerado un mandato (según la Constitución, en Rumanía el presidente solo puede obtener dos mandatos). En 2004, el derechista (centroderecha) Traian Băsescu fue elegido presidente. Rumanía se adhirió a la OTAN y formó parte de las fuerzas de "voluntarios" de la Guerra en Irak, en favor de la coalición anglo-estadounidense. En la ampliación del 1 de enero de 2007 entró a formar parte de la Unión Europea junto con Bulgaria.

## Gobierno y política
La Constitución actual de Rumania, creada en 1991 tras la caída de Ceaușescu y reformada en 2003, establece que el país es una república. El Parlamento es el órgano supremo representativo del pueblo rumano y la única autoridad legislativa del país. Asimismo, se define como una democracia multipartidista. Se establece la elección popular de un presidente y un parlamento mediante votación de los ciudadanos mayores de 18 años, y la existencia de una corte constitucional y otra corte menor.
El presidente es elegido por votación popular cada cinco años (hasta el año 2004, cada cuatro años), por dos períodos consecutivos como máximo. El presidente, en conjunto con el partido con mayoría en el parlamento, designa a un primer ministro. A su vez, este primer ministro nombra a los demás miembros del gabinete y, junto con 42 prefectos (uno por cada distrito y por el municipio independiente de Bucarest), forman el poder ejecutivo.
El parlamento de Rumania es bicameral: el Senado (en rumano: Senatul), que cuenta con 137 miembros (a partir de 2004), y la Cámara de Diputados (en rumano: Camera Deputaților), que cuenta con 332 miembros (a partir de 2004). Los miembros de ambas cámaras son elegidos cada cuatro años por sufragio universal.

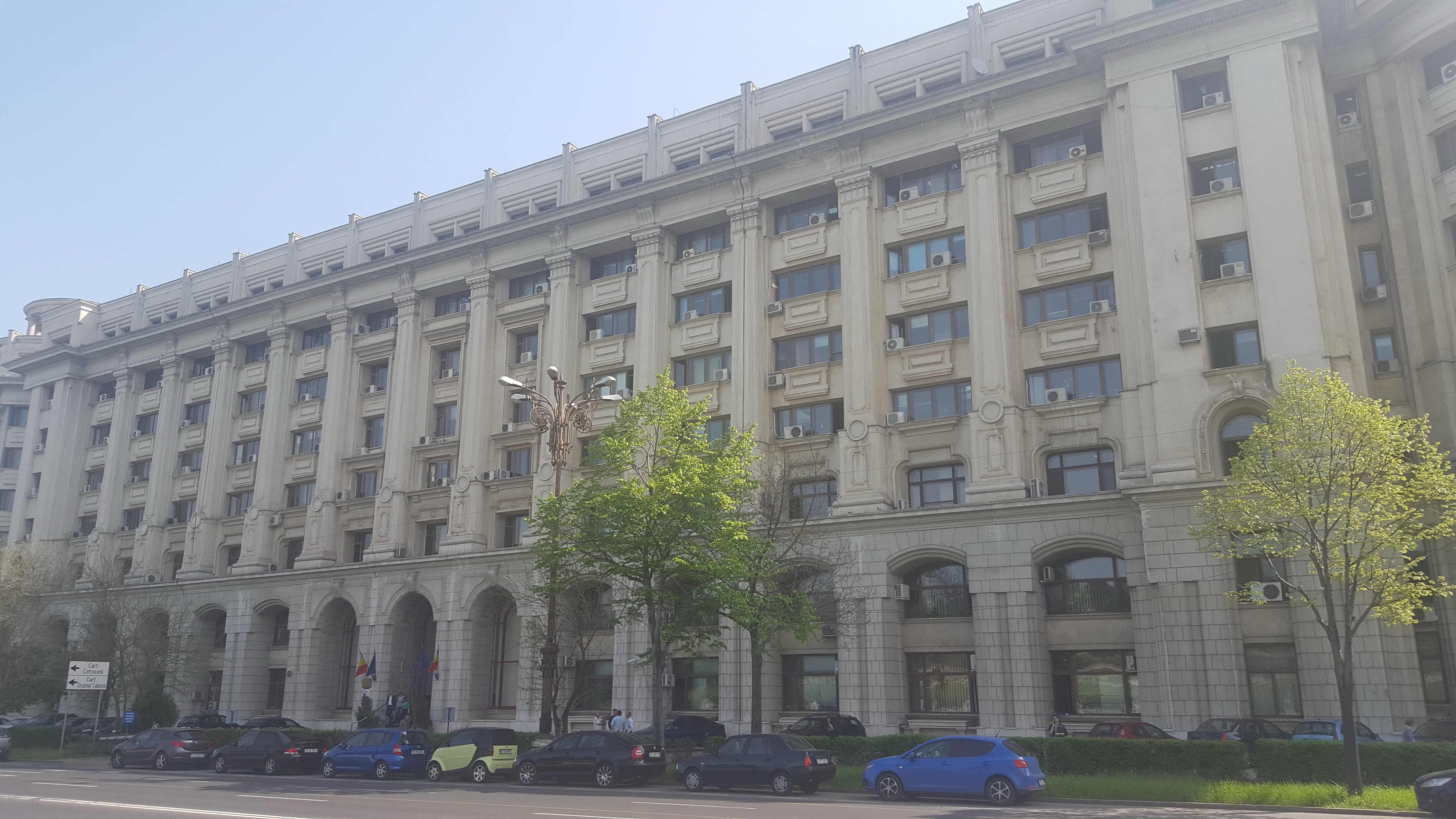
Ministerio de Justicia de Rumania (Ministerul Justiției)

El poder judicial es independiente de los otros dos y está basado en el Código Civil de Francia. La corte constitucional es el tribunal supremo, ocupado por nueve jueces en períodos de nueve años que no se pueden renovar. Actúa en juicios donde está en duda la interpretación de la constitución, y, tras la reforma de 2003, sus veredictos no pueden ser revocados, ni siquiera por una mayoría parlamentaria.

### Derechos humanos
En materia de derechos humanos, respecto a la pertenencia a los siete organismos de la Carta Internacional de Derechos Humanos, que incluyen al Comité de Derechos Humanos (HRC), Rumania ha firmado o ratificado:
| Rumania | Tratados internacionales | Tratados internacionales  | Tratados internacionales | Tratados internacionales | Tratados internacionales | Tratados internacionales | Tratados internacionales  | Tratados internacionales | Tratados internacionales | Tratados internacionales | Tratados internacionales | Tratados internacionales | Tratados internacionales | Tratados internacionales | Tratados internacionales | Tratados internacionales  | Tratados internacionales    | Tratados internacionales    |
| --- | ------------------------ | ------------------------- | ------------------------ | --- | ------------------------ | ------------------------ | ------------------------- | ------------------------ | ------------------------ | --- | ------------------------ | ------------------------ | ------------------------ | ------------------------ | ------------------------ | ------------------------- | --------------------------- | --------------------------- |
| Rumania | CESCR                    | CESCR                     | CCPR                     | CCPR | CCPR                     | CERD                     | CED                       | CEDAW                    | CEDAW                    | CAT | CAT                      | CRC                      | CRC                      | CRC                      | CRC                      | MWC                       | CRPD                        | CRPD                        |
| Rumania | CESCR                    | CESCR-OP                  | CCPR                     | CCPR-OP1 | CCPR-OP2-DP              | CERD                     | CED                       | CEDAW                    | CEDAW-OP                 | CAT | CAT-OP                   | CRC                      | CRC-OP-AC                | CRC-OP-SC                | CRC-OP-CP                | MWC                       | CRPD                        | CRPD-OP                     |
| Pertenencia | Firmado y ratificado.    | Ni firmado ni ratificado. | Firmado y ratificado.    | Rumania ha reconocido la competencia de recibir y procesar comunicaciones individuales por parte de los órganos competentes. | Firmado y ratificado.    | Firmado y ratificado.    | Ni firmado ni ratificado. | Firmado y ratificado.    | Firmado y ratificado.    | Rumania ha reconocido la competencia de recibir y procesar comunicaciones individuales por parte de los órganos competentes. | Firmado y ratificado.    | Firmado y ratificado.    | Firmado y ratificado.    | Firmado y ratificado.    | Sin información.         | Ni firmado ni ratificado. | Firmado pero no ratificado. | Firmado pero no ratificado. |
| Firmado y ratificado, firmado, pero no ratificado, ni firmado ni ratificado, sin información, ha accedido a firmar y ratificar el órgano en cuestión, pero también reconoce la competencia de recibir y procesar comunicaciones individuales por parte de los órganos competentes. |                          |                           |                          | |                          |                          |                           |                          |                          | |                          |                          |                          |                          |                          |                           |                             |                             |

### Presidentes y gobiernos

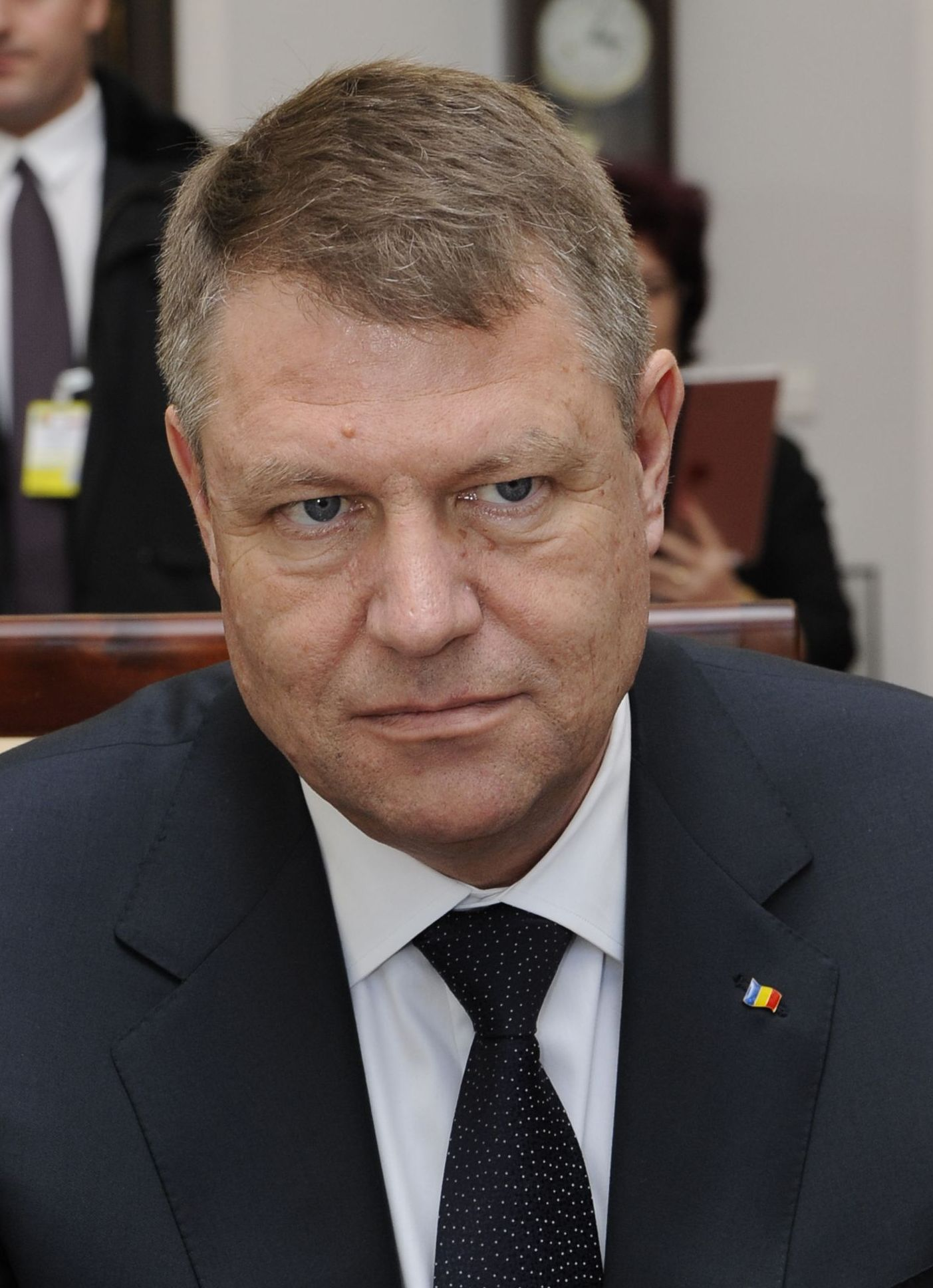
Klaus Iohannis es el presidente de Rumanía desde 2014

Los presidentes de Rumanía no pueden ser miembros de ningún partido durante el cargo. Entre paréntesis se encuentran los partidos de procedencia de los que ganaron las elecciones presidenciales:
- 1990-1996: Ion Iliescu (FSN/FDSN/PDSR)
- 1996-2000: Emil Constantinescu (CDR)
- 2000-2004: Ion Iliescu (PDSR)
- 2004-2009: Traian Băsescu (PD)
- 2009-2014: Traian Băsescu (PD-L)
- 2014-2019: Klaus Iohannis (PNL)
- 2019-2025: Klaus Iohannis (PNL)
- 2025-2030: Nicușor Dan  (independiente)

Los primeros ministros:
- 1989-1991: Petre Roman (FSN)
- 1991-1992: Theodor Stolojan (FSN)
- 1992-1996: Nicolae Văcăroiu (FSN/PDSR)
- 1996-1998: Victor Ciorbea (CDR (PNȚ-CD))
- 1998-1999: Radu Vasile (CDR (PNȚ-CD))
- 1999-2000: Mugur Isărescu (independiente)
- 2000-2004: Adrian Năstase (PDSR/PSD)
- 2004-2008: Călin Popescu-Tăriceanu (PNL)
- 2008-2009: Emil Boc (PD-L)
- 2009-2012: Emil Boc (PD-L)
- 2012-2012: Mihai Razvan Ungureanu (PD-L)
- 2012-2015: Victor Ponta[40] (PSD)
- 2015-2016: Dacian Cioloş[41]
- 2017-2017: Sorin Grindeanu (PSD)
- 2017-2018: Mihai Tudose (PSD)
- 2018-2019: Viorica Dancila (PSD)
- 2019-2020: Ludovic Orban (PNL)
- 2020-2021: Florin Cîțu (PNL)
- 2021-2023: Nicolae Ciucă (PNL)
- 2023-2023: Cătălin Predoiu (PNL, interino)
- 2023-2024: Marcel Ciolacu (PSD)
- 2025-  : Catalin Predoiu (PNL)

### Relaciones exteriores

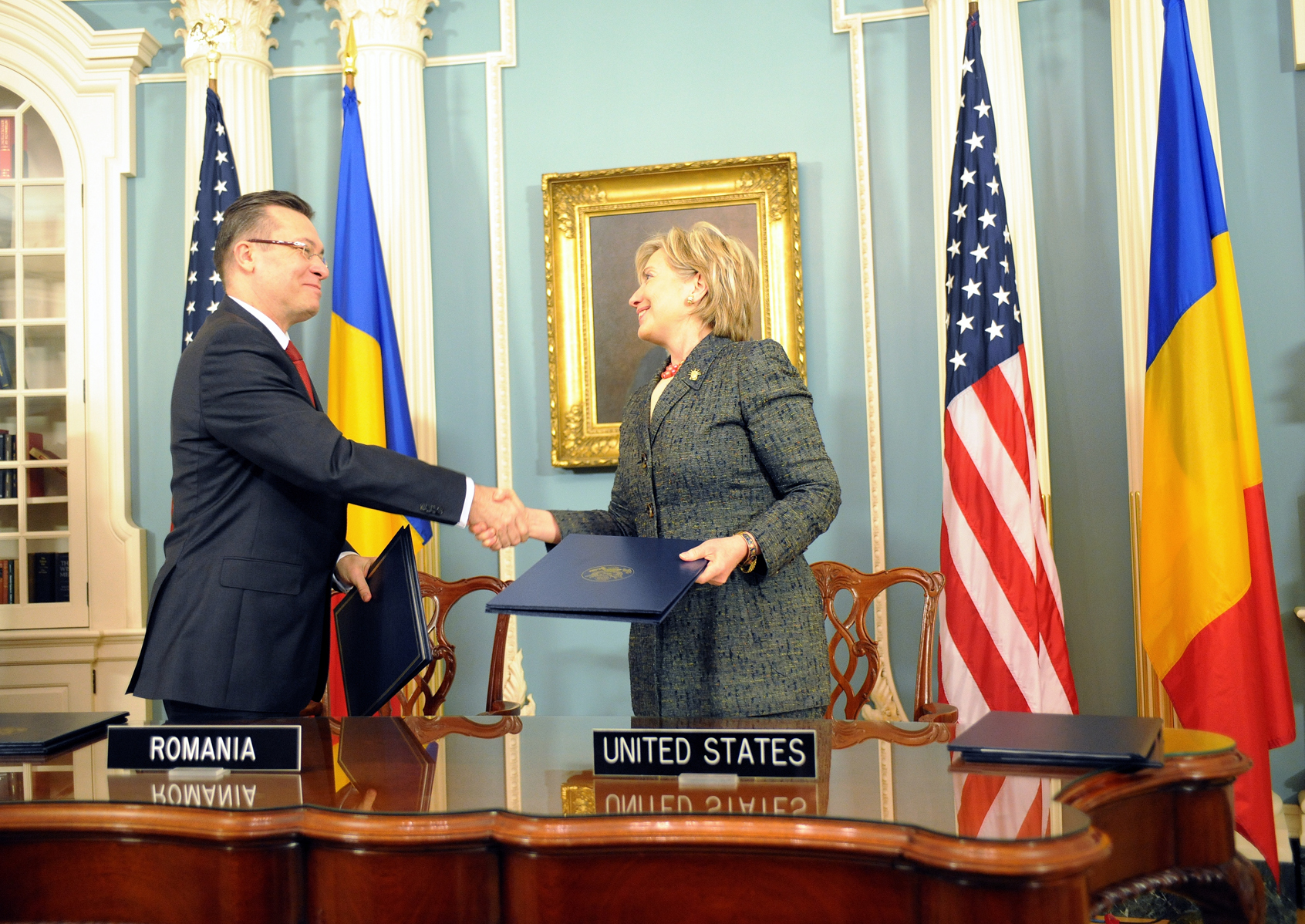
El ministro Cristian Diaconescu firmando un Acuerdo con la Secretaria de Estado Hillary Clinton de Estados Unidos en 2009

Después de diciembre de 1989, Rumanía reorientó su política hacia el fortalecimiento de los vínculos con Occidente, especialmente con Estados Unidos y la Unión Europea. Mientras que en 1972 Rumanía se convirtió en miembro del Banco Mundial y del FMI, así como de la Organización Mundial del Comercio, en 2004 pasó a ser miembro de la OTAN y desde 2007 es miembro de la Unión Europea.
Los dirigentes rumanos posteriores a diciembre han hecho declaraciones públicas sobre el fortalecimiento de las relaciones con otros países europeos y también sobre la ayuda a éstos en el proceso de integración euroatlántica, especialmente en el caso de Moldavia, Ucrania y Georgia. Los dirigentes rumanos han declarado públicamente en varias ocasiones que esperan que todos los países democráticos postsoviéticos de Europa del Este y el Cáucaso se adhieran a la UE y a la OTAN en un plazo de unos diez años. En diciembre de 2005, el presidente Traian Băsescu y la secretaria de Estado estadounidense Condoleezza Rice firmaron un acuerdo que permite la instalación de bases militares estadounidenses en Rumanía.
Rumanía ha mostrado públicamente su apoyo a Turquía y Croacia en sus esfuerzos por entrar en la Unión Europea. Las relaciones económicas turco-rumanas tienen un estatus privilegiado. Al mismo tiempo, las relaciones rumano-húngaras siempre han sido del más alto nivel, y Hungría ha apoyado los esfuerzos de Rumanía por entrar en la UE.
Las relaciones de Rumanía con la República de Moldavia tienen un estatus especial, dado que los dos países utilizan prácticamente la misma lengua y comparten antecedentes históricos. Rumanía fue el primer Estado en reconocer la independencia de la República de Moldavia, solo horas después de la proclamación de la independencia del nuevo Estado (27 de agosto de 1991). De la declaración del gobierno rumano en aquella ocasión se desprende que las autoridades rumanas consideraban la independencia de Moldavia como una forma de emancipación de Moscú y un paso hacia la reunificación con Rumanía.

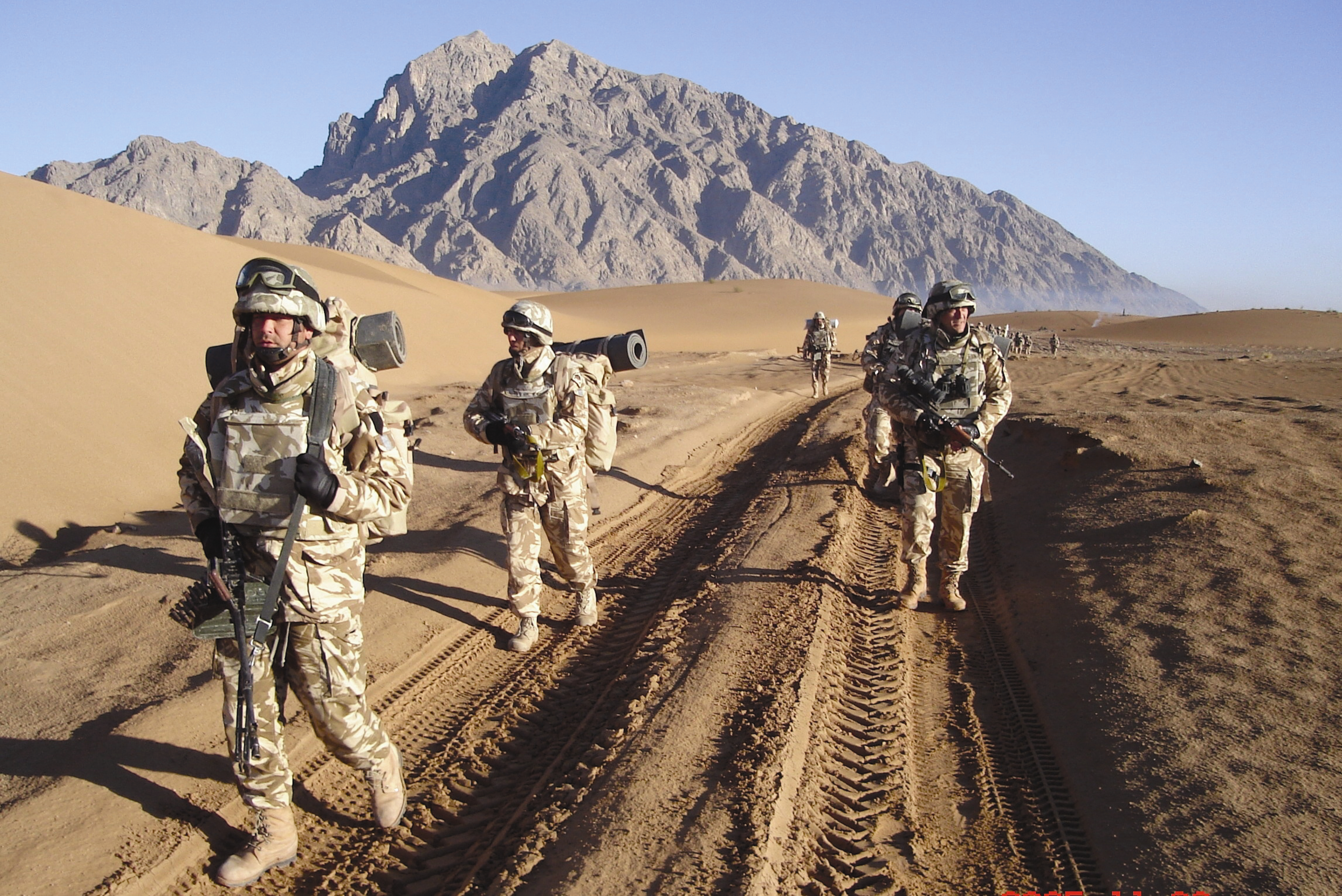
Tropas rumanas en Afganistán en 2009

Hoy en día, Rumanía ve su relación con la República de Moldavia en dos coordenadas principales: la afirmación del carácter especial de esta relación, conferido por la comunidad de lengua, historia, cultura y tradiciones, realidades que no se pueden eludir ni negar; la dimensión europea de la cooperación bilateral, basada en el objetivo estratégico de ambos países de integrarse en la Unión Europea. En abril de 2009, las relaciones entre Rumanía y la República de Moldavia empeoraron con la introducción de visados para los ciudadanos rumanos y la expulsión del embajador rumano en Chisináu. El expresidente moldavo Vladimir Voronin acusó a Rumanía de interferir en la política interna de Moldavia.
Rumanía ha tenido desacuerdos con Ucrania por la Isla de la Serpiente y la plataforma continental del Mar Negro al este de Sulina, con los yacimientos de petróleo y gas de la zona como principal interés. El asunto se ha remitido a la Corte Internacional de Justicia. La CIJ, mediante la decisión n.º 2009/9 de 3 de febrero de 2009 (la centésima decisión de su historia), concedió a Rumanía el 79.34 % de la zona en disputa. Así, a Rumanía le corresponden 9700 km² y a Ucrania 2300 km². Otro asunto entre ambos países es la construcción del Canal de Bystroye.

### Defensa

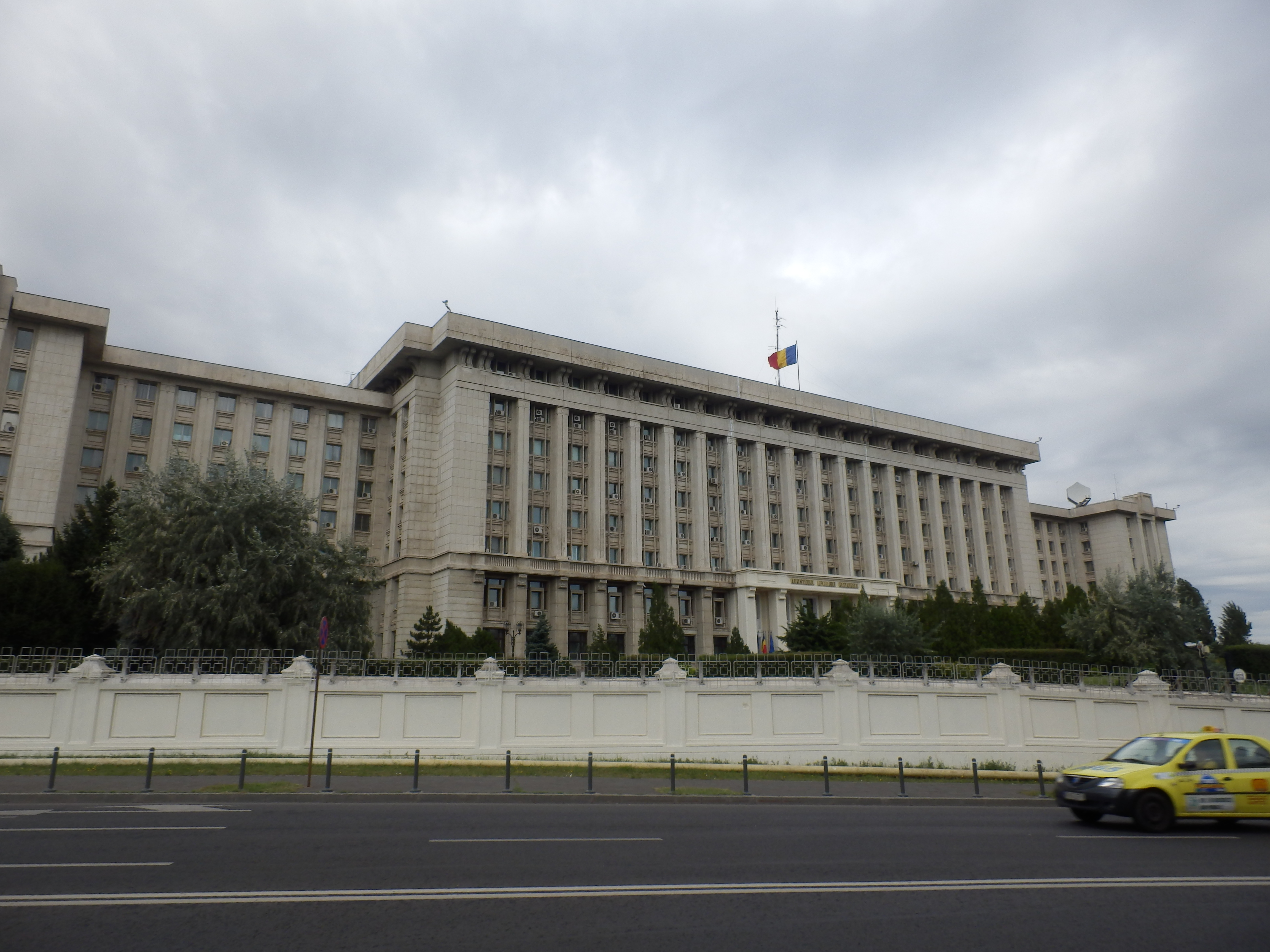
Sede del Ministerio de Defensa de Rumania

Las Fuerzas Armadas rumanas están formadas por fuerzas terrestres, aéreas y navales dirigidas por un Comandante en Jefe bajo la supervisión del Ministerio de Defensa Nacional, y por el presidente como Comandante Supremo en tiempo de guerra. Las Fuerzas Armadas están compuestas por unos 15 000 civiles y 75 000 militares: 45 800 en tierra, 13 250 en aire, 6800 en la marina y 8800 en otros ámbitos. El gasto total en defensa en 2007 representó el 2.05% del PIB nacional, es decir, unos 2900 millones de dólares, con un total de 11 000 millones de dólares gastados entre 2006 y 2011 para la modernización y adquisición de nuevos equipos.
Las Fuerzas Aéreas operan con cazas soviéticos MiG-21 Lancer modernizados. Las Fuerzas Aéreas compraron siete nuevos aviones de transporte táctico C-27J Spartan, mientras que las Fuerzas Navales adquirieron dos fragatas Tipo 22 modernizadas de la Marina Real británica.

Rumanía contribuyó con tropas a la coalición internacional contra el Talibán en Afganistán a partir de 2002, con un despliegue máximo de 1600 soldados en 2010 (que fue la cuarta mayor contribución según EE. UU.). Su misión de combate en el país concluyó en 2014. Las tropas rumanas participaron en la ocupación de Irak, alcanzando un máximo de 730 soldados antes de reducirse lentamente a 350 soldados. Rumanía puso fin a su misión en Irak y retiró sus últimas tropas el 24 de julio de 2009, siendo uno de los últimos países en hacerlo. La fragata Regele Ferdinand participó en la intervención militar de 2011 en Libia.

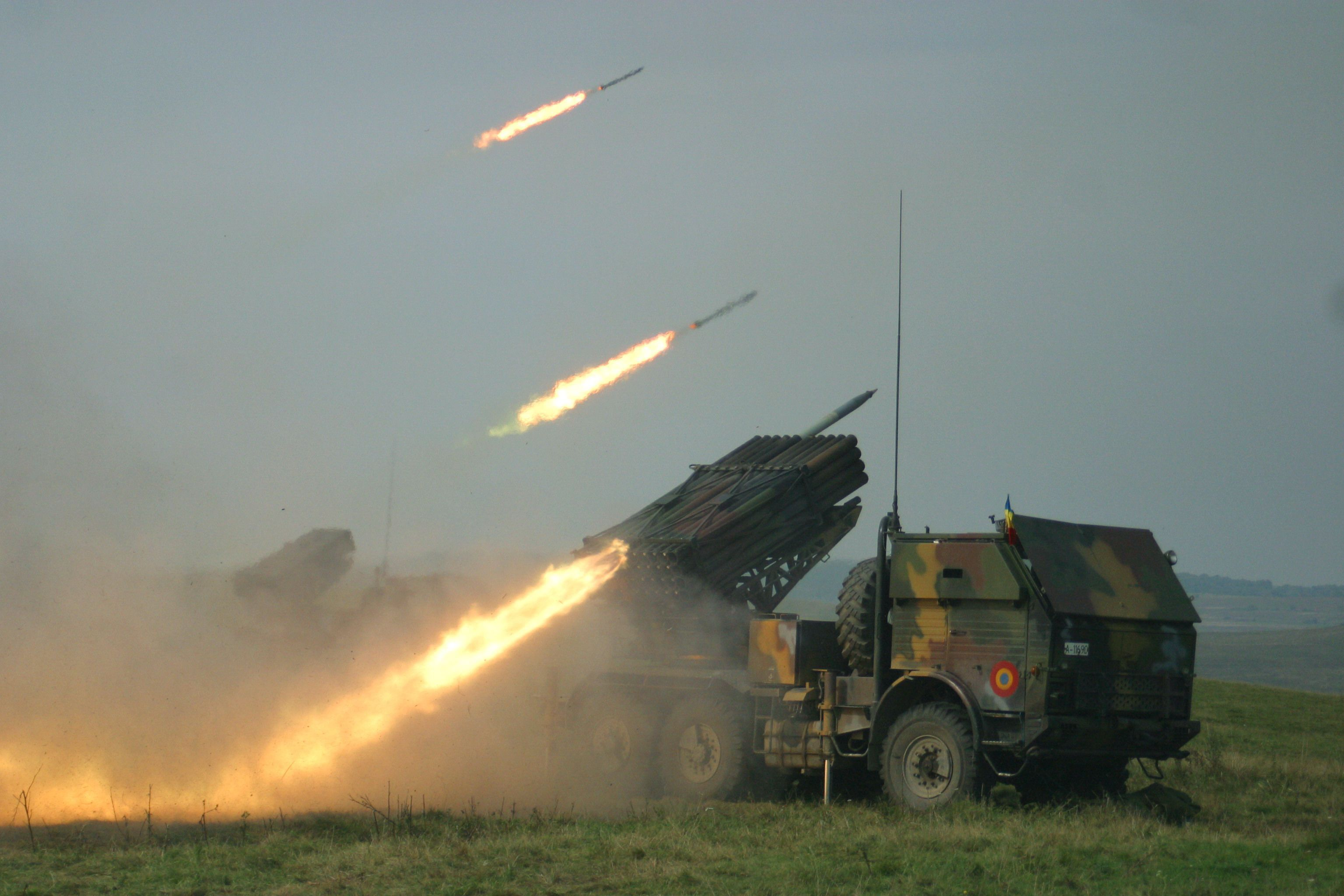
Sistema de cohetes de largo alcance LAROM de fabricación rumana

En diciembre de 2011, el Senado rumano aprobó por unanimidad el proyecto de ley que ratificaba el acuerdo entre Rumanía y Estados Unidos firmado en septiembre del mismo año, que permitiría el establecimiento y funcionamiento de un sistema de defensa contra misiles balísticos terrestres de Estados Unidos en Rumanía, como parte de los esfuerzos de la OTAN para construir un escudo antimisiles continental.

## Organización político-administrativa
La división más amplia de Rumania es en 8 regiones, aunque esta división es solo para la coordinación de desarrollos regionales y la distribución de fondos externos. No hay una entidad administradora ni ramas de los distintos poderes para cada una de estas regiones.
El siguiente nivel son los 41 distritos (en rumano: județe), más un municipio independiente que corresponde a la capital del Estado, Bucarest (en rumano: București). Estos municipios están subdivididos en 2686 comunas rurales y 265 ciudades y municipios.
Los distritos son (en orden alfabético):
| - Alba - Arad - Argeș - Bacău - Bihor - Bistrița-Năsăud - Botoșani | - Brașov - Brăila - Buzău - Caraș-Severin - Călărași - Cluj - Constanța | - Covasna - Dâmbovița - Dolj - Galați - Giurgiu - Gorj - Harghita | - Hunedoara - Ialomița - Iași - Ilfov - Maramureș - Mehedinți - Mureș - Neamț - Olt - Prahova | - Satu Mare - Sălaj - Sibiu - Suceava - Teleorman - Timiș - Tulcea - Vaslui - Vâlcea - Vrancea |

## Geografía

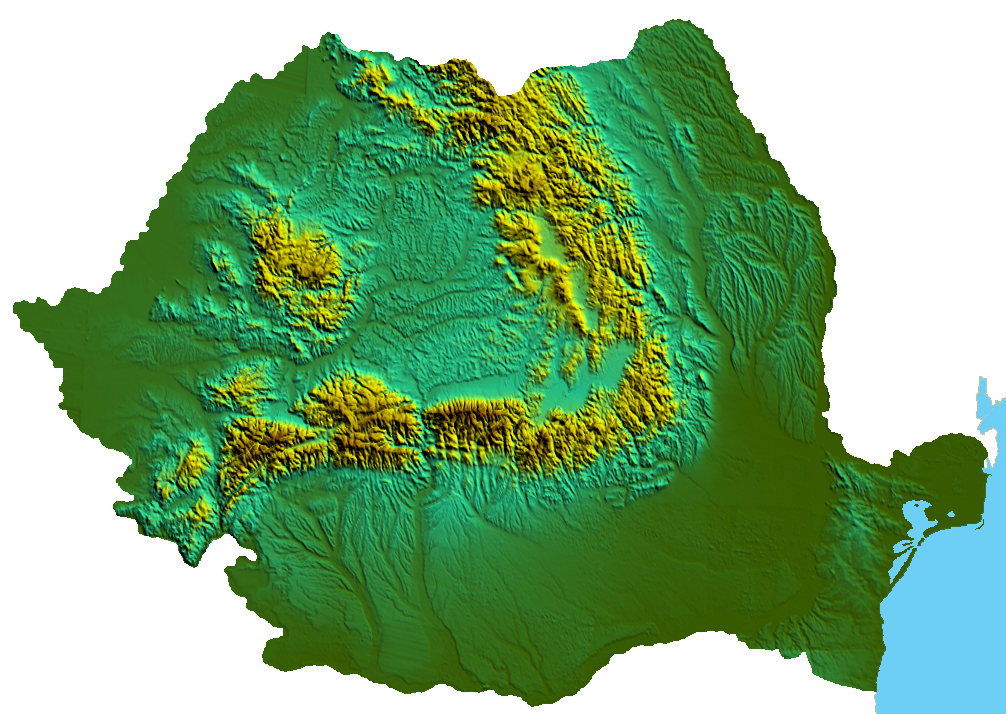
Mapa físico de Rumanía

Rumanía tiene una extensión de 238 391 km². Es el mayor país de su región y el duodécimo de Europa. Se encuentra en Europa del Este, más precisamente en la región de los Cárpatos y el curso bajo del río Danubio. Limita con Ucrania al N y E, Moldavia al E, Hungría y Serbia al O y Bulgaria al S. Al SE limita con el mar Negro. El país está dividido en tres regiones principales, la meseta de Transilvania, en el centro del país; los Cárpatos que rodean la meseta central y se extienden hacia el norte y el sur y las tierras bajas del oeste y este.
El Danubio, principal río de Rumanía, forma la mayor parte de la frontera con Bulgaria y es usado para el transporte y la generación de energía hidroeléctrica. Actualmente, el delta del Danubio (véase el artículo principal) ha sido incluido en el listado de la Unesco de lugares calificados como Reserva de la Biosfera, con el nombre de Reserva de la Biosfera Transfronteriza del Delta del Danubio. Cuenta con unos 2733 km² de superficie estrictamente protegida repartida entre 18 zonas. Otros ríos importantes son el Mureș y el Olt. También hay más de 10 000 lagos en el país.
El clima oscila entre templado y continental, según la región del país, siendo los Cárpatos uno de los principales condicionantes del clima. Las precipitaciones oscilan entre 1000 mm en algunas áreas montañosas y menos de 400 mm en la costa del mar Negro.
El relieve de Rumanía está dividido en áreas con porcentaje similar de montañas, colinas y llanuras. Esta diversidad geográfica se refleja también en la diversidad de la flora y fauna de Rumanía. El país tiene la población de oso pardo más grande de Europa, mientras que los rebecos también se pueden encontrar en los Cárpatos.

### Relieve

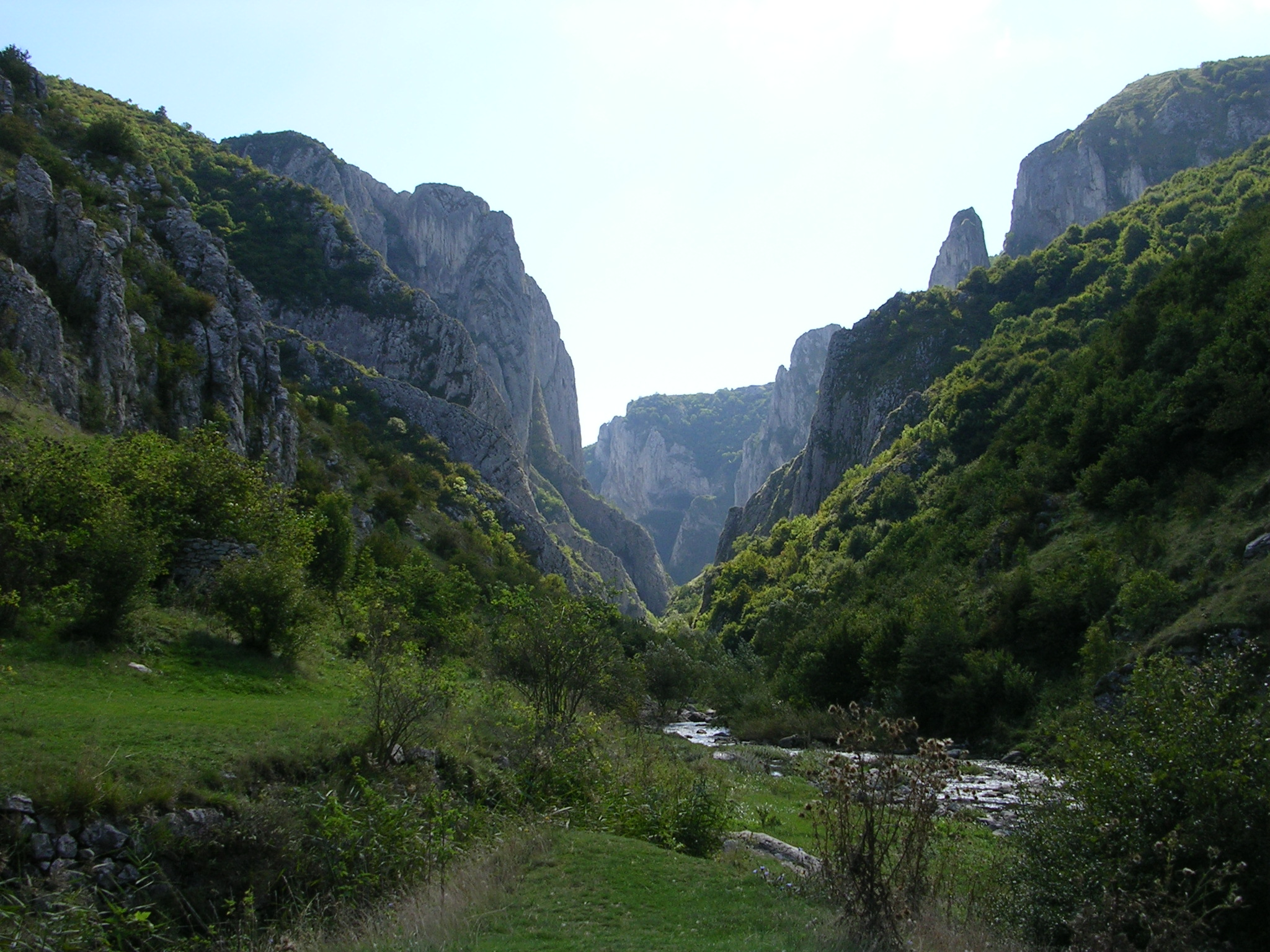
Gargantas de Turda

El relieve de Rumanía se caracteriza por cuatro elementos: variedad, proporcionalidad, complementariedad y disposición simétrica, dado el gran número de formas del relieve, la distribución más o menos equitativa de las principales unidades del relieve (35% de montañas, 35% de colinas y mesetas y 30% de llanuras) y la agrupación del relieve. Los Cárpatos rumanos se extienden como un anillo que encierra una gran depresión en el centro del país, la de Transilvania. Son montañas de altitud media, fragmentadas, con suelo alpino, pastos alpinos y extensas zonas de erosión, cuya altitud máxima se alcanza en el pico Moldoveanu (en las montañas Făgăraș), a 2544 m. En Rumanía, los Cárpatos tienen una longitud de 910 km.
Fuera de los Cárpatos hay un anillo de colinas -los subcárpatos y las colinas occidentales- que son los lugares más poblados, debido a los ricos recursos subterráneos (petróleo, carbón, sal) y a las condiciones favorables para el cultivo de viñas y árboles frutales. Al este y al sur se extienden tres grandes llanuras (Moldavia, Dobrogea y Getic), así como la llanura de Mehedinți, mientras que al sur y al oeste se extienden dos grandes llanuras, la llanura rumana (estrechada al este) y la llanura occidental.
El delta del Danubio es la región más baja del país, por debajo de los 10 m de altitud, con extensiones de marismas, lagos y juncos. Un poco más altos son los peñascos fluviales y marítimos (Letea, Caraorman, Sărăturile) en los que se agrupan los pueblos de pescadores. Se trata de un territorio descrito desde la antigüedad por numerosos científicos de la época, como Heródoto, Estrabón, Ptolomeo y Plinio el Viejo. El delta del Danubio fue incluido en la lista del Patrimonio Mundial de la UNESCO en 1991 como reserva natural de la biosfera.
Se beneficia de todo tipo de unidades acuáticas: ríos y arroyos, lagos, aguas subterráneas, aguas marinas. Las peculiaridades hidrográficas e hidrológicas de Rumanía están determinadas principalmente por la posición geográfica del país en la zona de clima templado-continental y la presencia del arco de los Cárpatos. El factor antrópico ha contribuido a algunos cambios en estas peculiaridades.

### Fauna y flora

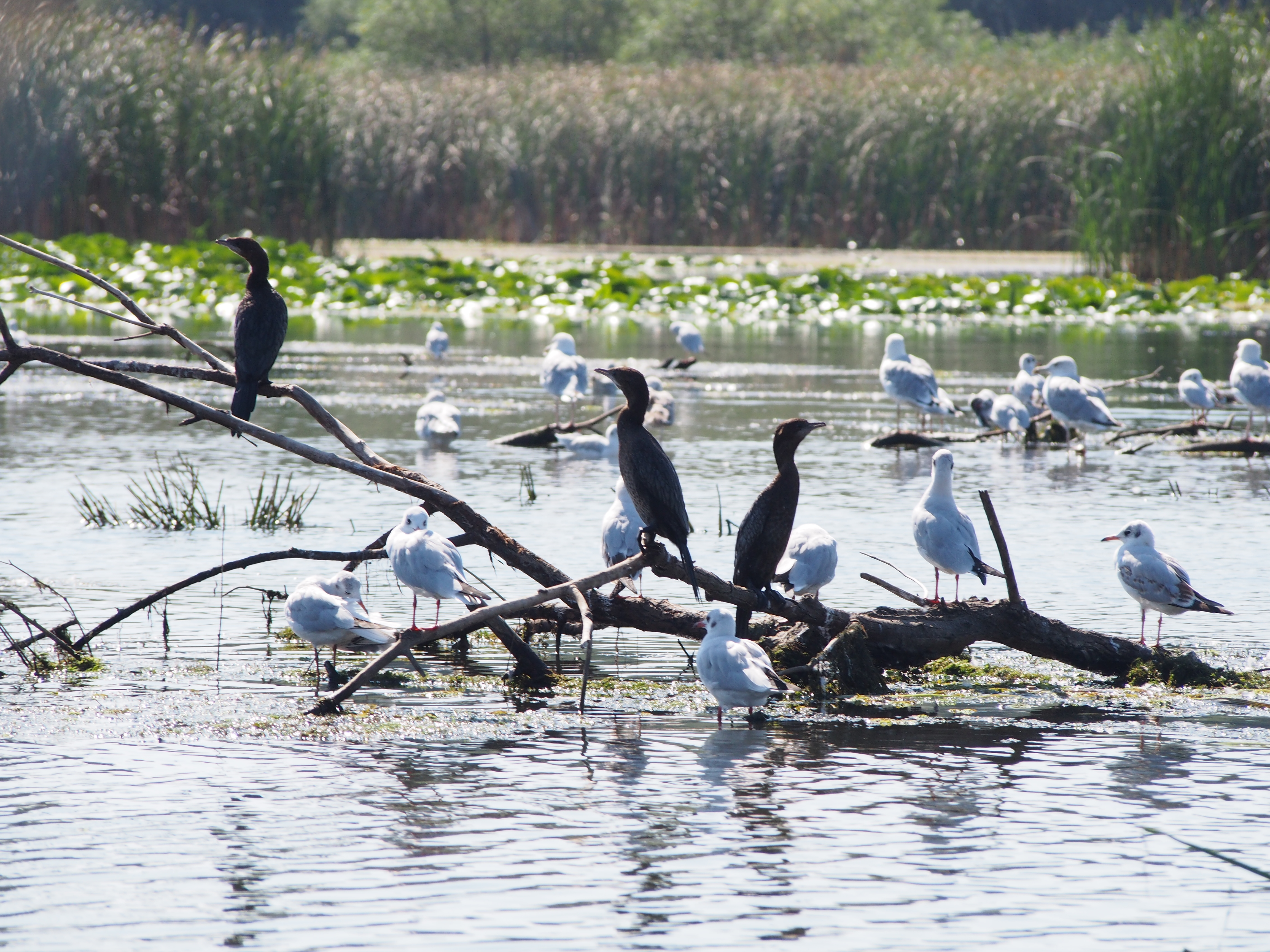
Aves en el delta del Danubio

En el territorio rumano se han identificado 3700 especies de plantas, de las cuales 23 han sido declaradas hasta ahora monumentos de la naturaleza, 74 extinguidas, 39 en peligro de extinción, 171 vulnerables y 1253 se consideran raras. Las tres principales zonas de vegetación de Rumanía son la zona alpina, la zona forestal y la zona esteparia. La vegetación se distribuye en niveles, según las características del suelo y del clima, pero también según la altitud, como sigue: Roble, abeto, tilo, fresno (en la estepa y en las colinas bajas); haya, gorun (entre 500 y 1200 metros); picea, abeto, pino (entre 1200 y 1800 metros); enebro, sabina y árboles enanos (entre 1800 y 2000 metros); praderas alpinas formadas por pequeñas hierbas (por encima de 2000 metros). En los amplios valles, debido a la humedad persistente, aparece una vegetación específica de pradera, con juncos, carrizos, juncales y, a menudo, pantanos de sauces, álamos y arces. En el delta del Danubio predomina la vegetación palustre.
La fauna rumana se distribuye principalmente en función de la vegetación. Así, para la estepa y el suelo del bosque, son específicas las siguientes especies: conejo, topo, ardilla, faisán, dropa, codorniz, carpa, lucio, lucioperca, siluro; para el suelo del bosque caducifolio (roble y haya): jabalí, lobo, zorro, mirlo, pájaro carpintero, pinzón; para el suelo del bosque de coníferas: trucha, perdiz, lince, ciervo, y específicos de la fauna alpina son la cabra negra y el águila calva.
En particular, el delta del Danubio alberga cientos de especies de aves, como pelícanos, cisnes, gansos salvajes y flamencos, que están protegidos por ley (al igual que los cerdos salvajes y los linces). El Delta es también una parada estacional para las aves migratorias. Algunas de las especies de aves raras que se encuentran en la zona de Dobrogea son el pelícano crestado, el cormorán pequeño, el quebrantahuesos, el ganso de pecho rojo y el charrancito, así como el cisne de invierno.

### Clima

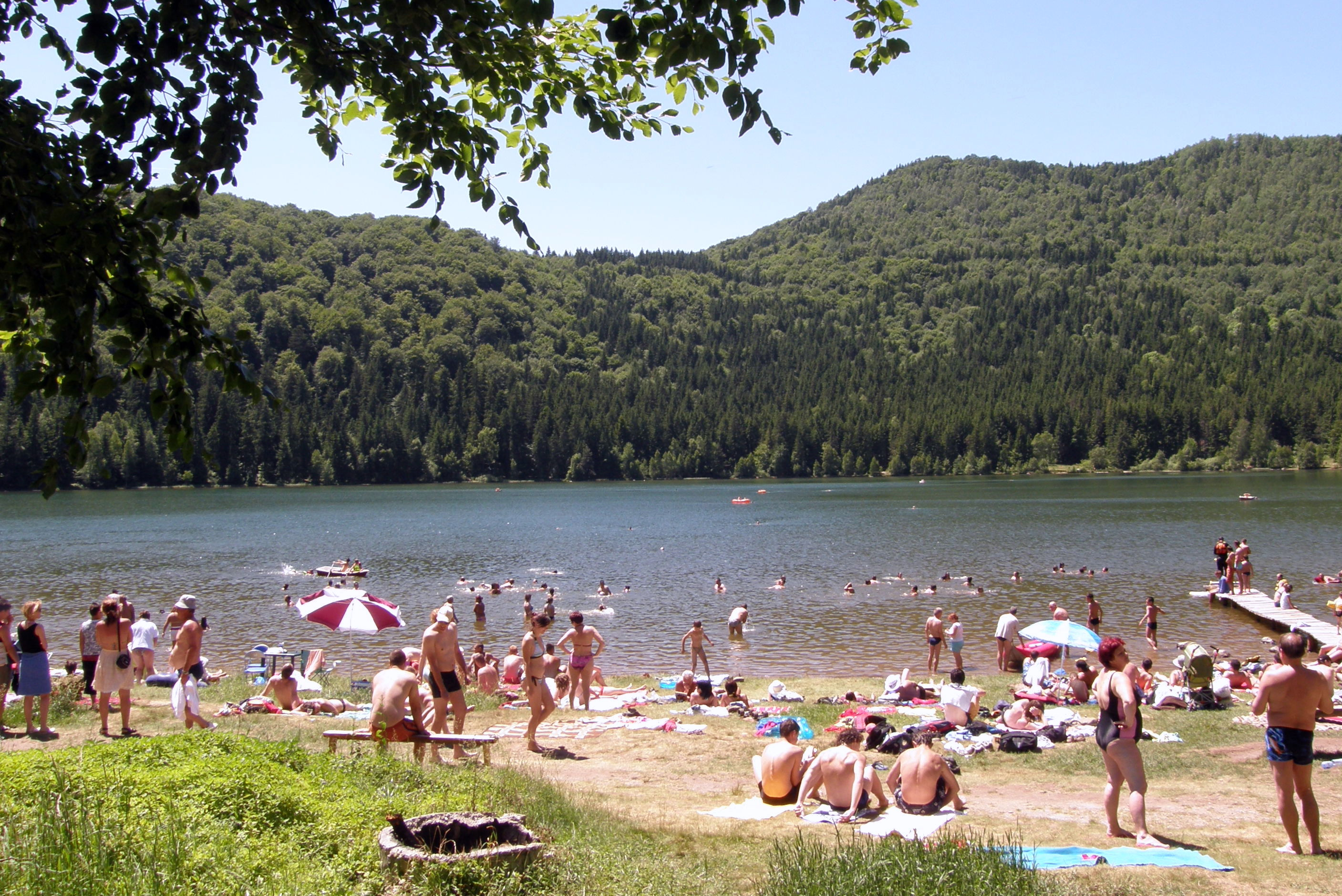
Playa en el Lago Santa Ana

El clima de Rumanía está determinado principalmente por su posición en el globo terráqueo, así como por su posición geográfica en el continente europeo. Estas características dan al clima un carácter continental templado con matices de transición.
La extensión del territorio nacional sobre casi 5° de latitud impone mayores diferencias entre el sur y el norte del país en términos de temperatura que la extensión sobre unos 10° de longitud, de modo que mientras la temperatura media anual en el sur del país es de unos 11 °C, en el norte del país, a altitudes comparables, los valores de este parámetro son inferiores en unos 3 °C. Entre los extremos occidental y oriental del territorio nacional, la diferencia de temperatura se reduce a 1 °C (10 °C en el oeste, 9 °C en el este).
El relieve del país desempeña un papel fundamental en la delimitación de las zonas y etapas climáticas. Los Cárpatos forman una barrera que separa los duros climas continentales del este de los oceánicos y adriáticos del oeste. En conclusión, el clima de Rumanía es un clima templado-continental con cuatro estaciones y está marcado por las influencias del clima estepario en el este, el clima adriático en el suroeste, el clima oceánico en el oeste y el noroeste, conservando al mismo tiempo la identidad del clima carpático-pontano-danubiano.
Las precipitaciones son moderadas, desde los escasos 400 mm de Dobrogea hasta los 500 mm de la llanura rumana y los 600 mm de la llanura occidental. Con la altitud, las precipitaciones aumentan, superando a veces los 1000 mm anuales.
Los primeros registros climáticos en Rumanía se realizaron con la creación del Instituto Meteorológico Central (en 1884) y la aparición de los trabajos de Stefan Hepites. Después de 1960, se desarrolló la red de estaciones meteorológicas y aparecieron importantes trabajos sobre las características climáticas de las zonas de montaña, costeras, urbanas, rurales, etc.

## Economía

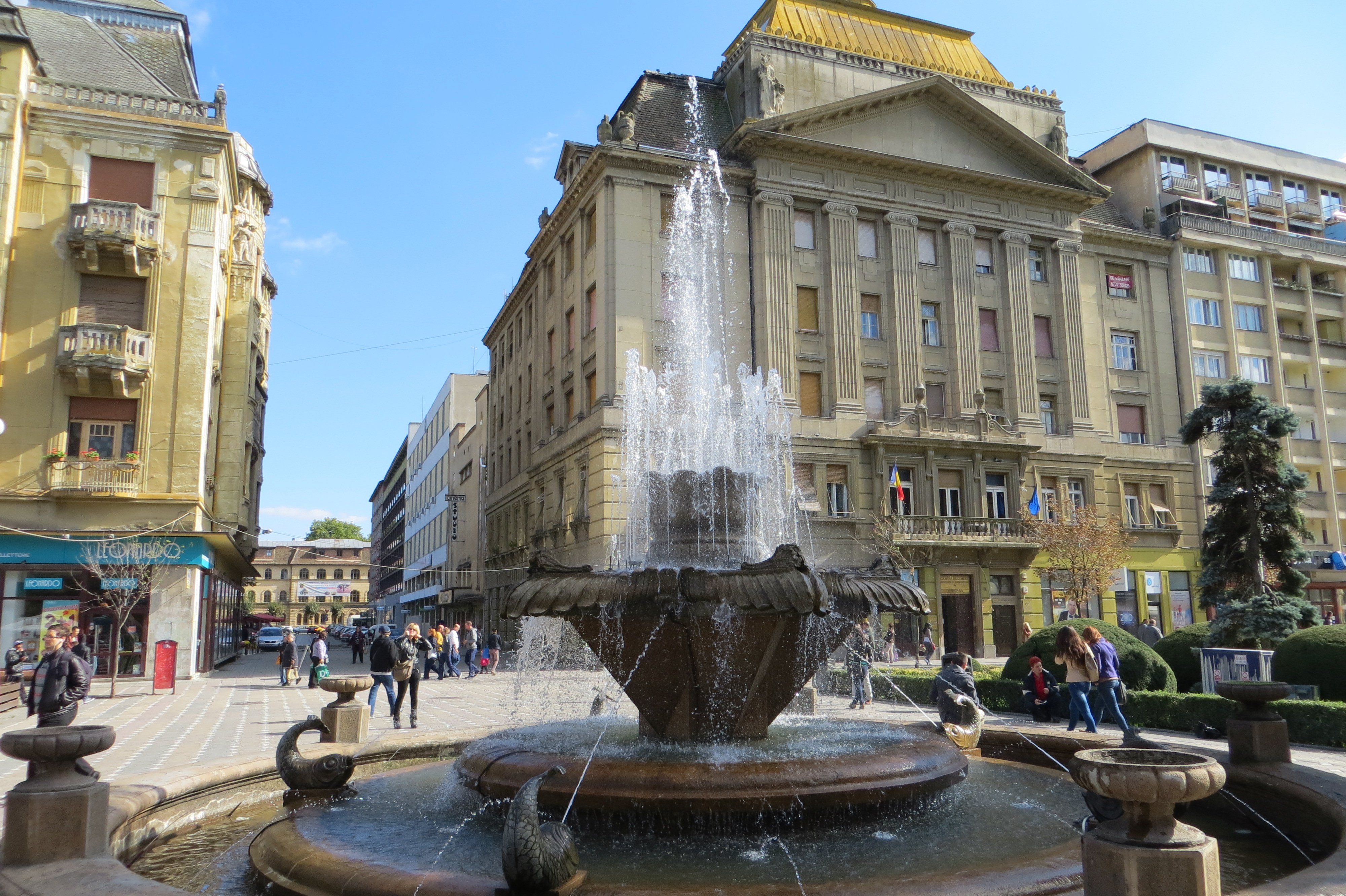
Edificio de la Cámara de Comercio de Timișoara

Tras la Segunda Guerra Mundial, los recursos económicos rumanos fueron nacionalizados y la actividad económica, planificada. En 1989, con la caída del comunismo, el nuevo gobierno emprendió una serie de reformas para introducir el sistema de economía de mercado. Tras la caída del régimen comunista, Rumanía experimentó una economía de transición extremadamente difícil, marcada por una aguda crisis económica (una caída del 48% del PIB industrial, una inflación de entre el 50% y el 300% y el colapso de la moneda).
Rumanía es uno de los principales productores y exportadores de productos agrícolas de Europa. Este sector representa el 10% del PIB. Los cultivos ocupan el 40% de la superficie del país; los recursos forestales son abundantes y la pesca se está expandiendo. Existen yacimientos de gas natural y petróleo que aportan un porcentaje significativo del consumo diario, pero para cubrir la totalidad de la demanda el país está obligado a importarlos, principalmente de Rusia. Para tratar de reducir la dependencia de factores externos, se ha impulsado la generación en plantas de energía nuclear e hidroeléctrica, y entre ambas clases proporcionan un 45% de la energía consumida en el país.

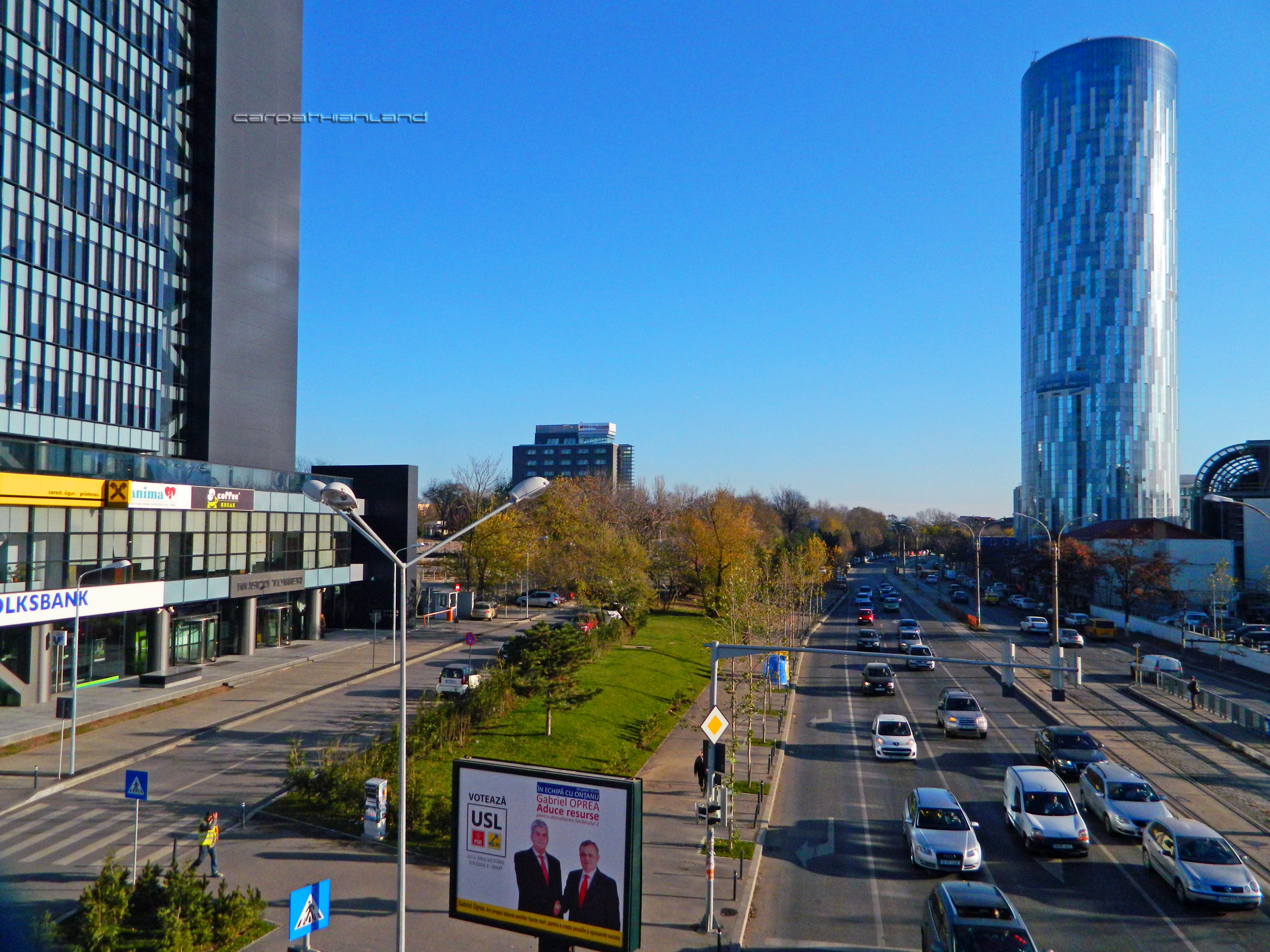
Edificios de oficinas en Bucarest

El sector industrial representa el 35% del PIB, pese a que en los últimos tiempos, las instalaciones construidas durante la etapa de economía centralizada han quedado obsoletas y las fábricas han tenido que invertir masivamente en modernizaciones. Los principales sectores son el textil, el siderúrgico, la producción de maquinaria y vehículos, de armamento y el procesamiento de la producción agropecuaria.
Los servicios comprenden el restante 55% del PIB, siendo el turismo el principal contribuyente. El mar Negro, el delta del Danubio y los Cárpatos son las atracciones naturales que concentran el turismo, mientras que en Transilvania destaca su patrimonio cultural.
El índice de desempleo es del 6.4%, varios puntos por debajo de otros países de la región y de Europa Occidental. La balanza comercial tiene un déficit significativo, las exportaciones son de 33 500 millones de euros mientras que las importaciones alcanzan los 56 400 millones de euros. Los principales socios de Rumania, tanto en las exportaciones como en las importaciones son Italia y Alemania. Se destaca el hecho de que mantiene buenas relaciones comerciales con todos los países de habla hispana, en especial con Chile, Colombia, Ecuador, España y Venezuela.

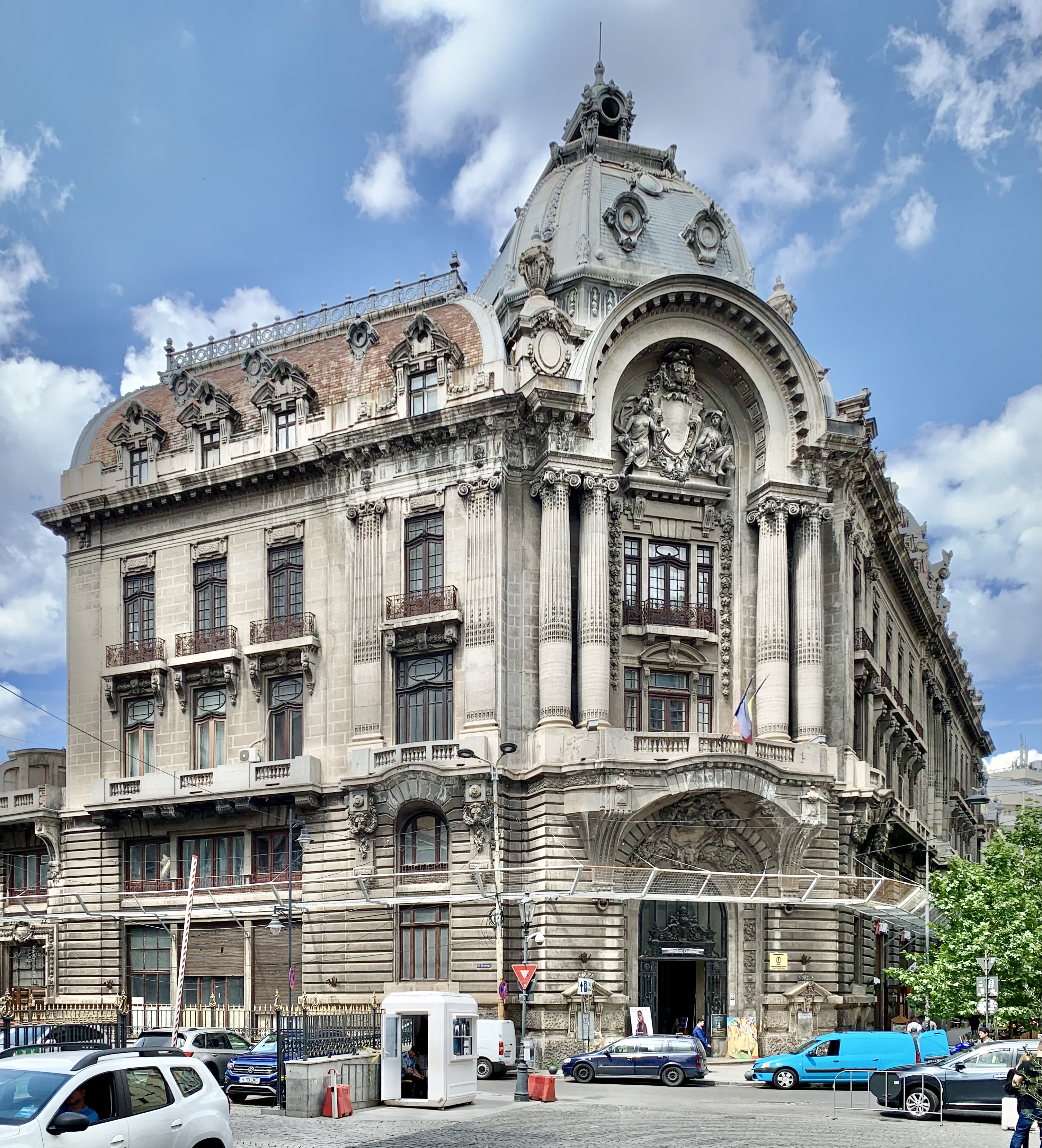
Bolsa de valores de Bucarest

En los últimos años la mayoría de gobiernos sudamericanos y Rumanía reafirmaron sus relaciones bilaterales, establecidas en diversas fechas. Estos nexos fueron primeramente con Venezuela, país con el cual sostiene relaciones económicas bastante consolidadas, mediante el Acuerdo de Cooperación Económica e Industrial a través del cual se creó, en 1973, la Comisión Mixta Venezolano-Rumana; ente que se ha reunido de manera alterna en diez oportunidades desde 1975. Rumania también mantiene otra clase de tratados similares, que ha establecido con los demás gobiernos de la región.
Para hacer frente a la elevada emigración de trabajadores rumanos (100 000 personas salieron del país por término medio entre 1990 y 2019), el Gobierno tuvo que aumentar los cupos de trabajadores extracomunitarios (extranjeros a la Unión Europea) de 3000 en 2016 a 20 000 en 2019. Estos últimos suelen ser de India y reciben salarios dos o tres veces más altos que en su país, lo que les permite enviar algunos de ellos a sus familias. Sin embargo, han estallado escándalos relacionados con sus condiciones de vida, a veces insalubres, y sus contratos fijan sus horas de trabajo en sesenta horas semanales.
Sin embargo, la tasa de desempleo sigue siendo del 9 % (en 2019) en el este y el sur de Rumania. El desempleo juvenil es mucho más alto, un 18%. Sin embargo, debido a la gran desigualdad territorial (estas regiones sufren la falta de redes viales y ferroviarias modernizadas), las empresas suelen optar por ubicarse en el oeste del país. Además, las escuelas de formación profesional que se desmantelaron tras la caída del comunismo aún no son objeto de ningún plan gubernamental para revivirlas.

### Turismo

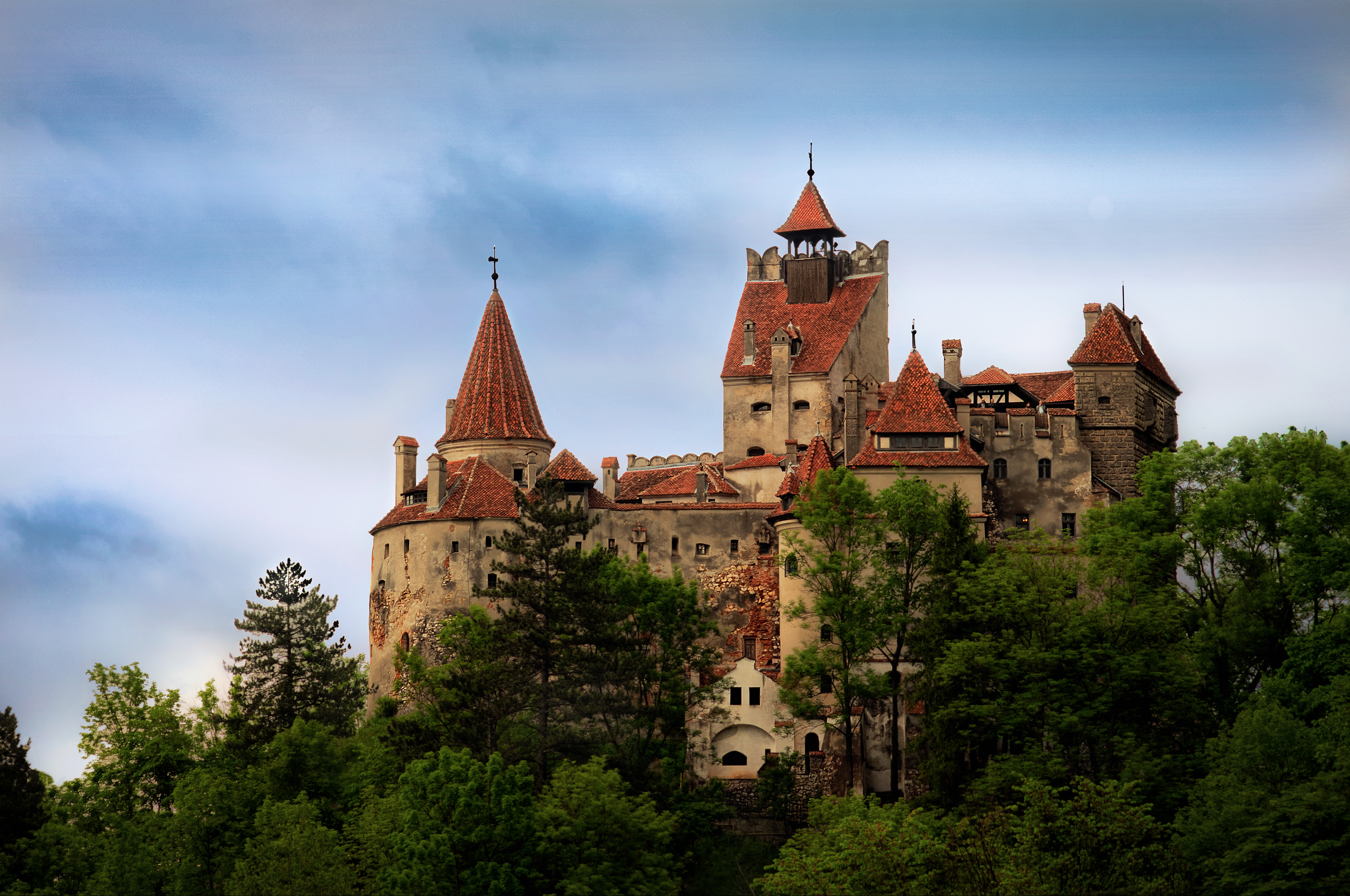
El castillo de Bran en Transilvania, también conocido como el castillo de Drácula

El turismo contribuye de forma significativa a la economía rumana, generando alrededor del 5% del PIB. El número de turistas ha aumentado de forma constante, alcanzando los 9.33 millones de turistas extranjeros en 2016, según el Banco Mundial. El turismo en Rumanía atrajo 400 millones de euros en inversiones en 2005. Más del 60% de los visitantes extranjeros en 2007 procedían de otros países de la UE. Las populares atracciones de verano de Mamaia y otros centros turísticos del Mar Negro atrajeron a 1.3 millones de turistas en 2009.
Las estaciones de esquí más populares se encuentran a lo largo del Valea Prahovei y en Poiana Brașov. Los castillos, fortificaciones o fortalezas, así como las ciudades o pueblos medievales de Transilvania que se conservan, como Cluj-Napoca, Sibiu, Brașov, Bistrița, Mediaș, Cisnădie o Sighișoara, también atraen a un gran número de turistas. El castillo de Bran, cerca de Brașov, es una de las atracciones más famosas de Rumanía, que atrae a cientos de miles de turistas cada año, ya que suele anunciarse como el castillo de Drácula.

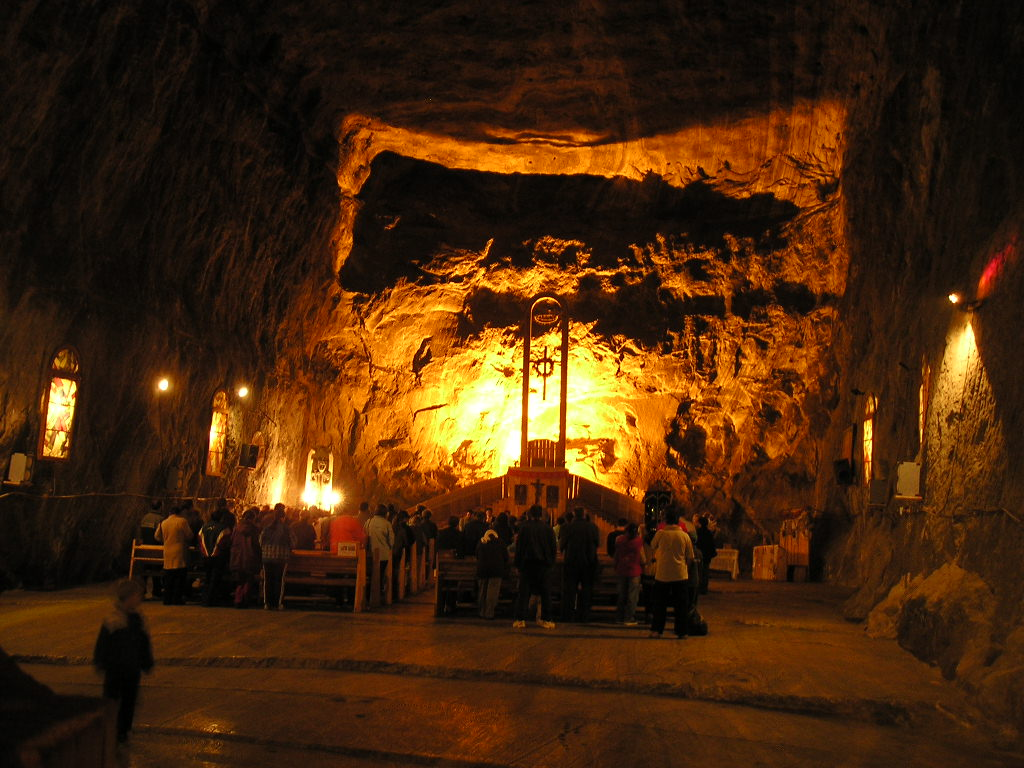
Mina de sal en Praid, recinto para tratar enfermedades pulmonares

El turismo rural, centrado en el folclore y las tradiciones, se ha convertido en una alternativa importante, y se dirige a promocionar lugares como Bran y su Castillo de Drácula, las iglesias pintadas del norte de Moldavia y las iglesias de madera de Maramureș, o las aldeas con iglesias fortificadas de Transilvania. Otros atractivos son el delta del Danubio o el Conjunto Escultórico de Constantin Brâncuși en Târgu Jiu.
En 2014, Rumanía contaba con 32 500 empresas activas en el sector de la hostelería y la restauración, con una facturación total de 2600 millones de euros. Más de 1.9 millones de turistas extranjeros visitaron Rumanía en 2014, un 12% más que en 2013. Según el Instituto Nacional de Estadística del país, alrededor del 77% procedía de otras partes de Europa (especialmente de Alemania, Italia y Francia), el 12% de Asia y menos del 7% de Norteamérica.

## Demografía

Evolución poblacional de Rumania entre 1961 y 2010

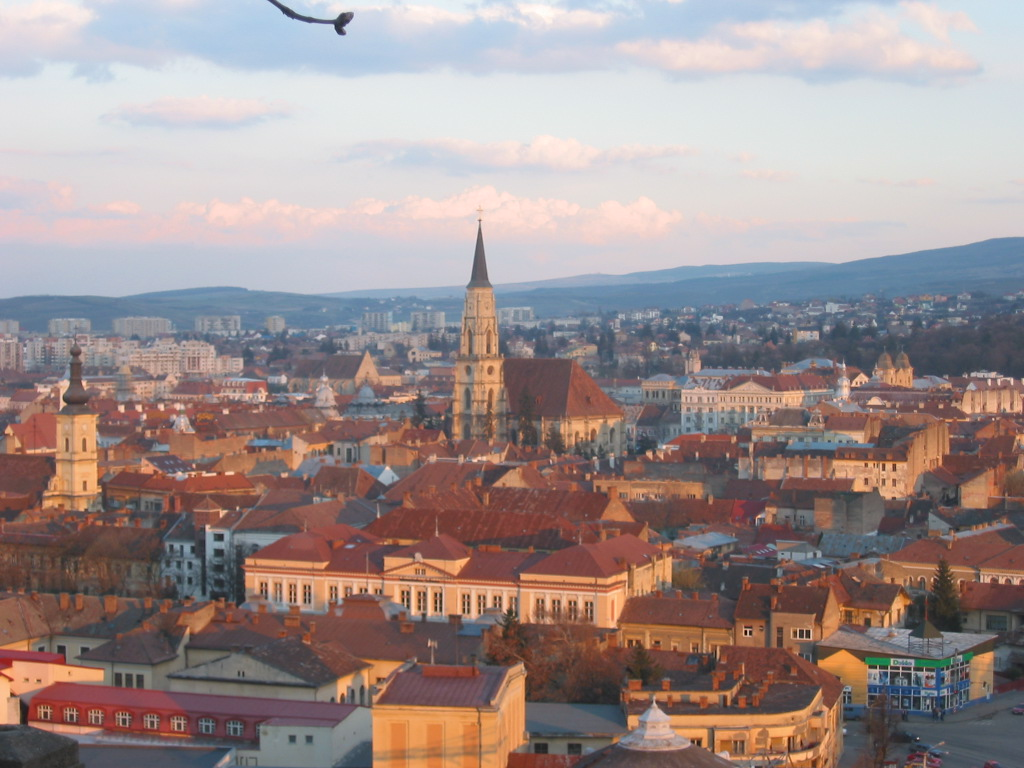
Cluj-Napoca, vista desde Belvedere

La población de Rumanía alcanza los 19 317 984 habitantes (2020) y viene decreciendo a un ritmo del 0.12 % anual. La mayoría de la población pertenece a la etnia rumana (88.9 %), seguida por una importante colectividad de gitanos (8.3 %)  y de  húngaros (6.6 %), concentrados sobre todo en la región de Transilvania. Ucranianos (0.3 %), rusos, alemanes (0.3 %), turcos, búlgaros, italianos y serbios, junto con otras minorías, que constituyen el resto de la población. Los habitantes se concentran en las llanuras, donde están los centros industriales y se desarrolla la agricultura a gran escala.
Entre 1989 y 2019, la población de Rumania se redujo en 3.5 millones de habitantes. Además de un número menor de nacimientos que de muertes, el país ha experimentado una migración neta negativa de 100 000 personas por año en promedio durante los últimos 30 años.
El 55.2 % de los rumanos vive en las ciudades, lo que representa una de las proporciones más bajas de Europa, solo superada por algunos de sus vecinos balcánicos y Moldavia. Las principales ciudades del país son Bucarest, la capital, con dos millones de habitantes, Iași, Brașov, Cluj-Napoca, Timișoara, Craiova, Constanza, Galați y Deva, todas ellas con una población de entre 280 000 y 330 000 habitantes.
El rumano es el idioma oficial del país. Le siguen en importancia el húngaro y el romaní (que no tiene nada que ver con el rumano, sino con los romis, los gitanos rumanos), hablados por las poblaciones de esas etnias. El ucraniano es hablado en áreas de Maramures, Bucovina, Dobrucha y Banat. El inglés es el primer idioma extranjero que se estudia en la mayoría de las escuelas rumanas, y actualmente hay un aumento de préstamos del inglés en el vocabulario rumano. El francés es hablado por un significativo número de personas (unos cinco millones), y Rumanía es miembro de la Francofonía. También el español es hablado por un número reseñable de la población y el número está creciendo.

### Educación

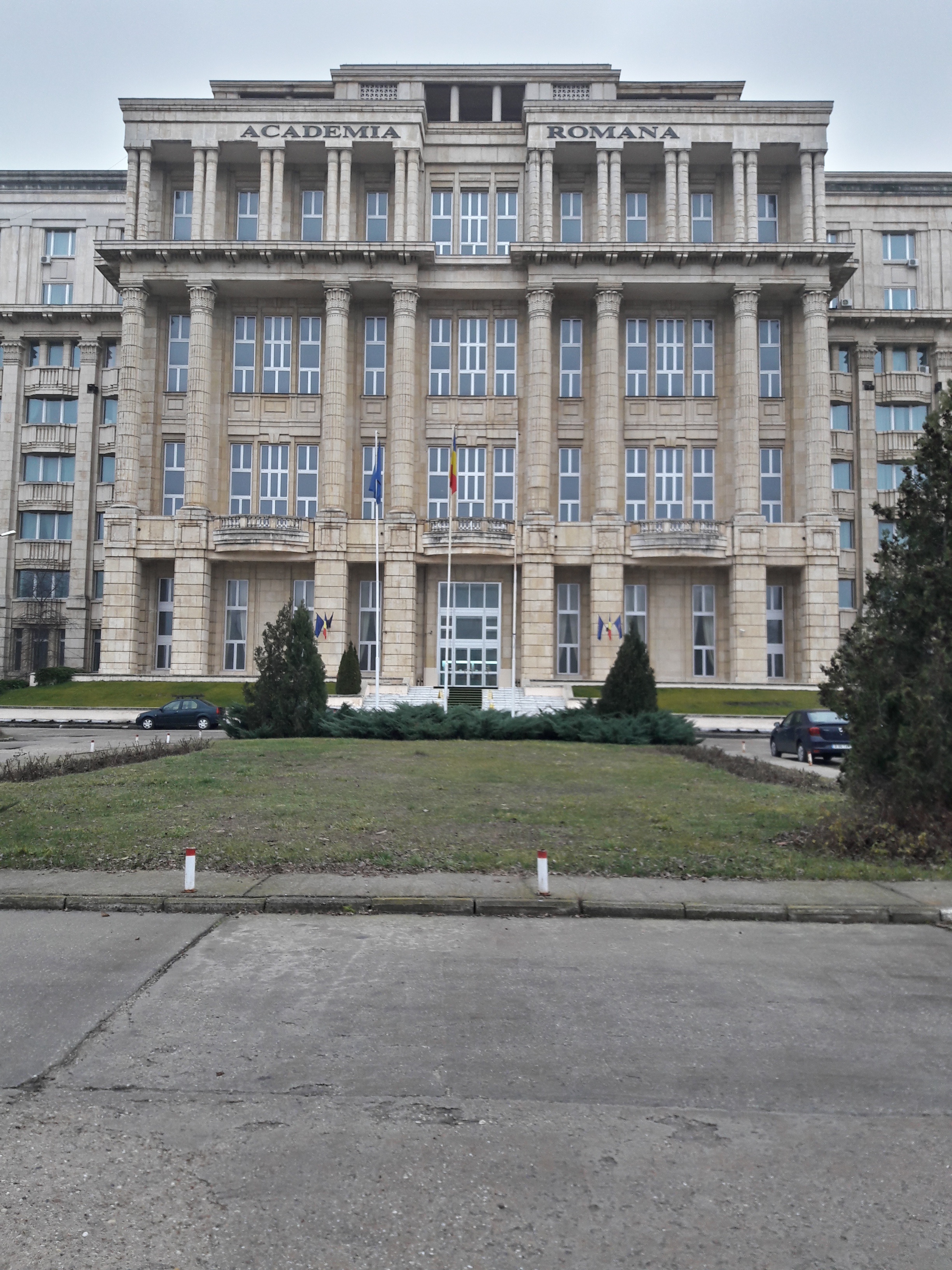
Sede de la Academia Rumana

Desde la Revolución rumana de 1989, el sistema de educación rumano ha estado en un proceso continuo de reforma que ha sido alabado y también criticado. Según la Ley en Educación adoptada en 1995, el Sistema Educativo se regula por el Ministerio de Educación e Investigación. Cada nivel tiene su propio formulario de organización y está sujeto a las legislaciones. El jardín de infantes es optativo entre tres y seis años. La educación primaria y secundaria son divididas en 12 o 13 calidades. La superior se alinea hacia el área de educación más alta europea. Aparte del sistema de instrucción oficial y los equivalentes privados recientemente agregados, allí existe un sistema de enseñanza totalmente privado. El programa "Enseñar" es principalmente usado durante la secundaria como una preparación para los varios exámenes que son notoriamente difíciles. "Enseñar" está extendido y puede ser considerado una parte del sistema de educación. Ha subsistido y ha igualado prosperado durante el régimen comunista.
En 2004, unos 4.4 millones de personas se matricularon en la escuela. Fuera de éstos, 650 000 en el jardín de infantes, 3.11 millones (14 % de población) en la primaria y el nivel secundario, y 650 000 (3 % de población) en el nivel del terciario (las universidades). En el mismo año, la proporción de alfabetización adulta era 97.3 % (45 mundial), mientras la proporción de la matriculación gruesa combinada para el primero, las escuelas secundarias y terciarias era del 75 % (52 mundial).
Los resultados del PISA (valoración del estudio en las escuelas durante el año 2000) colocan a Rumania en el puesto 34 de 42 países participantes con un general pesaron la cuenta de 432 que representa 85 % de la cuenta de OCDE. En 2006 ninguna universidad rumana era incluida entre las primeras 500 universidades del mundo, según la Clasificación jerárquica Académica de Universidades Mundiales. Usando la metodología similar a estas clasificaciones jerárquicas, se informó de que la universidad rumana mejor situada, la Universidad de Bucarest, logró la media cuenta de la última universidad en la cima 500.

### Religión

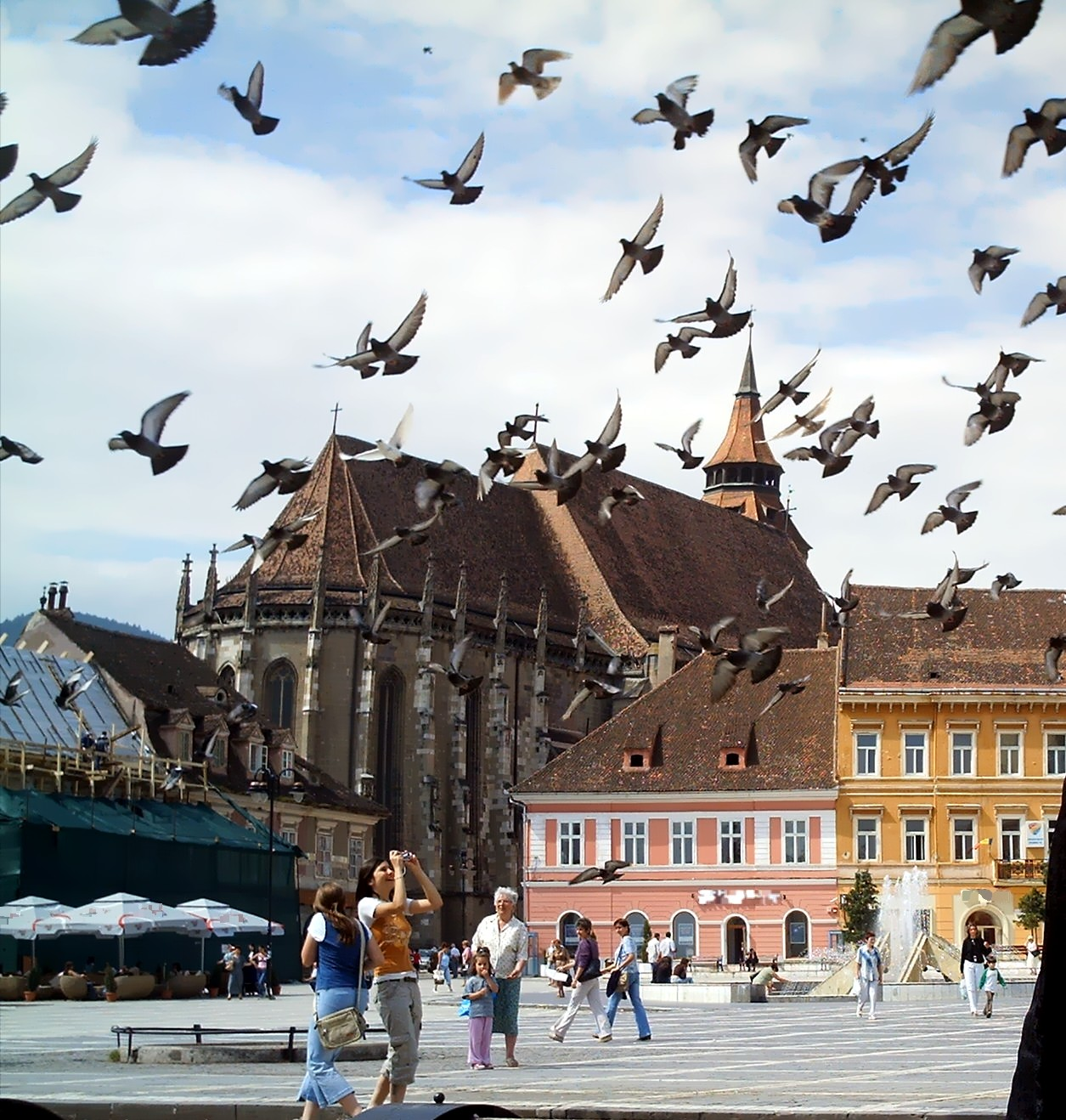
Centro de Brașov, vista de la Iglesia Negra

Por ser un estado laico, Rumania no tiene religión oficial o nacional, aunque más del 89 % de la población se adscribe a la Iglesia ortodoxa rumana (según el censo de 2002). También hay cantidades significativas de católicos (tanto de rito latino como de rito oriental, representan un 5.6 % de la población, muchos de ellos de las minorías húngara y alemana de Transilvania), protestantes (luteranos y calvinistas, un 3.7 % de la población), grupos pentecostales y musulmanes (alrededor de 100 000, el 0.4 % de la población total). Según el censo de 2002, también vivían en el país 23 105 ateos e irreligiosos y 6100 judíos.
La mayoría de la población pertenece a la Iglesia Ortodoxa de Rumania con casi el 87 % observando la Ortodoxa Oriental sobre la base de un censo de 2002.
Una abrumadora mayoría de la población se identifica como cristiana. En el censo de 2011 del país, el 81 % de los encuestados se identificaron como cristianos ortodoxos pertenecientes a la Iglesia ortodoxa rumana. Otras denominaciones incluyen varias ramas del protestantismo (6.2 %), la Iglesia católica de rito romano (4.3 %) y la Iglesia Católica de rito bizantino o griego (0.8 %). Del resto de la población, 195 569 personas pertenecen a otras denominaciones cristianas o tienen otra religión, que incluye 64 337 musulmanes (en su mayoría de etnia turca y tártara) y 3519 judíos. (Los judíos constituyeron una vez el 4 % de la población rumana, 728 115 personas en el censo de 1930). Además, 39 660 personas no tienen religión o son ateas, mientras que la religión del resto es desconocida.

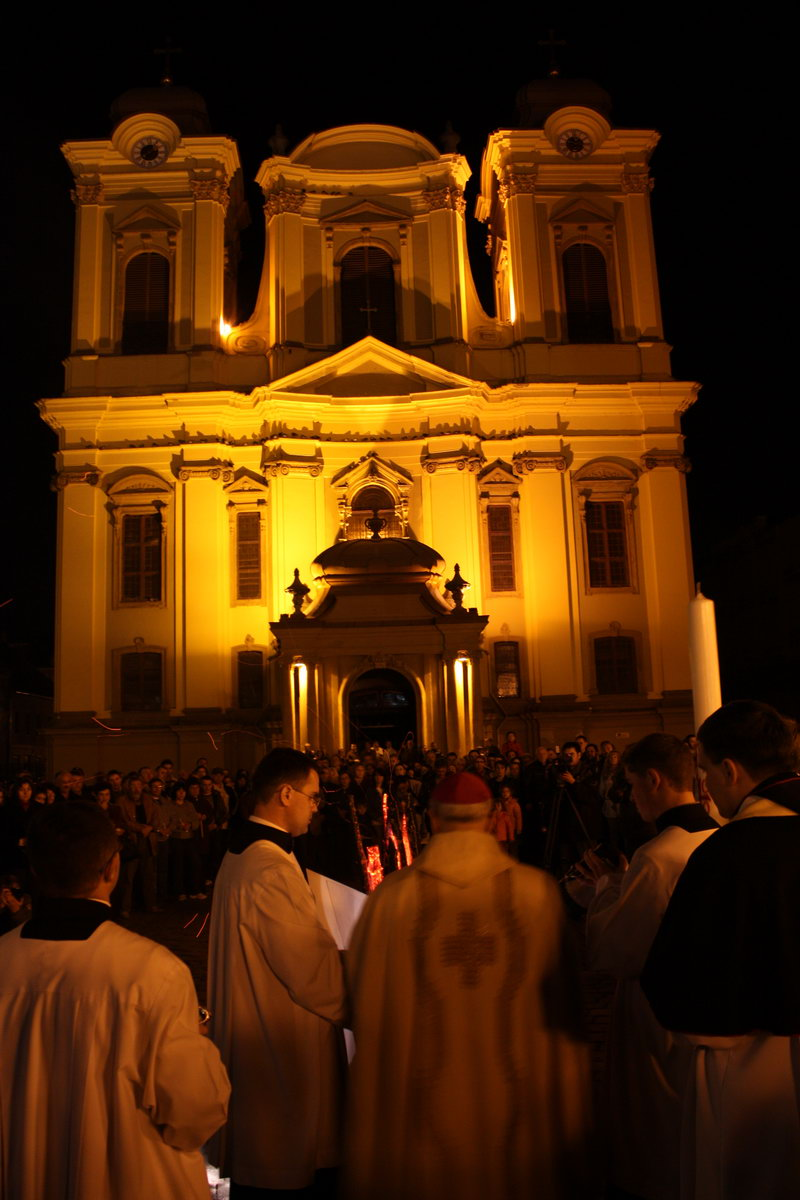
Catedral de San Jorge en Timisoara, Rumanía

La Iglesia ortodoxa rumana es una Iglesia ortodoxa oriental autocéfala en plena comunión con otras iglesias ortodoxas, con un Patriarca como líder. Es la segunda iglesia ortodoxa más grande del mundo, y a diferencia de otras iglesias ortodoxas, funciona dentro de una cultura latina y utiliza una lengua litúrgica románica. Su jurisdicción canónica cubre los territorios de Rumania y Moldavia, con diócesis para rumanos que viven en las cercanas Serbia y Hungría, así como comunidades de la diáspora en Europa.
El censo de 2002 reportó casi 19 millones de rumanos pertenecientes a la Ortodoxia Oriental aunque la tasa de asistencia a la iglesia es baja. Hay cuatro categorías en términos de asistencia a la iglesia en Rumania basado en la encuesta de septiembre-octubre de 2007: el 38 % van a la iglesia varias veces al mes, el 20 % va a la iglesia una vez al mes, el 33 % las visita solo una o dos veces al año y el 7 % no asiste a la iglesia. Hay por lo menos un millón de católicos en el país, la mayoría de los cuales tienen parte húngara y alrededor de 300 000 de la etnia católica rumana mayormente de Transilvania.
Las denominaciones de Protestantes son los pentecostales, bautistas, adventistas del séptimo día y los unitarios. Un número significativo de católicos griegos reside en la zona norte de Transilvania. Según el Anuario Pontificio de 2005, la iglesia rumana católica-griega en plena comunión con el papa en Roma tenía cerca de 738 000 seguidores, numerosos obispos, 716 sacerdotes diocesanos y casi 350 seminaristas a finales de 2003.

### Sanidad

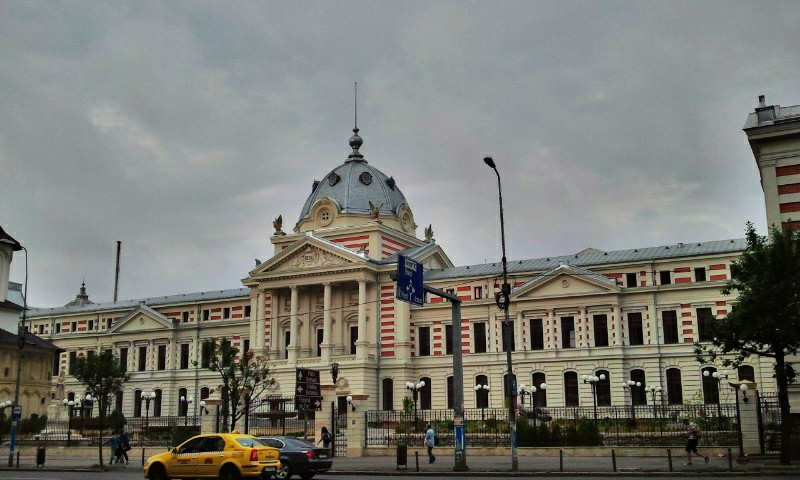
Hospital de Coltea, Rumania

Rumanía ofrece las ventajas de un sistema sanitario universal. El Estado financia la asistencia sanitaria primaria, secundaria y terciaria. Las campañas de salud pública son financiadas independientemente por el Gobierno de Rumanía. El Ministerio de Sanidad de Rumanía debe gestionar y supervisar el sector sanitario público. En 2013, el presupuesto asignado al sector sanitario es de 2600 millones de dólares (8 675. 192 000 lei), es decir, aproximadamente el 1.7 % del PIB.
El acceso a la sanidad está garantizado por el artículo 34 de la Constitución de Rumanía, que especifica que el Estado está obligado a "garantizar la protección de la salud".
Todos los ciudadanos de Rumanía tienen derecho a procedimientos médicos gratuitos y sin restricciones, según lo establecido por un médico, solo si se presentan con una tarjeta sanitaria a partir del 9 de septiembre de 2015, que demuestre tener un seguro pagado. Los ciudadanos de la Unión Europea, junto con los ciudadanos rumanos sin seguro pagado, tienen derecho a asistencia médica de urgencia gratuita.
El concepto de asistencia sanitaria universal se ha implantado solo parcialmente en Rumanía. Sin embargo, los pacientes seguían teniendo que pagar algunos gastos médicos y, en algunos casos, las tarifas eran demasiado elevadas. En consecuencia, la asistencia sanitaria prácticamente solo estaba al alcance de la clase media en adelante. La clase trabajadora se veía obligada a recurrir a clínicas gratuitas u hospitales gestionados por organizaciones benéficas.
El primer concepto de sanidad pública apareció en 1700. En aquella época, era habitual que se trajeran médicos extranjeros para atender a la clase alta. Los filántropos dirigían sus propios hospitales de caridad y proporcionaban asistencia sanitaria gratuita a los campesinos.
La Sociedad Nacional de la Cruz Roja se fundó el 4 de julio de 1876. El primer presidente de la Cruz Roja Rumana fue Dimitrie Ghica, entre 1876 y 1897. La Cruz Roja Rumana es la única organización humanitaria con una red funcional en todo el país. Tiene 47 filiales, 1996 subfiliales y 1307 comisiones.

## Transporte
El intercambio económico de Rumania con el resto de Europa, debido a la ubicación del país, merece una infraestructura de transporte moderna. Sin embargo, debido a que la inversión y el mantenimiento de esa infraestructura es insuficiente, no se satisfacen las necesidades actuales de una economía de mercado y se presenta un retraso con respecto a Europa Occidental.
No obstante, estas condiciones están mejorando rápidamente y están alcanzando las normas de redes de transporte transeuropeas. Se han empezado varios proyectos como las concesiones de ISPA y varios préstamos de las Instituciones Financieras Internacionales como el Banco Mundial y el FMI. También, el Gobierno está apelando a la financiación externa y a sociedades público-privadas para la modernización de las vías principales y la red de autopistas del país.

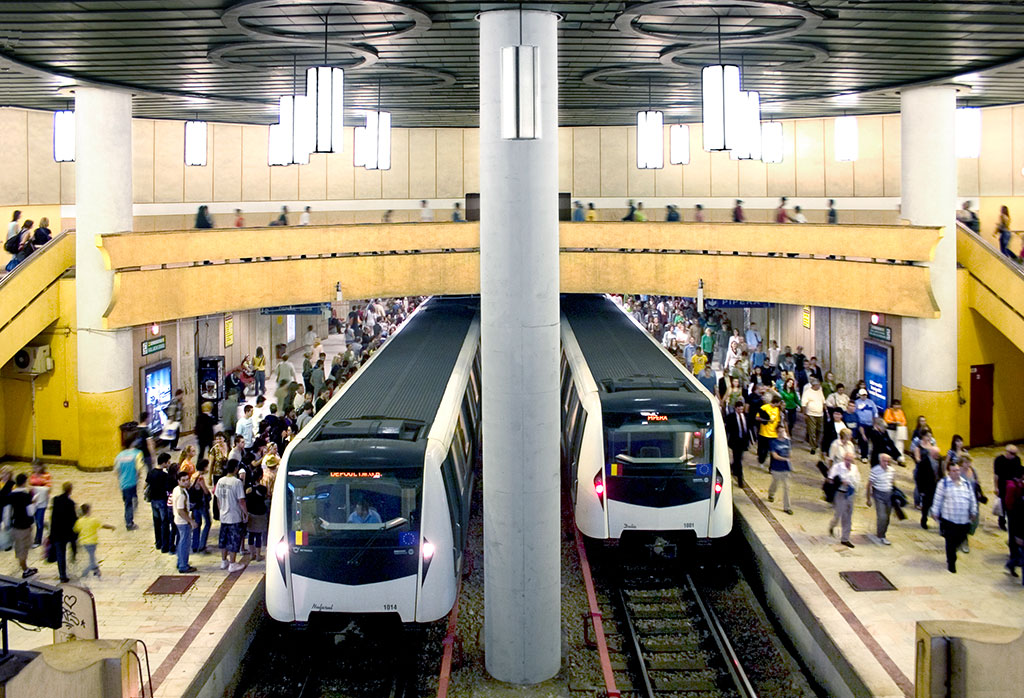
Trenes en la Estación Piața Victoriei del Metro de Bucarest

El Banco Mundial estima que la red de ferrocarril en Rumanía comprendió (en 2004) 22 298 km, lo que le haría la cuarta red de ferrocarril más grande en Europa. El transporte por ferrocarril experimentó una caída dramática en la carga y volúmenes de pasajeros de los volúmenes máximos alcanzados en 1989 principalmente debido al declive en PIB y el auge del transporte por carretera. En 2004, las vías férreas llevaban 8.64 mil millones de pasajeros/km, viajaban 99 millones de pasajeros, y 73 millones de toneladas métricas, o 17 mil millones toneladas/km de carga. El transporte total combinado por el ferrocarril constituyó alrededor del 45 % de todos los pasajeros y del movimiento de carga en el país. Bucarest es la única ciudad en Rumania que tiene un sistema de metro. El Metro de Bucarest se inauguró en 1979. Ahora es el medio de transporte más utilizado en Bucarest, teniendo la red de transporte pública una media de 600 000 pasajes diarios durante la semana laboral.

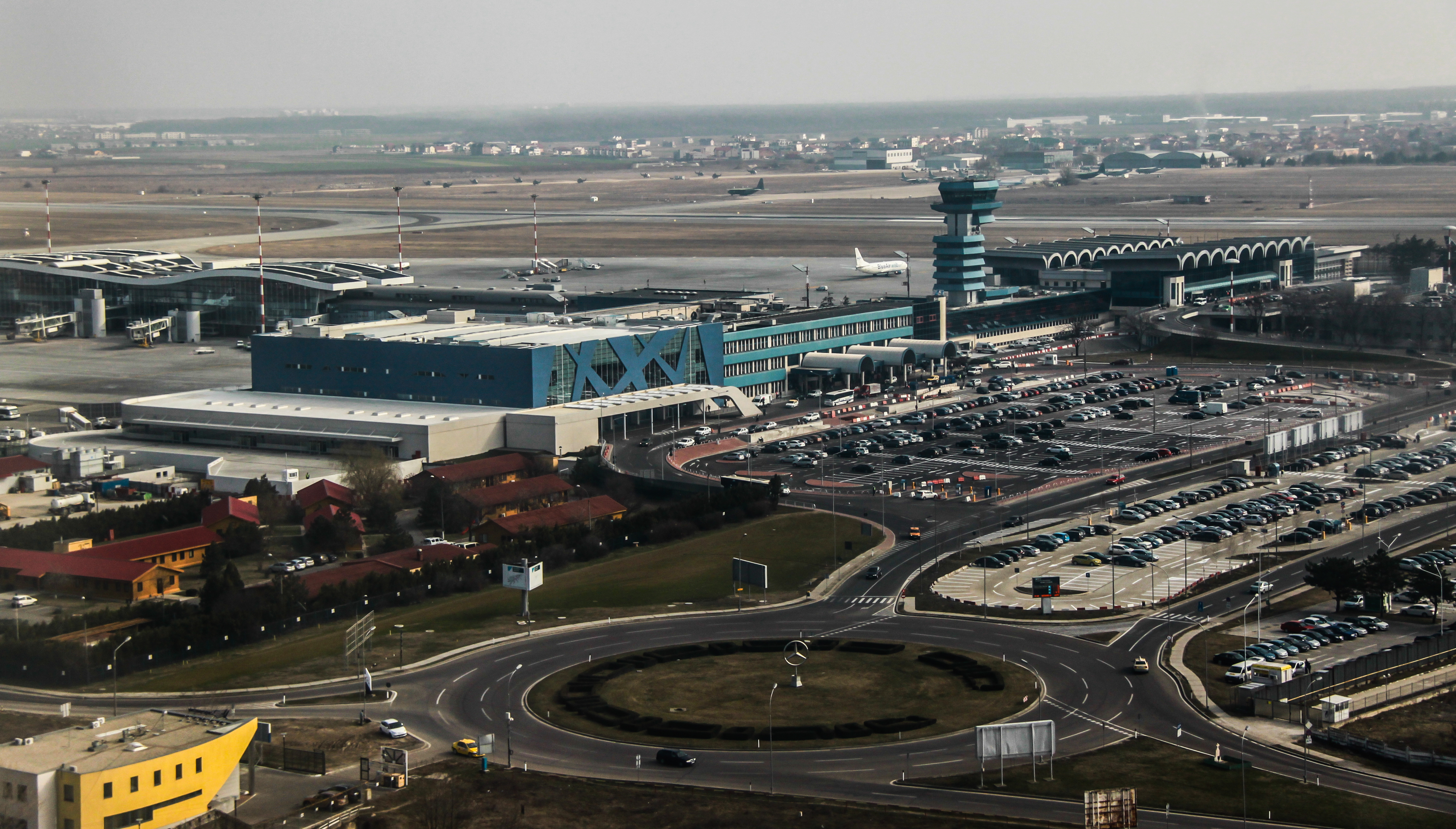
Aeropuerto Internacional Henri Coandă

La red de aeropuertos para el tráfico aéreo público consta de 17 aeropuertos civiles, todos ellos abiertos al tráfico internacional. 12 de ellos están abiertos de forma permanente y el resto bajo petición. De los 17 aeropuertos, 4 operan bajo la autoridad del MTCT, 12 bajo la autoridad de los consejos comarcales y un aeropuerto ha sido privatizado. Como observación general, la flota aérea rumana está sometida a un amplio proceso de modernización. La flota de aviones para el tráfico comercial se ha reducido de 55 aviones en 1991 a 34 aviones en 2004, mediante el desmantelamiento de los aviones antiguos.
Después de que Traian Vuia, Aurel Vlaicu y Henri Coandă contribuyeran con resultados pioneros al desarrollo de la aviación, en 1920 se fundó la CFRNA, más tarde CIDNA, que ofrecía servicios de transporte aéreo de pasajeros, carga y correo, siendo la primera aerolínea del mundo en realizar vuelos transcontinentales. En los años siguientes se fundaron LARES, SARTA, TARS.
El 18 de septiembre de 1954 se fundó el TAROM, que sigue funcionando en la actualidad. Pocos años después de su lanzamiento, TAROM ya operaba vuelos a casi todos los países europeos, y desde 1966 cruza el Atlántico. Desde 1974 opera vuelos a Sídney vía Calcuta e introdujo vuelos regulares a Nueva York y Pekín. El mercado nacional está atendido por las mayores compañías europeas clásicas (Lufthansa y Air France) y de bajo coste (Easyjet y Ryanair). En 2004 se fundó Blue Air, la primera aerolínea rumana de bajo coste.
El transporte fluvial rumano está todavía en un nivel muy bajo (menos del 1 %), pero tiene un gran potencial de crecimiento gracias a los ríos navegables y al Danubio. En 2006, había 1731 km de aguas navegables en Rumanía. Rumanía cuenta con 2251 embarcaciones fluviales de categoría I, que pueden realizar misiones económicas en aguas fluviales internacionales, y unas 587, que solo pueden navegar por la parte rumana del Danubio y los ríos interiores. La mayoría de las embarcaciones registradas son de recreo, unas 13 246, con un turismo de recreo en el Danubio y en las aguas marítimas de Rumanía que se está desarrollando en los últimos años. Para Rumanía es importante el Canal Danubio-Mar Negro que une el puerto de Cernavodă con el puerto marítimo de Constanța, acortando en unos 400 km la ruta de carga desde el Mar Negro a los puertos del Danubio en Europa Central.
Los principales medios de transporte público son los autobuses, trolebuses, tranvías y minibuses, generalmente operados por empresas autónomas gestionadas por las autoridades locales (por ejemplo, Regia Autonomă de Transport București).

## Cultura

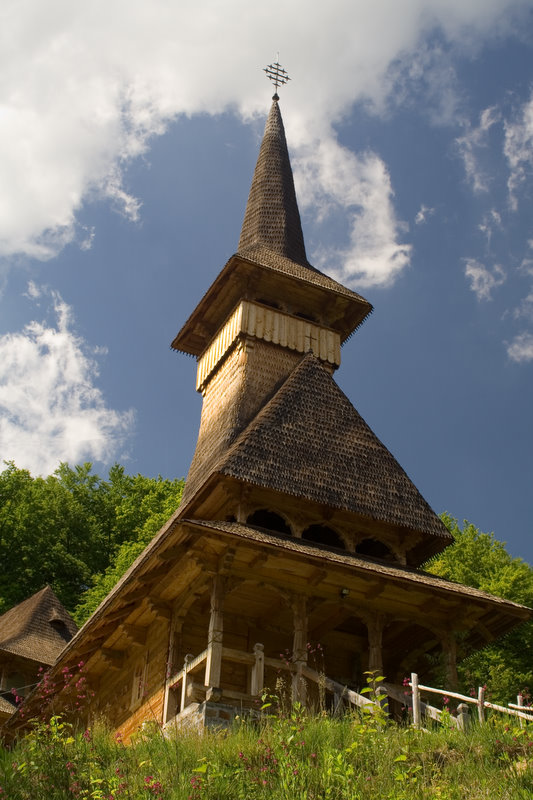
Iglesia de madera de Maramureș

La cultura de Rumania es rica y variada. Como los mismos rumanos, es definida fundamentalmente como un punto de encuentro entre tres regiones: Europa Central, Europa del Este y la península balcánica, sin poder ser incluida en ninguna de ellas. La identidad rumana se formó sobre un sustrato romano y dacio (este último varía), combinado con otras influencias. Durante la Edad Media, los rumanos fueron influenciados por los pueblos eslavos, por los griegos medievales y el Imperio bizantino, por los turcos otomanos, y, en menor medida, por los húngaros y los alemanes (en Transilvania). La cultura rumana moderna se desarrolló más o menos durante los últimos 250 años, con una fuerte influencia occidental, particularmente francesa, alemana y húngara.
Cuando cayó Ceausescu, Francia se sorprendió al enterarse del elevado nivel de conocimiento del idioma francés que tenían los rumanos y por ello acudió inmediatamente en su ayuda con colaboraciones de toda naturaleza.

### Literatura
La literatura popular de Rumanía refleja las condiciones geográficas e históricas que influenciaron al carácter del pueblo rumano. Son obras que expresan melancolía o anhelo sin esperanza, como las "doinas", o tratan de las principales ocupaciones de los rumanos y su relación con la cosmovisión (como en "Miorița") de los rumanos, en general en medio de la Naturaleza y con un sentimiento de la presencia de la divinidad. Destacan obras como "Monastirea Argeșului", "Toma Alimoș" o "Miorița", considerada una obra maestra del folclore mundial.
Hasta el siglo XVIII la mayoría de los autores cultos rumanos fueron teólogos. También destacan cronistas como Miron Costin o Ion Neculce, o el humanista Dimitrie Cantemir, que también fue dueño de Moldavia (1710-1711).

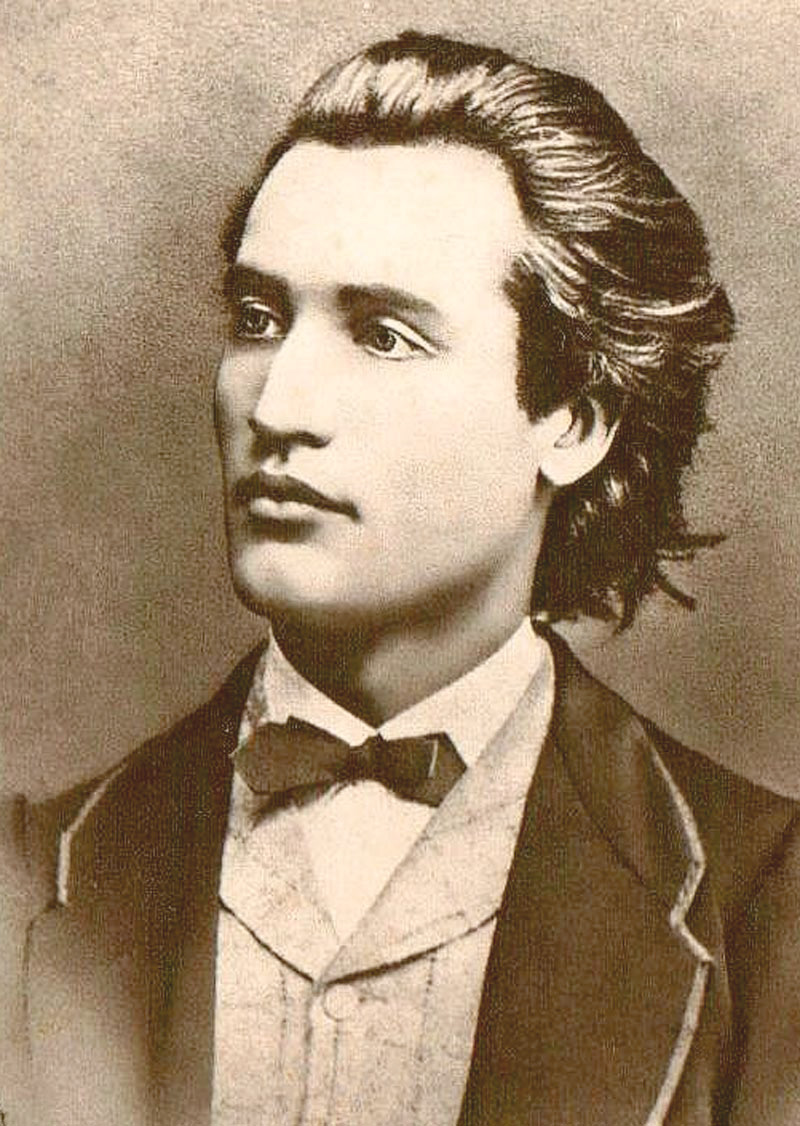
Mihai Eminescu, poeta nacional de Rumanía y la República de Moldavia

Los denominados "clásicos" de la literatura rumana del siglo XIX, son poco conocidos fuera del país. Mihai Eminescu (1850-1889), quizás el poeta rumano más conocido, es todavía amado en Rumanía (particularmente sus poemas), junto con otros clásicos como George Coșbuc o Ioan Slavici. El año revolucionario 1848 marcó la afirmación de una élite intelectual, que llegó a ocupar importantes cargos políticos: Mihail Kogălniceanu (historiador, escritor, primer ministro de Rumanía), Vasile Alecsandri (poeta, dramaturgo y político), Andrei Mureșanu (escritor, autor de la letra del actual himno de Rumanía), Nicolae Bălcescu (historiador y escritor), y otros.
Otros clásicos importantes son el dramaturgo Ion Luca Caragiale (el Teatro Nacional de Bucarest fue nombrado en su honor) y el prosista Ion Creangă. Por la importante y benéfica influencia del patriotismo en su estética, destaca el poeta Octavian Goga, mientras que Liviu Rebreanu es el autor de la primera novela moderna rumana.
En el período de entreguerras, autores como Tudor Arghezi (poeta), Lucian Blaga (poeta, dramaturgo y filósofo), Ion Barbu (poeta y matemático), George Bacovia (poeta) o Camil Petrescu (prosador) hicieron esfuerzos para sincronizar la literatura rumana con la literatura europea y mundial de la época. Gellu Naum fue el líder del movimiento surrealista en Rumanía, si bien se puede incluir aquí a Tristan Tzara. Mihail Sadoveanu (prosador) es uno de los más apreciados escritores del siglo XX en Rumanía, a pesar de que se mantuvo alejado de las vanguardias literarias de su tiempo.

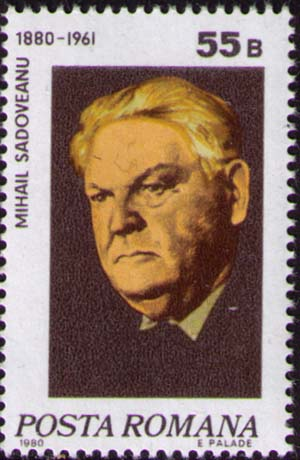
Mihail Sadoveanu, escritor

En la época del comunismo, escritores valiosos como Nichita Stănescu (poeta y ensayista), Marin Sorescu (poeta, dramaturgo y ensayista) o Marin Preda (prosador) consiguieron escapar de la dura censura (a través del nivel intelectual y estético de sus obras, que hacía imposible la censura por policías y políticos sin entendimiento literario), rompieron con el "realismo socialista" y fueron los líderes de un pequeño "Renacimiento" en la literatura rumana.
La literatura de Rumanía empezó a ser más conocida fuera de las fronteras de Rumanía, especialmente a través de traducciones al alemán, francés e inglés. Algunos autores modernos llegaron a ser populares en Alemania, Francia o Italia, especialmente Eugen Ionescu, Mircea Eliade, Emil Cioran, Constantin Noica, Tristan Tzara, Panait Istrati o Mircea Cărtărescu. Escritores como Constantin Virgil Gheorghiu (15 de septiembre de 1916, Valea Albă, Rumanía-22 de junio de 1992, París, Francia) autor en 1949 de la famosa novela La Hora 25 (que fuera llevada al cine), que se desarrolla durante la ocupación nazi de su país natal, Paul Celan, Norman Manea o Elie Wiesel también nacieron en Rumanía. Herta Müller, escritora rumanoalemana cuya obra trata fundamentalmente de las condiciones de vida en Rumanía durante la dictadura de Ceaușescu fue galardonada con el Premio Nobel de Literatura en 2009.

### Arquitectura

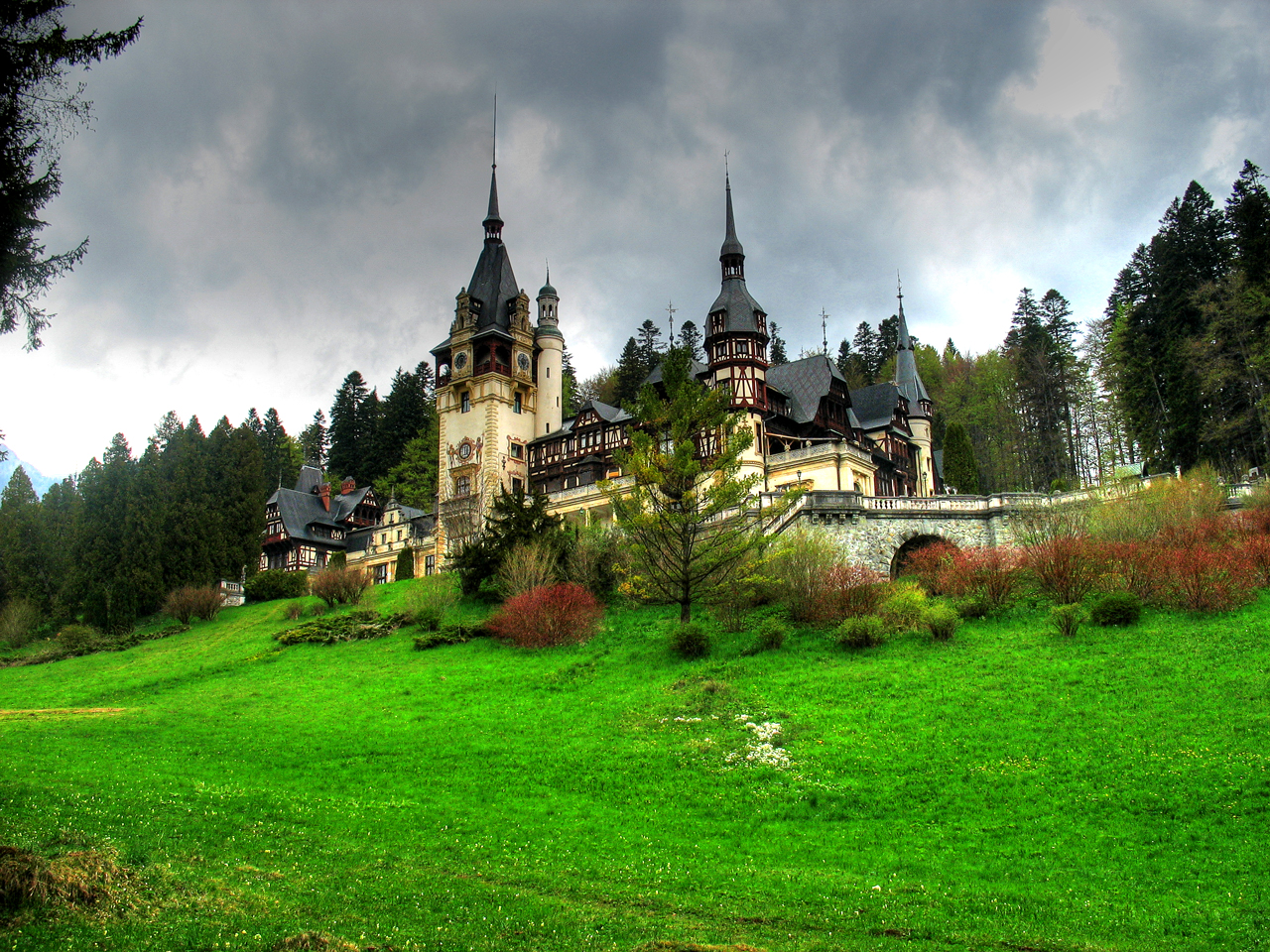
Peleș, castillo de la monarquía rumana

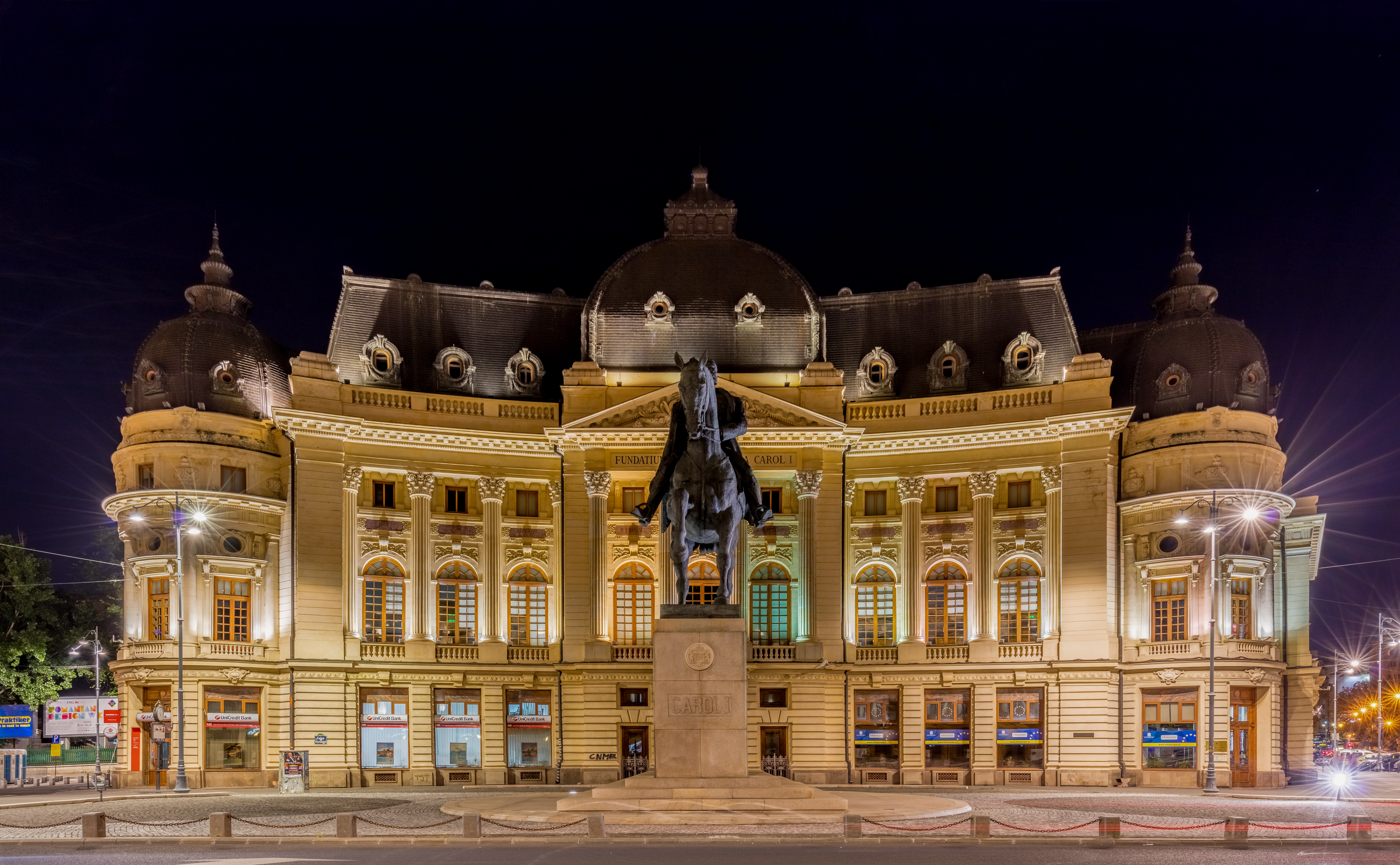
Biblioteca Central Bucarest

La lista de Patrimonio de la Humanidad de la Unesco incluye sitios rumanos como los pueblos sajones con iglesias fortificadas (Transilvania), las iglesias pintadas del norte de Moldavia, con sus magníficos frescos exteriores e interiores, las iglesias de madera de Maramureș, ejemplos únicos de combinación del estilo gótico con la construcción tradicional de madera, el monasterio de Horezu, la fortaleza de Sighișoara o las fortalezas dacias de los montes Orăștie. Además, en 2007, la ciudad de Sibiu fue elegida Capital Europea de la Cultura, junto con Luxemburgo.
Durante la Edad Media se construyeron muchas iglesias. En Rumanía, la Edad Media es más conocida por el estilo Brancovenesc, el estilo popular en Valaquia durante el reinado de Constantin Brancoveanu (1688-1714). Como este periodo tuvo una influencia decisiva en los desarrollos posteriores, el término también se utiliza por extensión para describir las obras de arte desde la época de los primeros mavrocordianos hasta aproximadamente 1730. Ejemplos notables de edificios brancovenecianos son el Palacio Mogoșoaia, la Iglesia del Monasterio de Antim, la iglesia de Stavropoleos, el antiguo Monasterio de Văcărești, la Iglesia de Colțea, la Iglesia de Kretzulescu, el Monasterio de Hurezi y el Conjunto del Palacio Brancovenesc en Potlogi. Más tarde, a finales del siglo XIX, el estilo Brancovenesc sería la fuente de inspiración del estilo neorromano, resultado de los intentos de encontrar un estilo arquitectónico rumano específico.
A principios del siglo XIX aparecieron los primeros edificios neoclásicos, que se fueron extendiendo con el paso del tiempo. Son el resultado del deseo de la élite rumana de mostrar que Rumanía es también un país europeo, siendo el pueblo rumano de origen latino. Además de la arquitectura neoclásica, también aparece con menor frecuencia la arquitectura neogótica. Uno de los edificios más conocidos de este tipo es el Palacio Șuțu. Mientras que su fachada e interiores utilizan diversos elementos clásicos, los marcos de las ventanas son neogóticos. Otros edificios neoclásicos importantes de la primera mitad y mediados del siglo XIX son la parte antigua del Palacio de la Universidad y una de las antiguas sedes del Museo Nacional de Literatura Rumana de Bucarest (bulevar Dacia, 12).

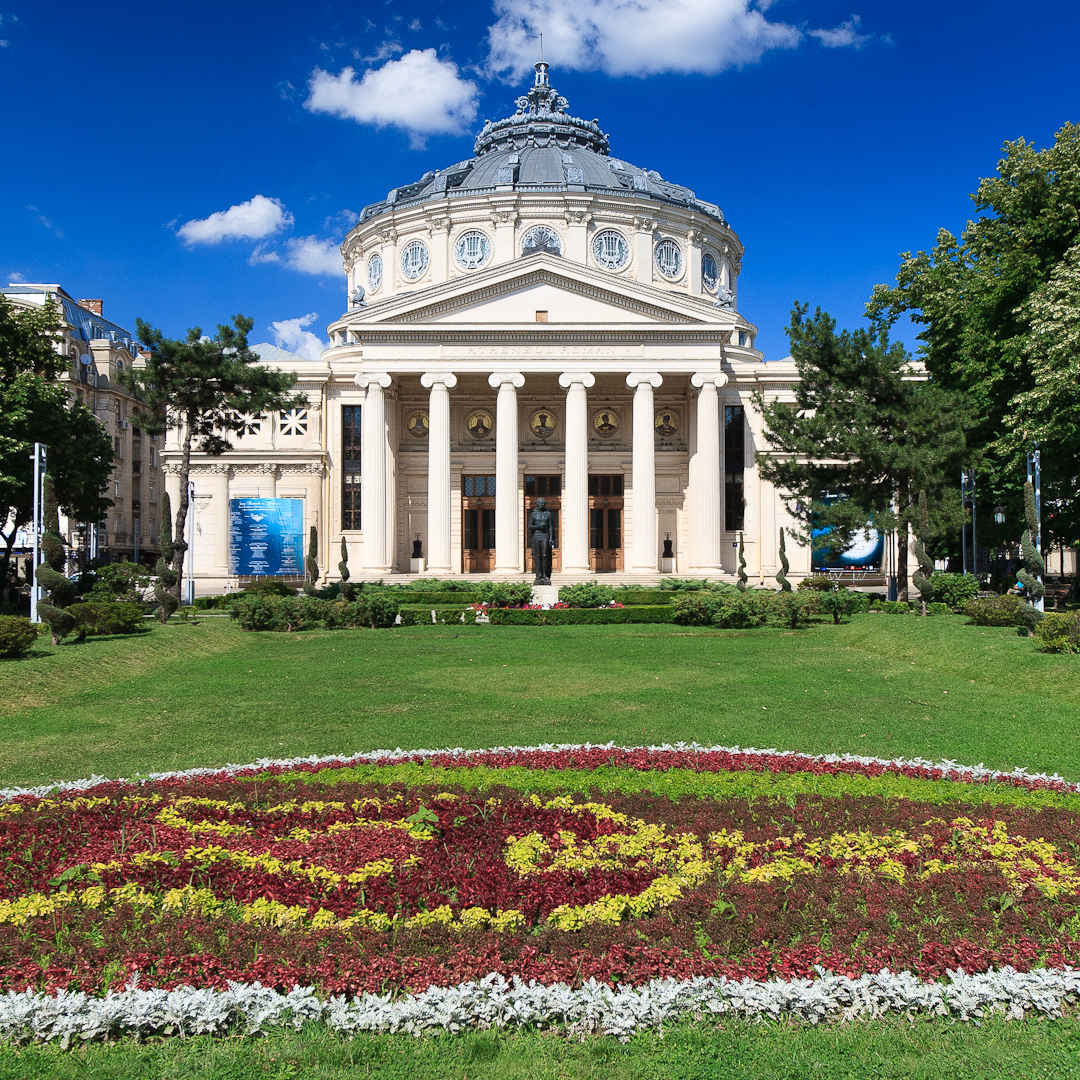
Ateneo Rumano terminado en 1896

La segunda mitad del siglo XIX fue un periodo en el que las ciudades de Rumanía cambiaron mucho. Se produjo una sistematización masiva. Las casas rústicas rumanas que llenaban las calles de los pueblos fueron sustituidas por casas con ventanas que dan a la calle (normalmente dos o tres) de inspiración occidental, con adornos en la fachada de estilo occidental, llamadas casas de carruajes. También se construyeron nuevas sedes de instituciones, entre las que destacan el Ateneo Rumano, la Biblioteca Universitaria Central de Bucarest, el Palacio del Círculo Militar Nacional, el Palacio de la CEC, el Palacio del Banco Nacional, el Palacio de la Bolsa, el Palacio del Patriarcado, el Palacio de la Facultad de Medicina de Bucarest, el Teatro Nacional "Vasile Alecsandri" de Iași y la Universidad "Alexandru Ioan Cuza" de Iași. Específico de este periodo y de principios del siglo XX es el estilo ecléctico (que combina elementos tomados del Renacimiento, el Barroco, el Rococó y el Neoclásico).

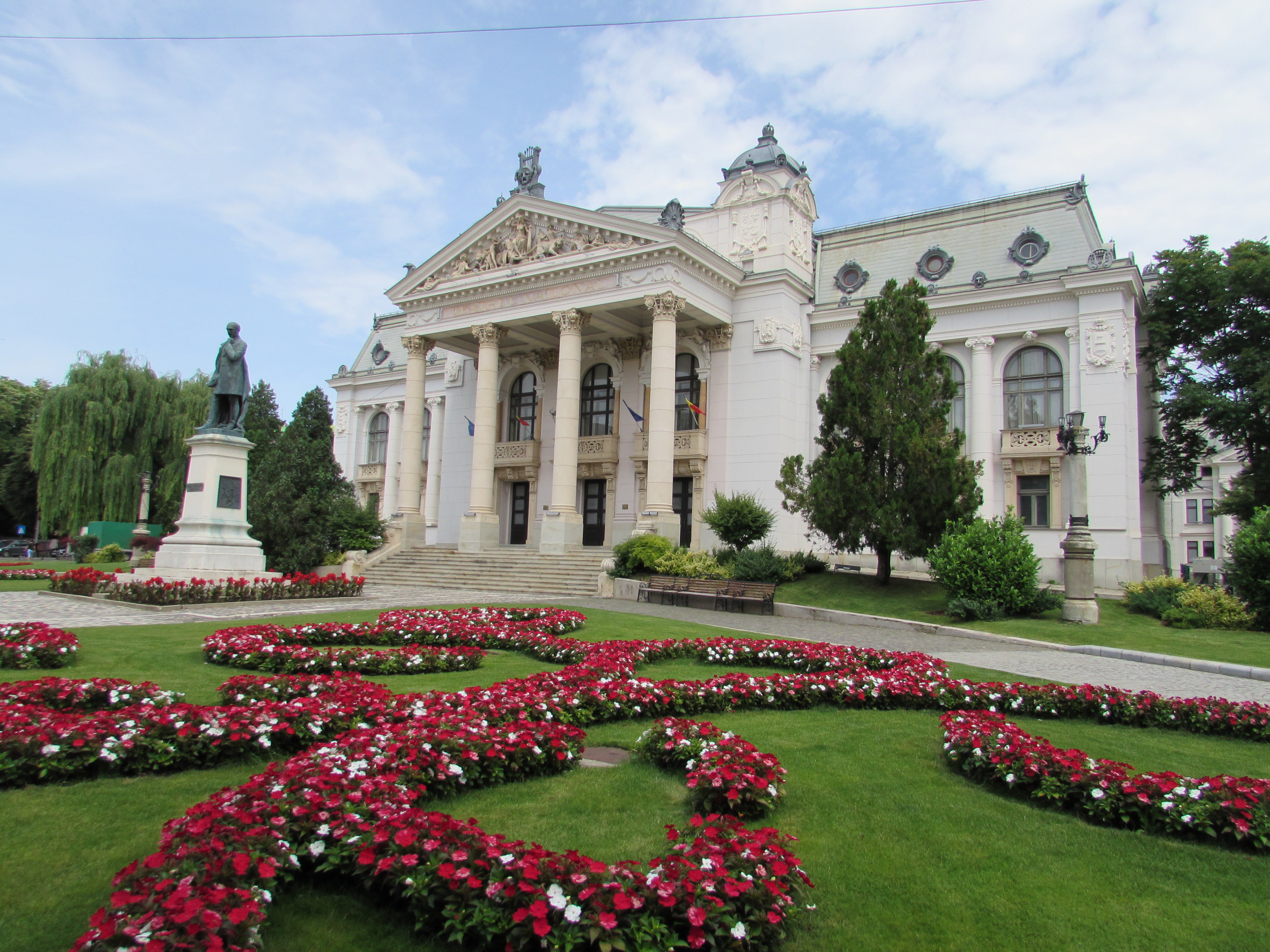
Teatro Nacional de Rumanía.

A diferencia de Transilvania, que en aquella época formaba parte del Imperio Austrohúngaro, en el Viejo Reino no hay muchos edificios de estilo Art Nouveau, prefiriéndose el estilo ecléctico clasicista. En el Reino Antiguo, los ejemplos de Art Nouveau suelen ser combinaciones con el estilo clasicista ecléctico. Algunos ejemplos son la Casa Mița Biciclista de Bucarest, una combinación de neobarroco y art nouveau, la Casa Dianu de Craiova y, sobre todo, el Casino de Constanza.
Los arquitectos rumanos que estudiaron en el extranjero, sobre todo en la escuela parisina, dan a las ciudades rumanas, a través de sus edificios y proyectos, un aspecto que no se ve en otras ciudades europeas. El edificio específico de la época es la casa con dos o tres ventanas que dan a la calle, una entrada al jardín y una ornamentación ecléctica en la fachada y estucada en el interior. Además de los rumanos, llegaron a Bucarest y a otras ciudades rumanas, como Constanța, arquitectos extranjeros, sobre todo franceses y austriacos. A partir de las décadas de 1880 y 1890, aparecieron los primeros intentos de encontrar un estilo nacional, inspirado en la arquitectura de los brâncoveneres. El pionero más conocido del estilo es Ion Mincu, seguido de Grigore Cerchez, Cristofi Cerchez, Petre Antonescu y Nicolae Ghica-Budești.

### Música
La música rumana incluye todas las creaciones musicales desarrolladas por los rumanos y sus antepasados. La posibilidad de tratar la música de los daco-getianos y protorromanos es muy limitada debido a la mínima documentación conservada. Desde la Edad Media, la ubicación en la confluencia de oriente y occidente ha llevado a una diferenciación entre la música apreciada en los primeros estados rumanos: los situados en el oeste se benefician de las influencias occidentales, mientras que los estados situados en el este toman elementos de la música bizantina, eslava y, más tarde, turca. Estas influencias afectaron tanto a la música folclórica como a la música erudita (música religiosa - gregoriana en el oeste y bizantina en el este - y música culta secular)
El folclore musical rumano abarca todas las creaciones de la cultura espiritual popular rumana en el ámbito del arte sonoro. Se refiere al patrimonio musical de los rumanos de los pueblos y las gentes de las que proceden. Según la delimitación de la folclorística, el folclore musical constituye una rama de la creación tradicional rumana, junto con: el folclore literario, la danza y el teatro folclórico. A principios del siglo XX, el compositor George Enescu destaca como el primer compositor rumano que logra una síntesis orgánica y profunda entre la música folclórica rumana y las tendencias de la música culta de su tiempo (es la época del romanticismo tardío); utiliza un lenguaje musical moderno y experimenta en áreas modales y microtonales. Enescu es considerado el compositor rumano más valioso de todos los tiempos.

### Ciencia y tecnología

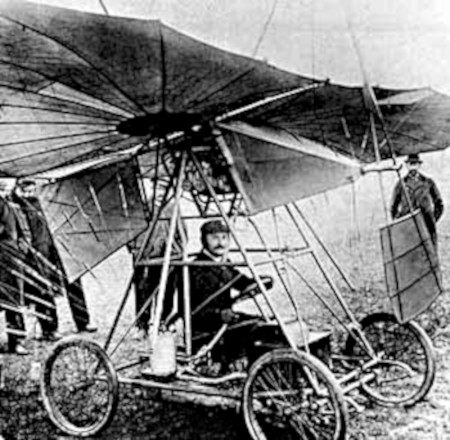
Traian Vuia

El 18 de marzo de 1906, el inventor rumano Traian Vuia pasó a ser la primera persona del mundo que voló con una nave aérea autopropulsada y más pesada que el aire —él es también la segunda persona del mundo que despegó con una nave aérea de alta potencia—. Su vuelo tuvo lugar en Montesson, cerca de París, y duró unos 12 minutos. Henri Coandă fue otro inventor y pionero de la aviación rumana. Construyó la primera nave aérea propulsada por motor a reacción —la Coanda-1910—, y la llevó a la Segunda Exhibición Internacional de Aeronáutica de París, en octubre de 1910.
El 14 de mayo de 1981 Rumania pasó a ser el undécimo país del mundo en tener un cosmonauta en el espacio. Ese cosmonauta, Dumitru Prunariu, se convirtió posteriormente en presidente de la Agencia Espacial Rumana.
George Emil Palade fue un biólogo celular rumano que ganó el Premio Nobel en Fisiología o Medicina en 1974, por su estudio de la organización interna de estructuras celulares como las mitocondrias, cloroplastos, el aparato de Golgi, y por el descubrimiento de los ribosomas. Ganó también la Medalla Nacional para la Ciencia en 1986.
Después de la Revolución rumana de 1989, los estudiantes rumanos destacaron en competiciones internacionales de matemáticas e informática, y el número de programadores aumentó considerablemente. Ejemplos de los éxitos de los programadores rumanos incluyen a "RAV" (Romanian AntiVirus), usado por Microsoft en su desarrollo de Windows Defender, o a BitDefender, considerado en TopTenReviews el mejor software antivirus y para la seguridad del internet.
Según el Índice mundial de innovación, a cargo de la Organización Mundial de la Propiedad Intelectual, en 2022, Rumania se ubicó en lugar 48.º en innovación entre 133 países del mundo;mientras que en 2023, ocupó el lugar 47.º y en 2022 el lugar 49.º.

### Cine

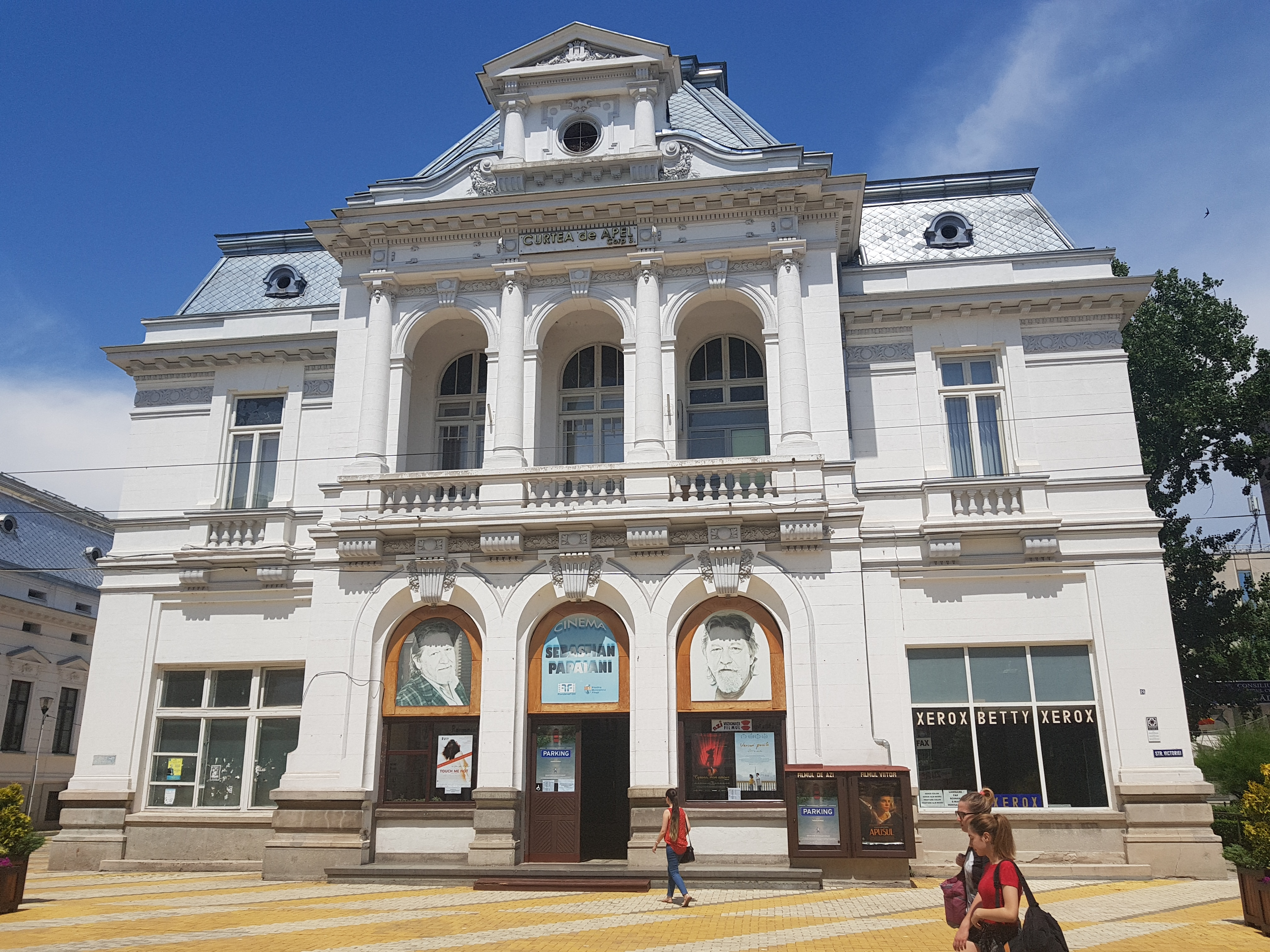
Cine Sebastian Papaiani

El cine apareció en Rumanía el 27 de mayo de 1896 y las primeras proyecciones tuvieron lugar en Bucarest, en la sede del periódico francófono L'Indépendance Roumaine. Entre los directores rumanos más importantes se pueden mencionar a Jean Georgescu, Victor Iliu, Liviu Ciulei, Ion Popescu-Gopo, Lucian Pintilie, Dan Pița, Alexandru Tatos, Mircea Daneliuc y Sergiu Nicolaescu. Entre las películas rumanas con distinciones internacionales están: El bosque del ahorcado, Oameni de treabă, La escuela, Hotel de Luxe y Terminus Paradis. 
Otras películas que han gozado de éxito internacional en los últimos años son: La muerte del señor Lăzărescu, dirigida por Cristi Puiu y 4 meses, 3 semanas y 2 días dirigida por Cristian Mungiu y premiada con la Palma de Oro en Cannes. Entre los actores rumanos de mayor talento se encuentran: Radu Beligan, Constantin Tănase, Toma Caragiu, Victor Rebengiuc, Gheorghe Dinică, Ștefan Iordache, Marcel Iureș, Marin Moraru, Amza Pellea, Florin Piersic, Dem Rădulescu, Tamara Buciuceanu Botez, Draga Olteanu Matei, Stela Popescu, Ilarion Ciobanu, Dorel Vișan, Mircea Albulescu, Sebastian Papaiani, Florian Pittiș, Mircea Diaconu, Maia Morgenstern, Alexandru Arșine y el internacionalmente conocido Sebastian Stan.

### Fiestas nacionales
| Fecha                | Festividad                     | Nombre local                 | Notas                                                         |
| -------------------- | ------------------------------ | ---------------------------- | ------------------------------------------------------------- |
| 1 y 2 de enero       | Año Nuevo                      | Anul Nou                     |                                                               |
| abril o mayo         | Pascua                         | Paşti                        |                                                               |
| 1 de mayo            | Día del Trabajo                | Ziua Muncii                  |                                                               |
| 9 de mayo            | Día de la Independencia rumana | Ziua Independenţei româneşti | oficial desde 2015                                            |
| junio                | Pentecostés                    | Rusalii                      | oficial desde 2010                                            |
| 15 de agosto         | La Asunción de la Virgen       | Adormirea Maicii Domnului    | oficial desde 1995                                            |
| 30 de noviembre      | San Andrés                     | Sfântul Andrei               |                                                               |
| 1 de diciembre       | Día Nacional de Rumanía        | Ziua Naţională a României    | Se celebra la unificación de Rumanía, Moldavia y Transilvania |
| 25 y 26 de diciembre | Navidad                        | Crăciun                      |                                                               |

## Deportes

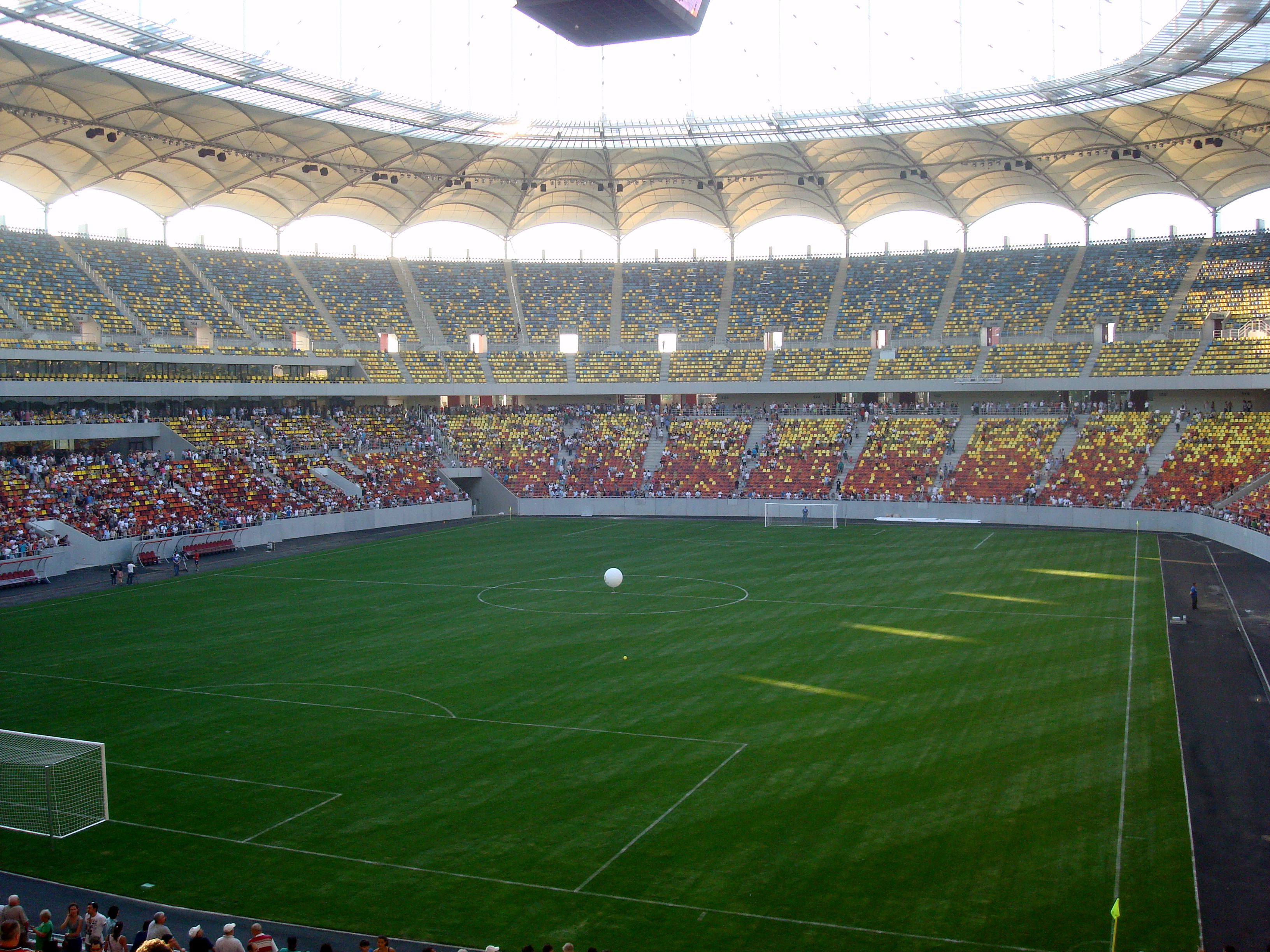
Estadio Nacional de Rumanía

En los Juegos Olímpicos de Montreal 1976, la rumana Nadia Comăneci llegó a ser la primera gimnasta en obtener un "diez". Ganó tres medallas de oro, una de plata y una de bronce, todas a la edad de catorce años. Su éxito continuó en los Juegos Olímpicos de Moscú 1980, donde ganó tres medallas de oro y dos de plata.
Ilie Năstase, jugador de tenis, llegó a ser una estrella del tenis mundial en los años 1970. Ganó varios títulos de Grand Slam y docenas en otros torneos; tuvo también éxito como jugador de dobles. Rumanía alcanzó la final de la Davis Cup en tres ocasiones. Virginia Ruzici tuvo éxito en el tenis femenino en los años 1970.
En tenis de mesa destaca Angelica Rozeanu ganadora en seis ocasiones consecutivas del campeonato del mundo además de conseguir tres medallas en dobles femeninos y otras tres en dobles mixtos.
El jugador de baloncesto Gheorghe Muresan es el más alto de la historia en haber jugado en la NBA.

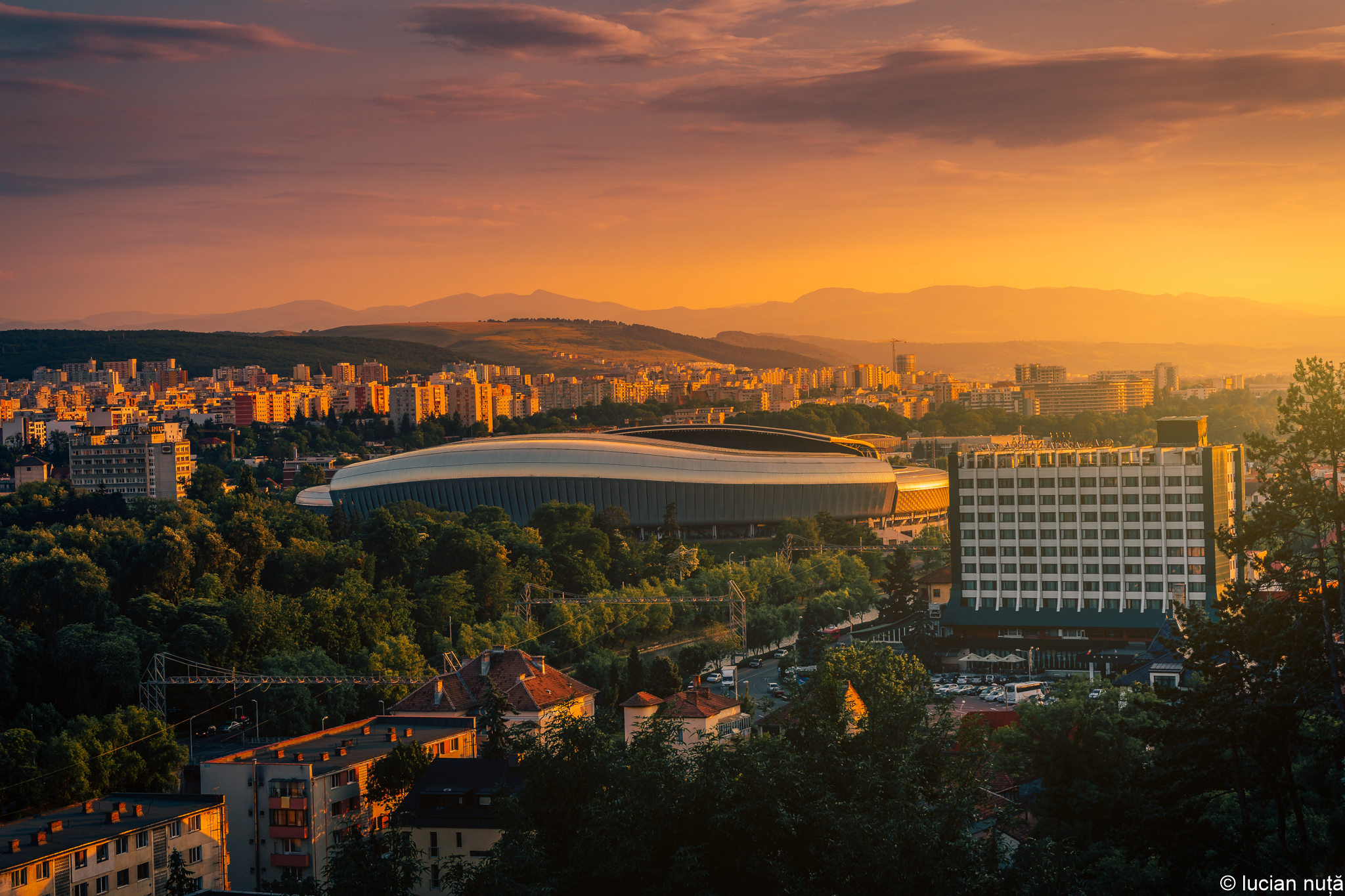
Arena de Cluj

La rama del fútbol también es conocida en este país. El Steaua Bucarest es el más conocido a nivel internacional, ya que es el primer —y único— club de su país en ganar la Copa de Europa, en 1986. Aparte del Steaua, otros clubes conocidos son el Dinamo Bucarest, el Rapid Bucarest, el CFR Cluj, entre otros, todos ellos campeones de la liga de Rumania.

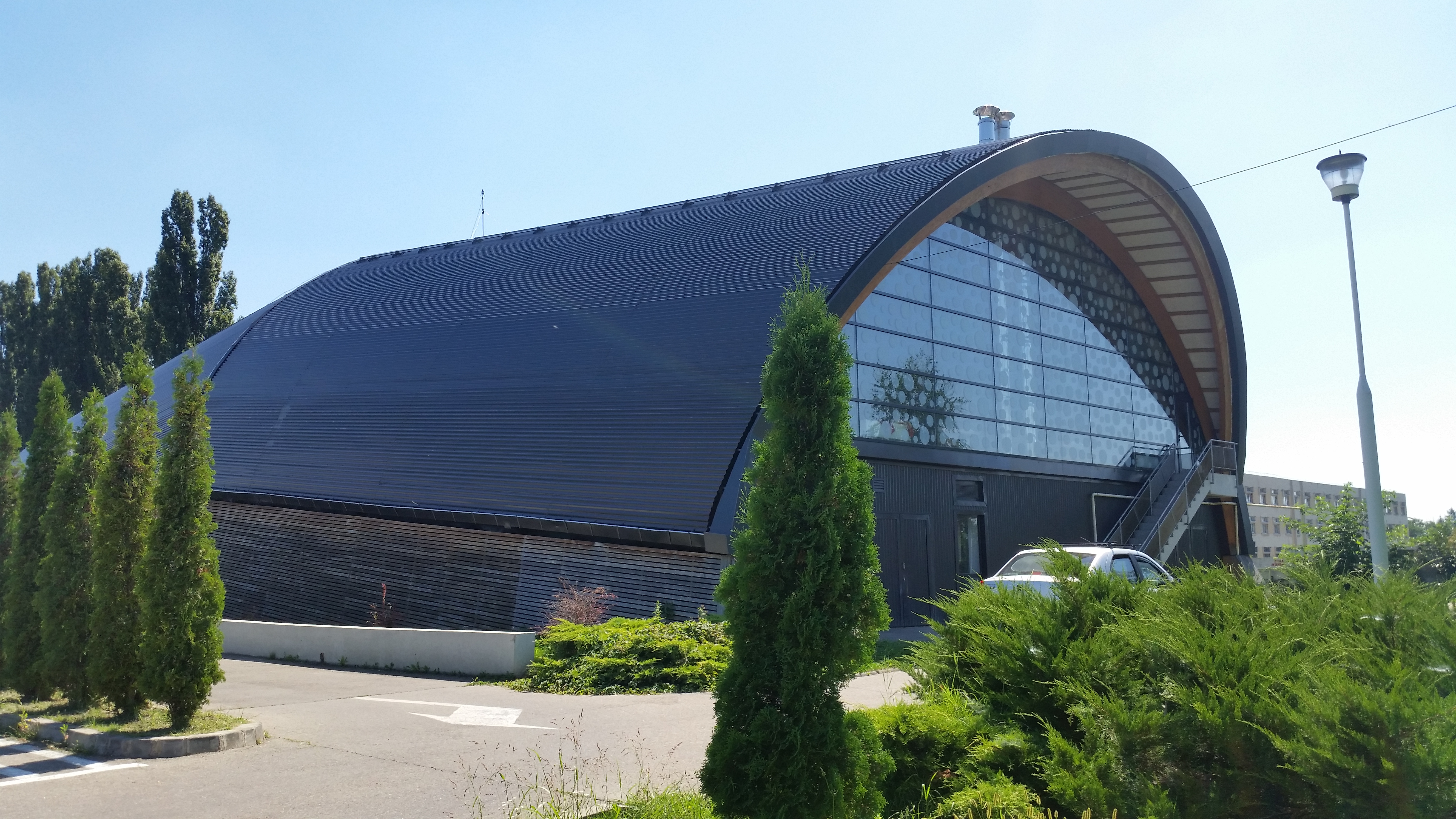
Piscinas en Câmpina

La selección nacional ha competido en la Copa Mundial de Fútbol en siete ocasiones, logrando llegar hasta cuartos de final en 1994. En la Eurocopa, también alcanzó esta instancia, en el año 2000. A nivel individual, destacan futbolistas como Dudu Georgescu, Rodion Cămătaru, Dorin Mateuț, todos ellos ganadores de la Bota de Oro europea; así como otras estrellas, tales como Marius Lăcătuș, Gheorghe Hagi, Gheorghe Craioveanu, Dan Petrescu, Cristian Chivu y Adrian Mutu.
Aunque quizás no tienen la fuerza de antes, la selección rumana de rugby participó en todas las ediciones de la Copa Mundial. Rumanía también tiene una tradición de éxitos en balonmano y en piragüismo.
- Selección de balonmano de Rumania
- Selección de fútbol de Rumania
- Selección de rugby de Rumania
- Rumania en los Juegos Olímpicos
- Liga I
- Trântă